# Coloso

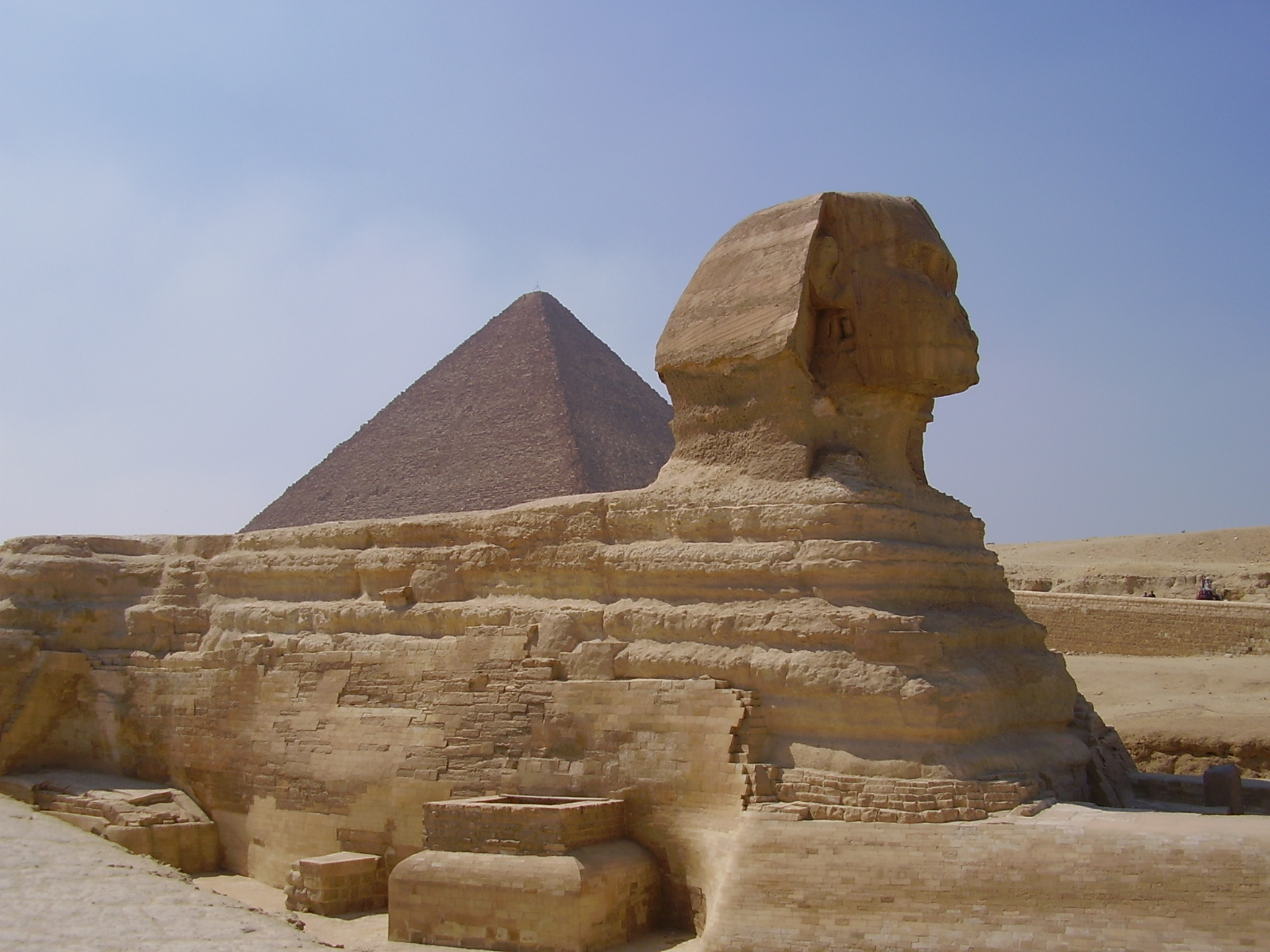
La Gran Esfinge de Guiza.

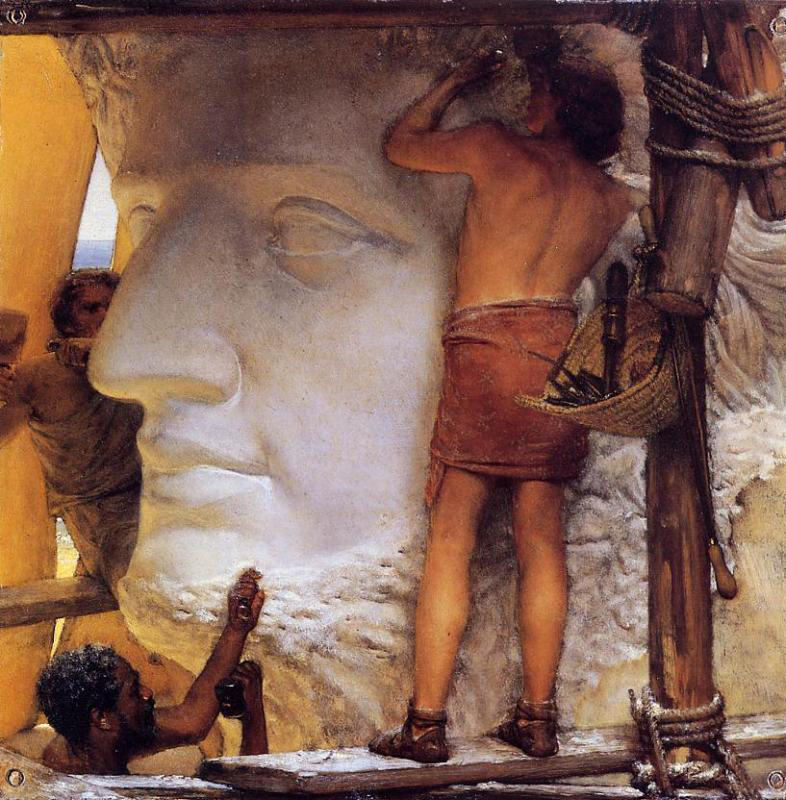
Escultores en la Antigua Roma, pintura histórica de Lawrence Alma-Tadema (1877).

Se denomina coloso (del latín colossus ‘estatua de mayor tamaño que el natural’, y este del griego kolossos ‘estatua gigantesca’) a la estatua de gran magnitud, aquella que excede mucho del tamaño natural, aunque también se utiliza el adjetivo «colosal» para calificar un elemento arquitectónico de tamaño desproporcionado (sillares ciclópeos, órdenes gigantes o colosales) o un edificio de dimensiones gigantescas (colosalismo arquitectónico).
La etimología de la palabra griega es desconocida, y sólo aparece en los textos a partir de la descripción que hace Heródoto de las estatuas egipcias. Las fuentes romanas utilizaron la palabra para designar a la estatua de bronce del dios Helios que se levantaba a la entrada del puerto de Rodas (el coloso de Rodas, que según Plinio el Viejo tenía 70 codos de altura —unos 32 metros—), y también llamaron así a la gran estatua del emperador Nerón, junto a la que se levantó posteriormente el anfiteatro Flavio (el Coliseo). El DLE recoge como segunda acepción de «coloso» en castellano ‘persona o cosa que por sus cualidades sobresale muchísimo’.

## Estatuaria colosal

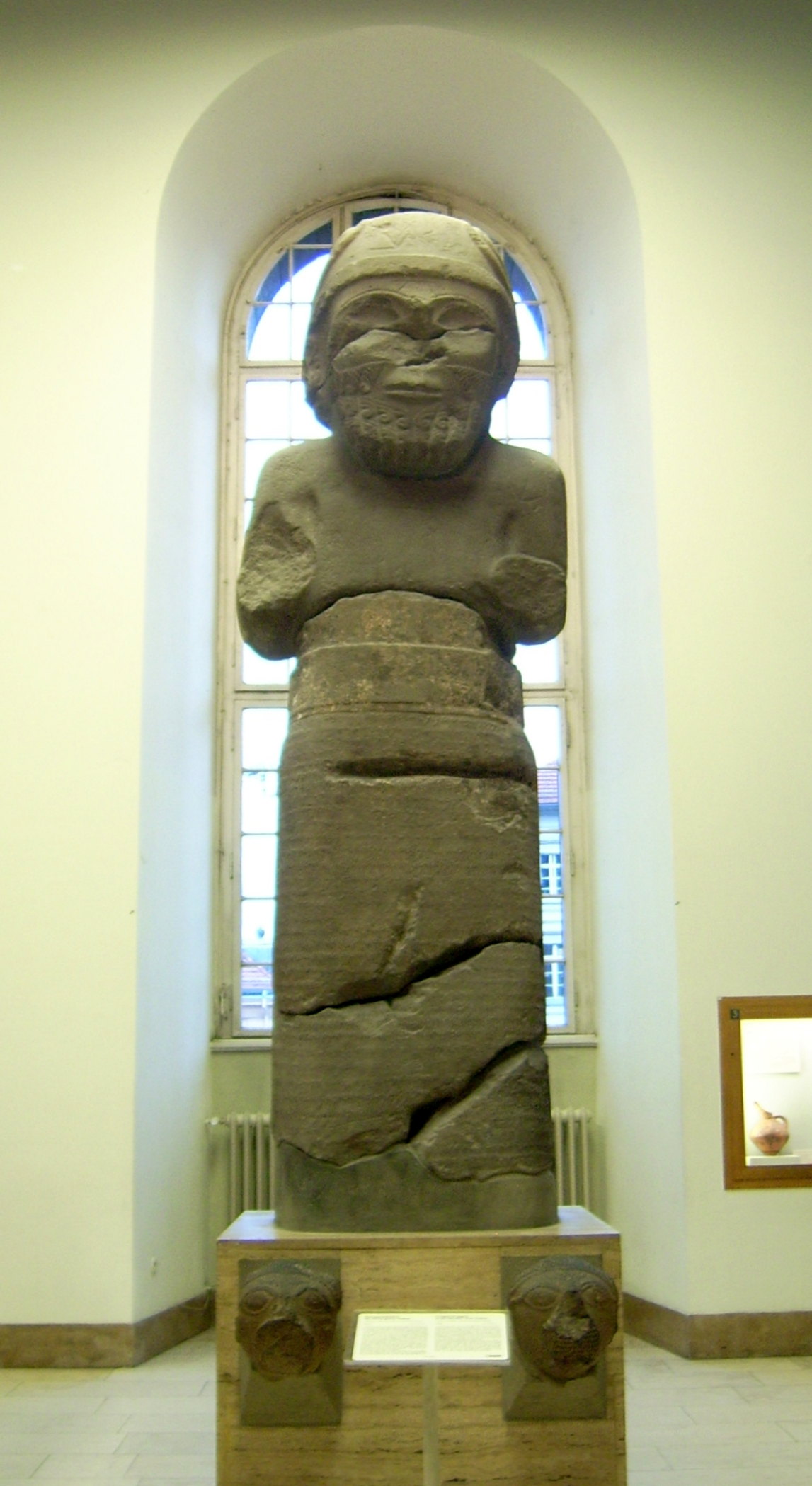
Estatua de Baal-Hadad proveniente de Zinjirli (Sam'al), vinculada a las civilizaciones hitita, fenicia y aramea. Museo de Pérgamo.

### Próximo Oriente antiguo
La mayor parte de las numerosas civilizaciones del Próximo Oriente Antiguo desarrollaron estatuaria monumental, desde las más tempranas (Göbekli Tepe, X-VIII milenio a. C., vinculado al megalitismo -algunas de las manifestaciones megalíticas son figurativas e incluso antropomórficas-) hasta las más tardías, como los gálatas, que la tuvieron al menos en la ciudad de Tavium, donde hubo una estatua colosal de un dios al que las fuentes romanas equiparan a Júpiter (siglo III a. C.)

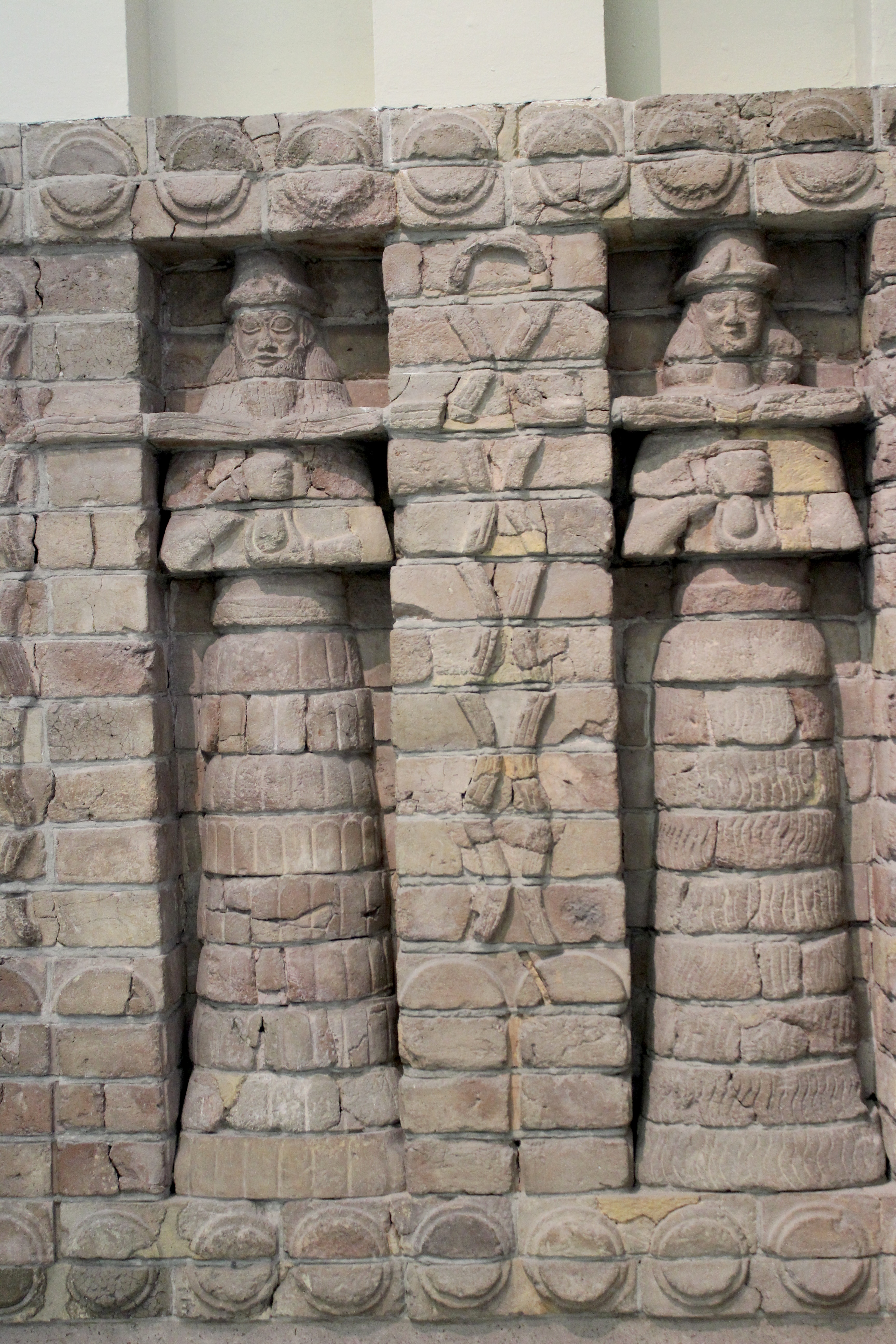
Templo de Inanna, Uruk, en el Museo de Pérgamo.
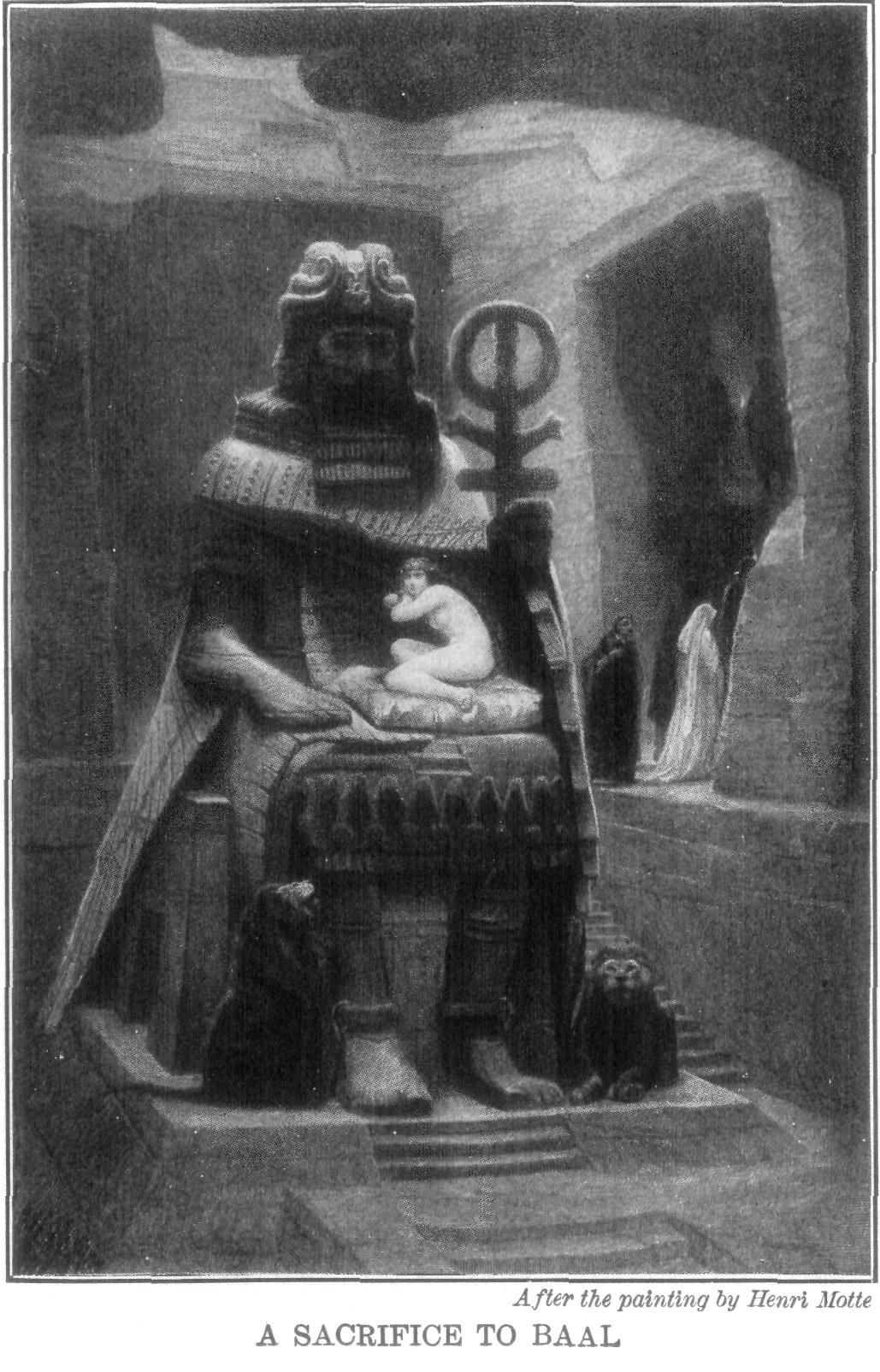
Reconstrucción historicista de un sacrificio a Baal.
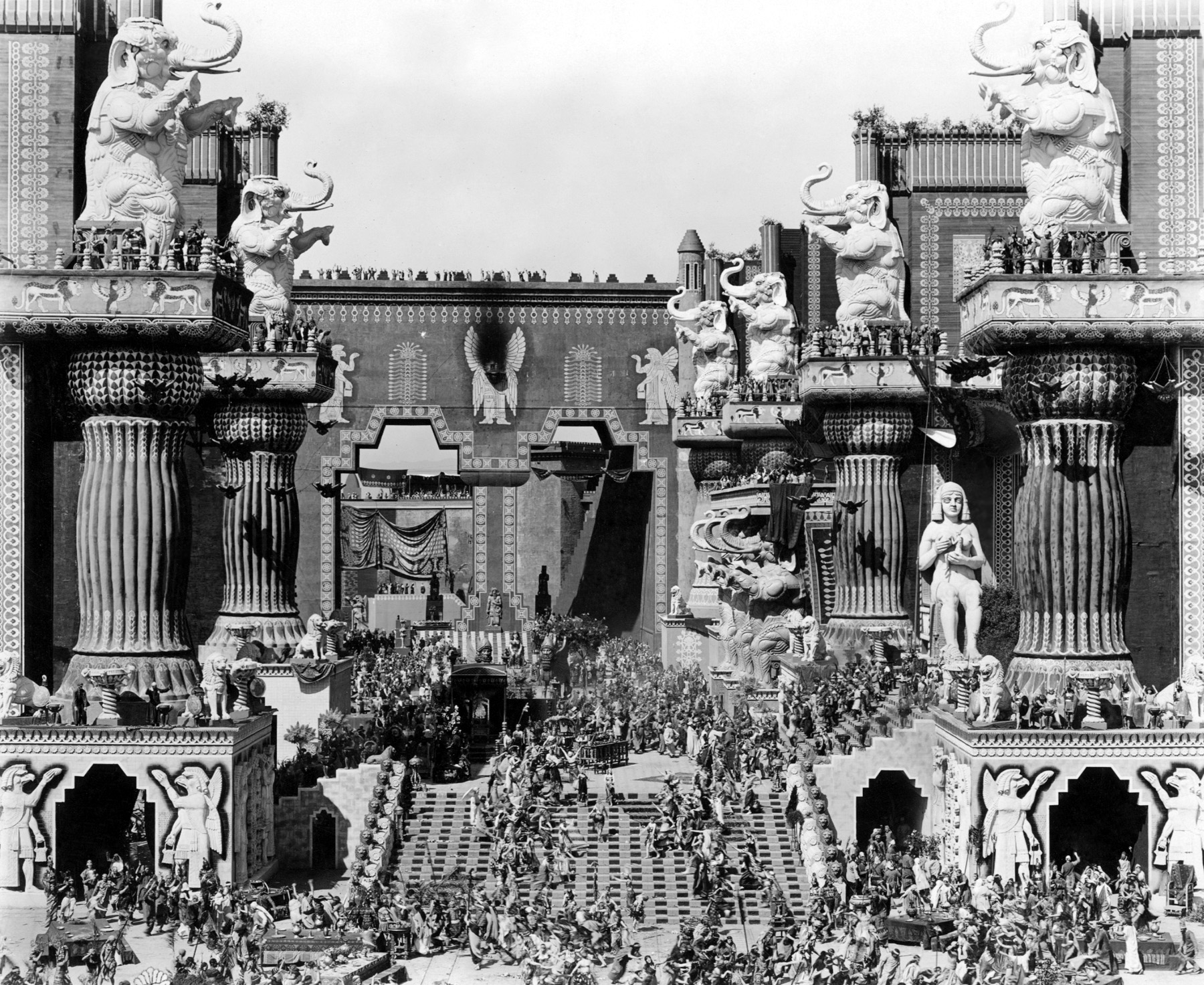
Reconstrucción cinematográfica de Babilonia en Intolerancia.

#### Escultura egipcia

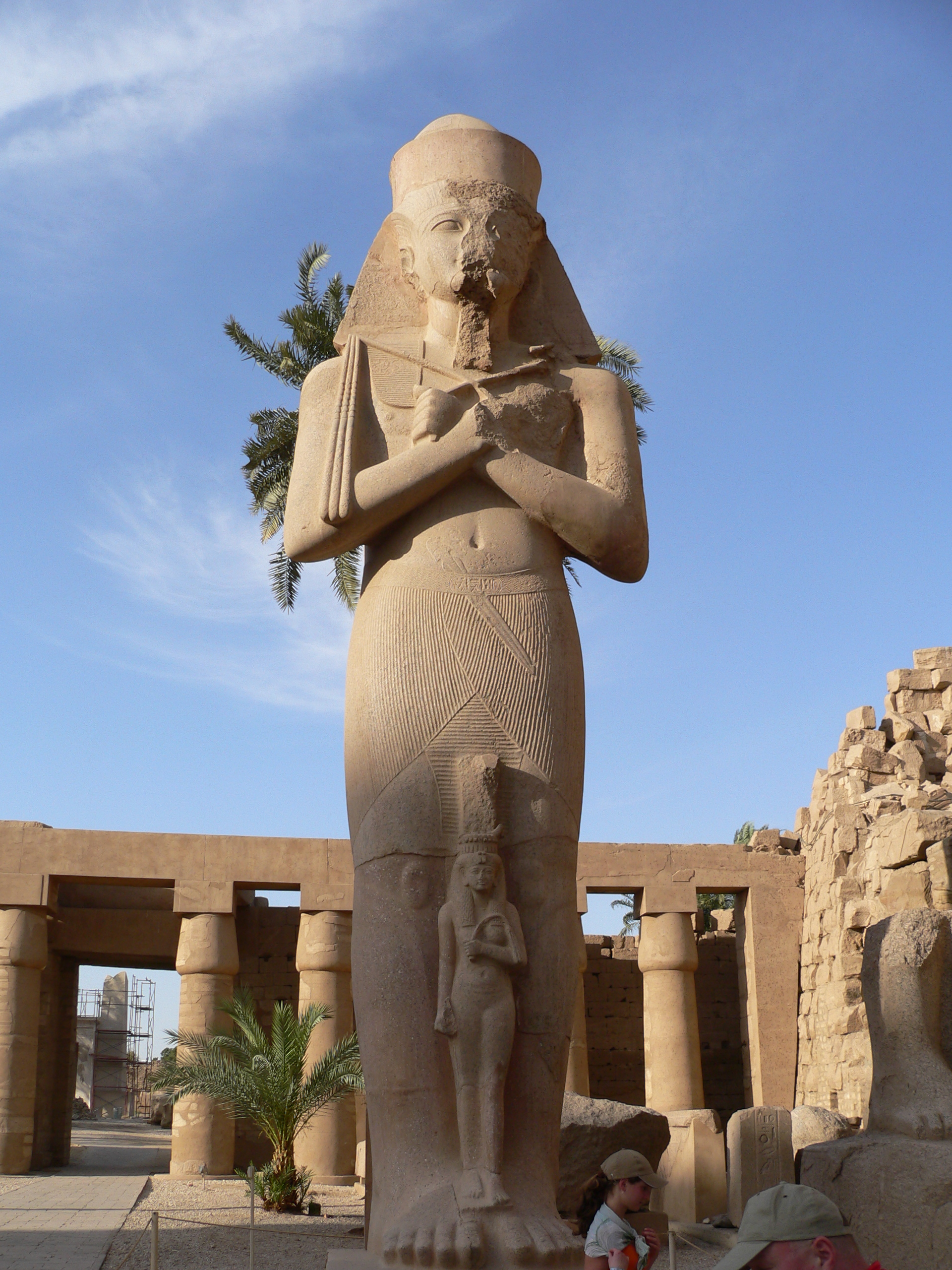
La estatua colosal del templo de Karnak. Representaba inicialmente a Ramsés II y fue posteriormente usurpado por Pinedyem I.

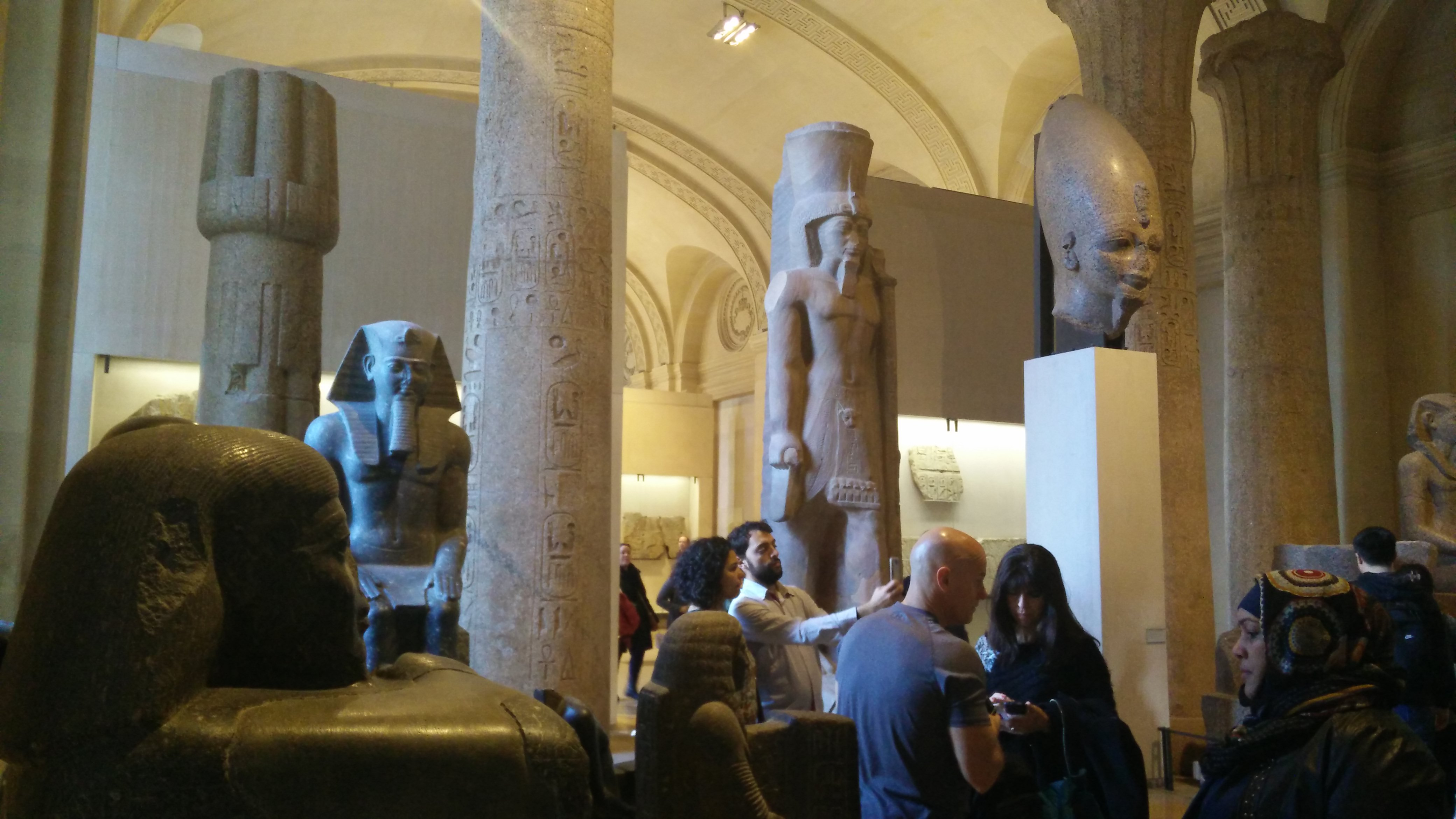
Panorama de la sala XII del Museo del Louvre, con la cabeza de una estatua colosal de Amenofis III.

- La llamada Esfinge de Giza, que podría representar a Kefrén
- Estatua colosal del rey Micerino (sedente, de casi dos metros y medio de altura -compárese con la Tríada de Micerino, de menor tamaño del natural-)
- Colosos de Memnón, que representan a Amenofis III
- Colosos de Ramsés II

- Coloso de Ramsés II de Menfis
- Colosos de la entrada del templo mayor de Abu Simbel
- Colosos de la entrada del templo menor de Abu Simbel (cuatro de Ramsés II y dos de Nefertari)
- Colosos del Ramesseum
- Colosos de la entrada del templo de Lúxor
- Coloso del templo de Karnak, posteriormente usurpado por Pinedyem I
- El llamado "joven Memnón" (younger Memnon) del Museo Británico (su pareja sigue en el Ramesseum de Tebas)
- Colosos de Pi-Ramsés, de los que sólo quedan vestigios

- Cabeza colosal de Amenhotep III (en granito rosa; hay al menos otra, en cuarcita)
- Estatuas colosales de Akenatón en Karnak este (Akenatón, amarniense)

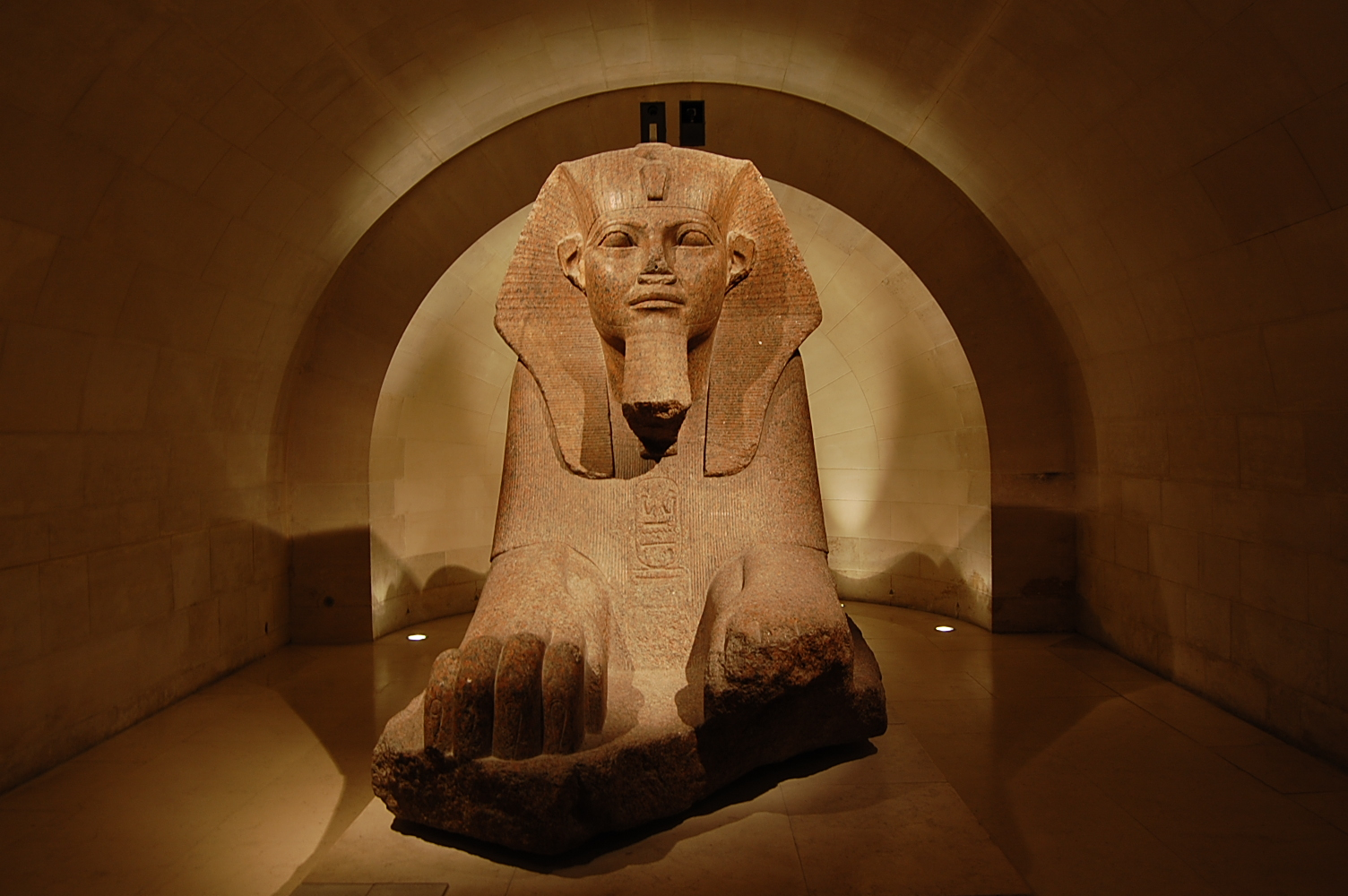
La llamada "Gran Esfinge de Tanis"[6] del Departamento de antigüedades egipcias del museo del Louvre. Lleva los nombres de Amenemhat II (Dinastía XII), Merneptah (Dinastía XIX) y Shoshenq I (Dinastía XXII).
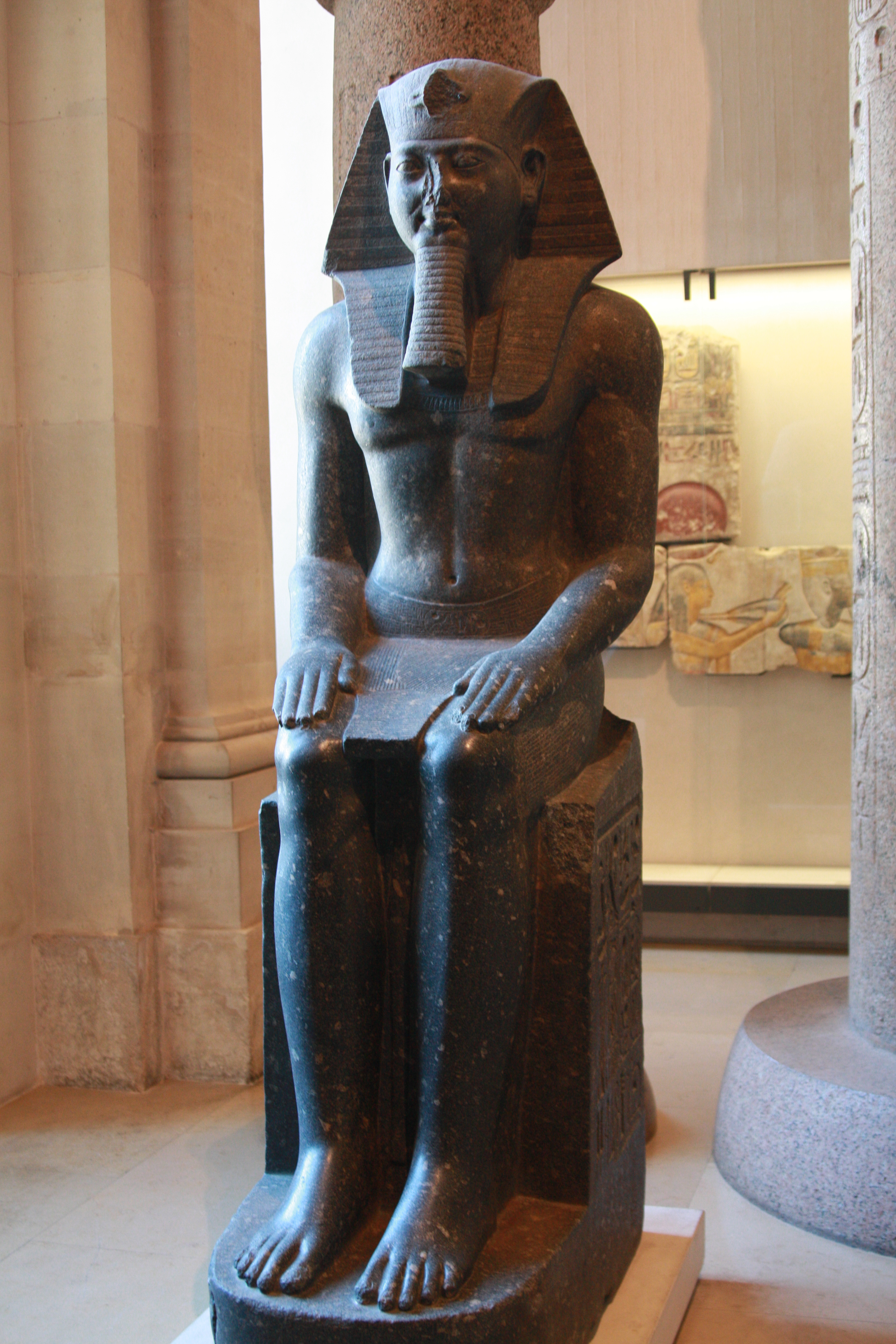
Coloso a nombre de Ramsés II procedente de Tanis. Louvre.

#### Escultura asiria y persa aqueménida

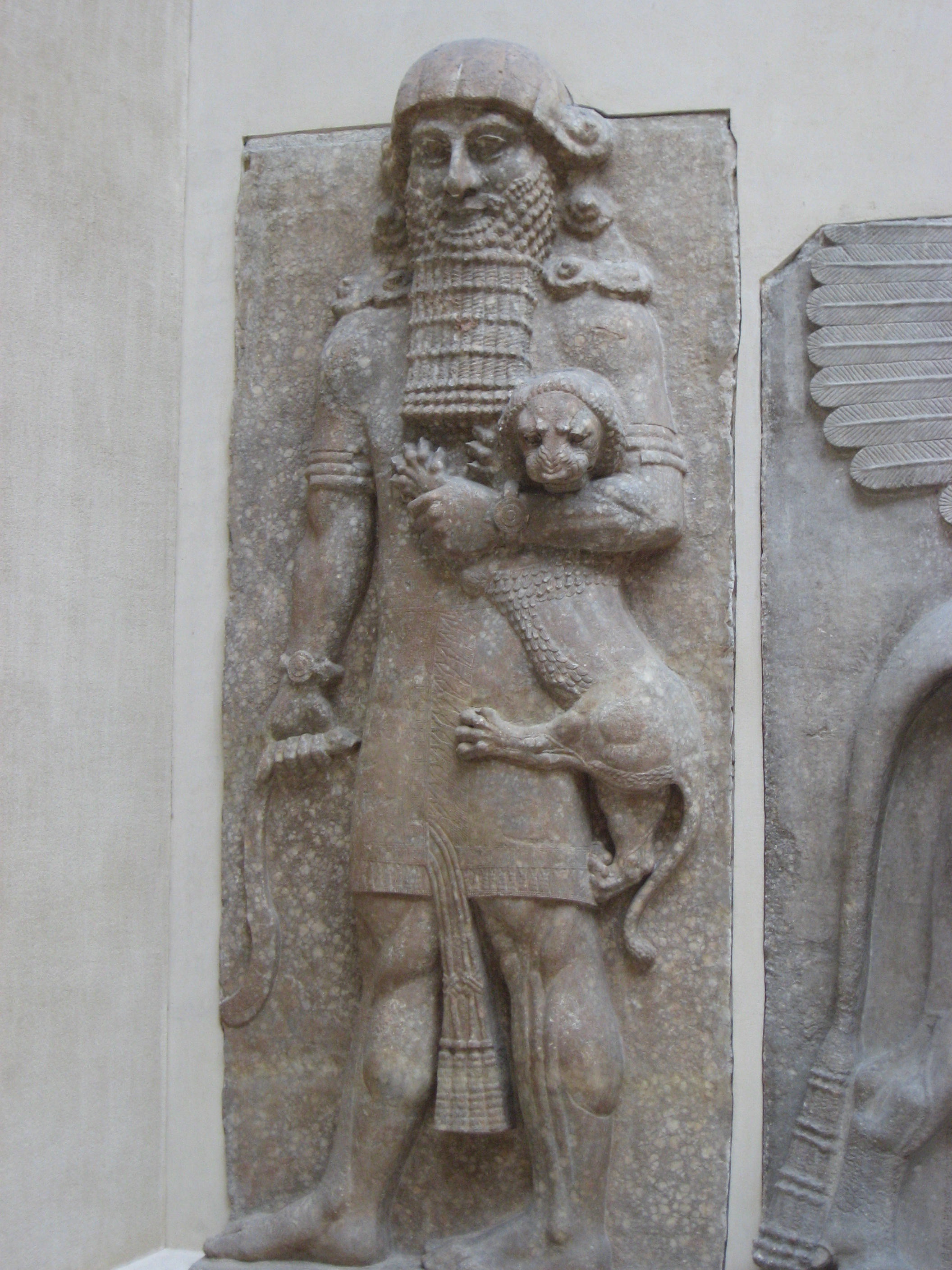
Héroe con león (552 cm), interpretado habitualmente como Gilgamesh, procedente de  Dur-Sharrukin. Museo del Louvre.
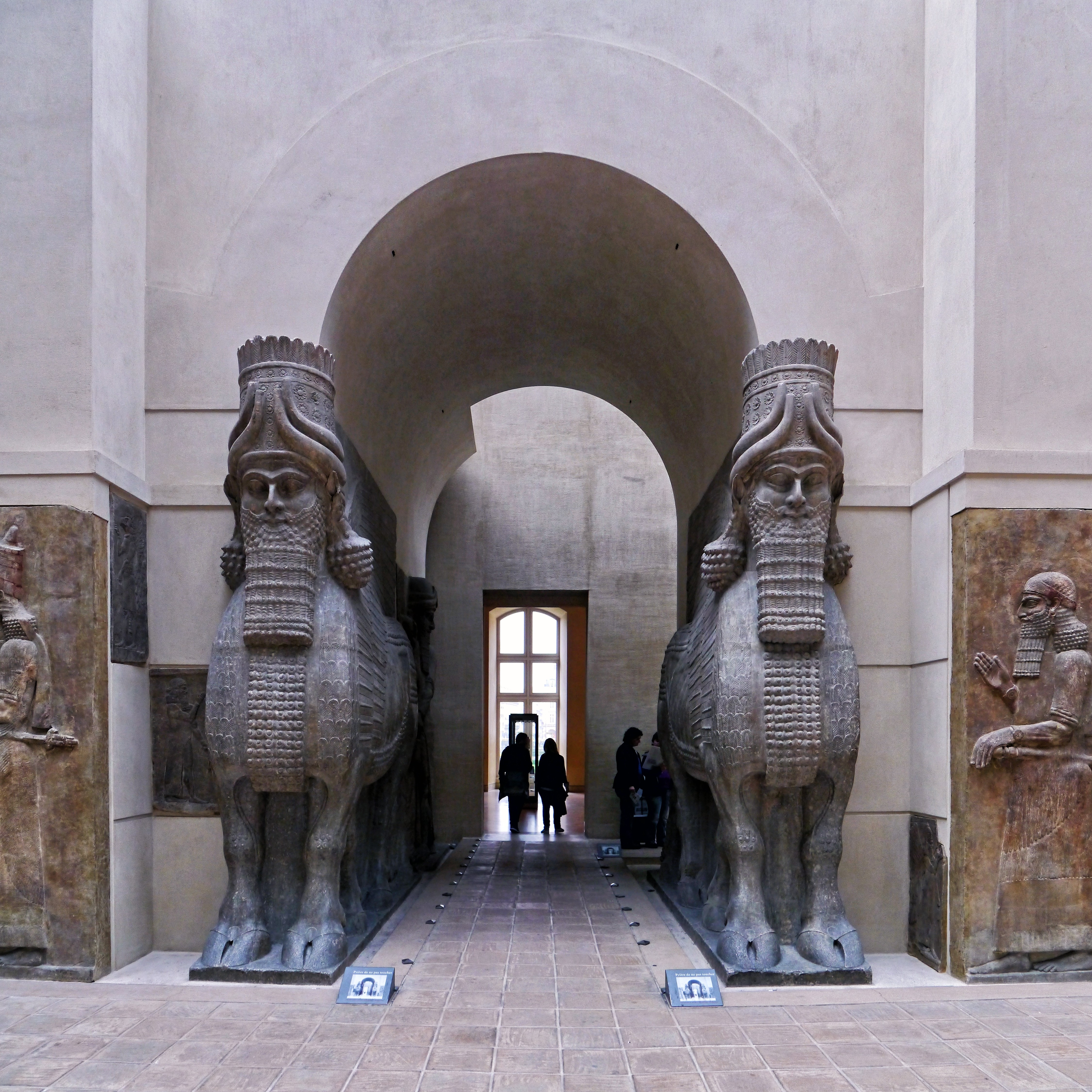
Dos lammasu asirios que flanqueaban una puerta en Dur-Sharrukin. Misma sala del Louvre.
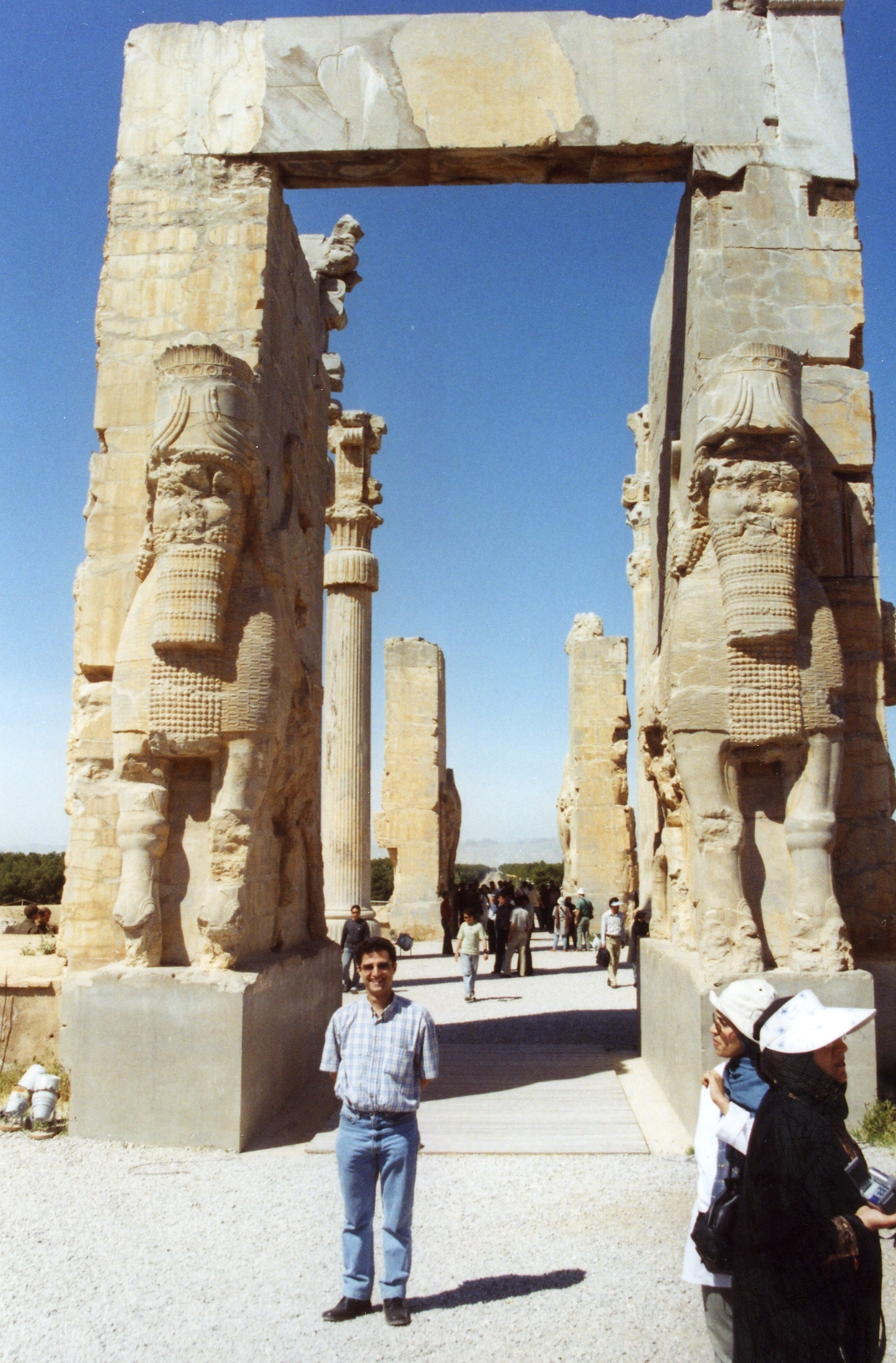
Puerta de todas las naciones[8] del palacio de Persépolis.
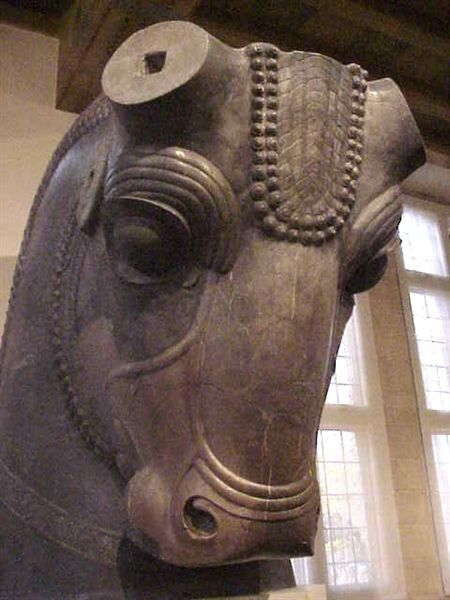
Cabeza de toro colosal del Palacio de las Cien Columnas (216x158 cm), Persépolis.
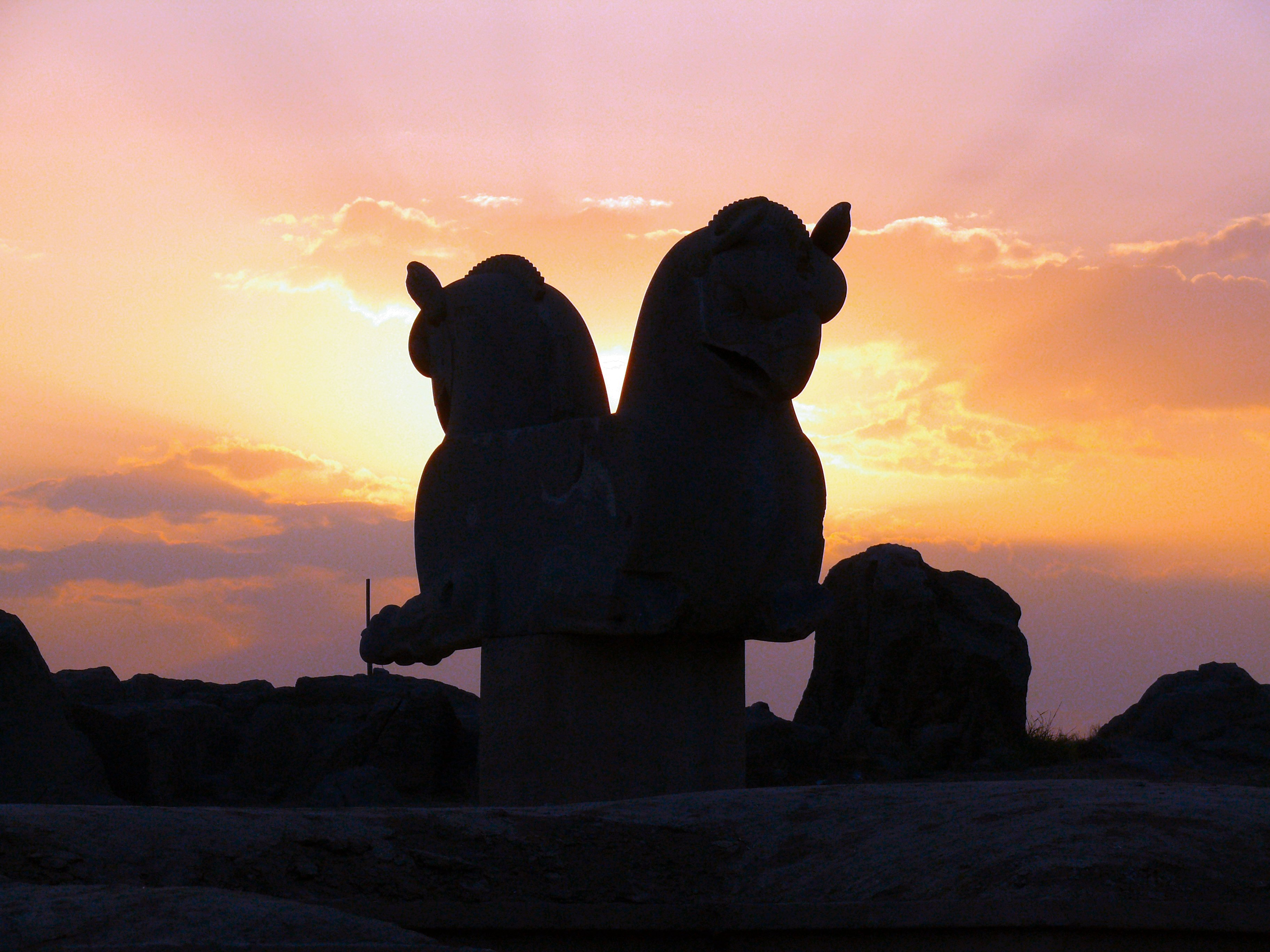
Capitel bicéfalo de dos grifos. Persépolis.
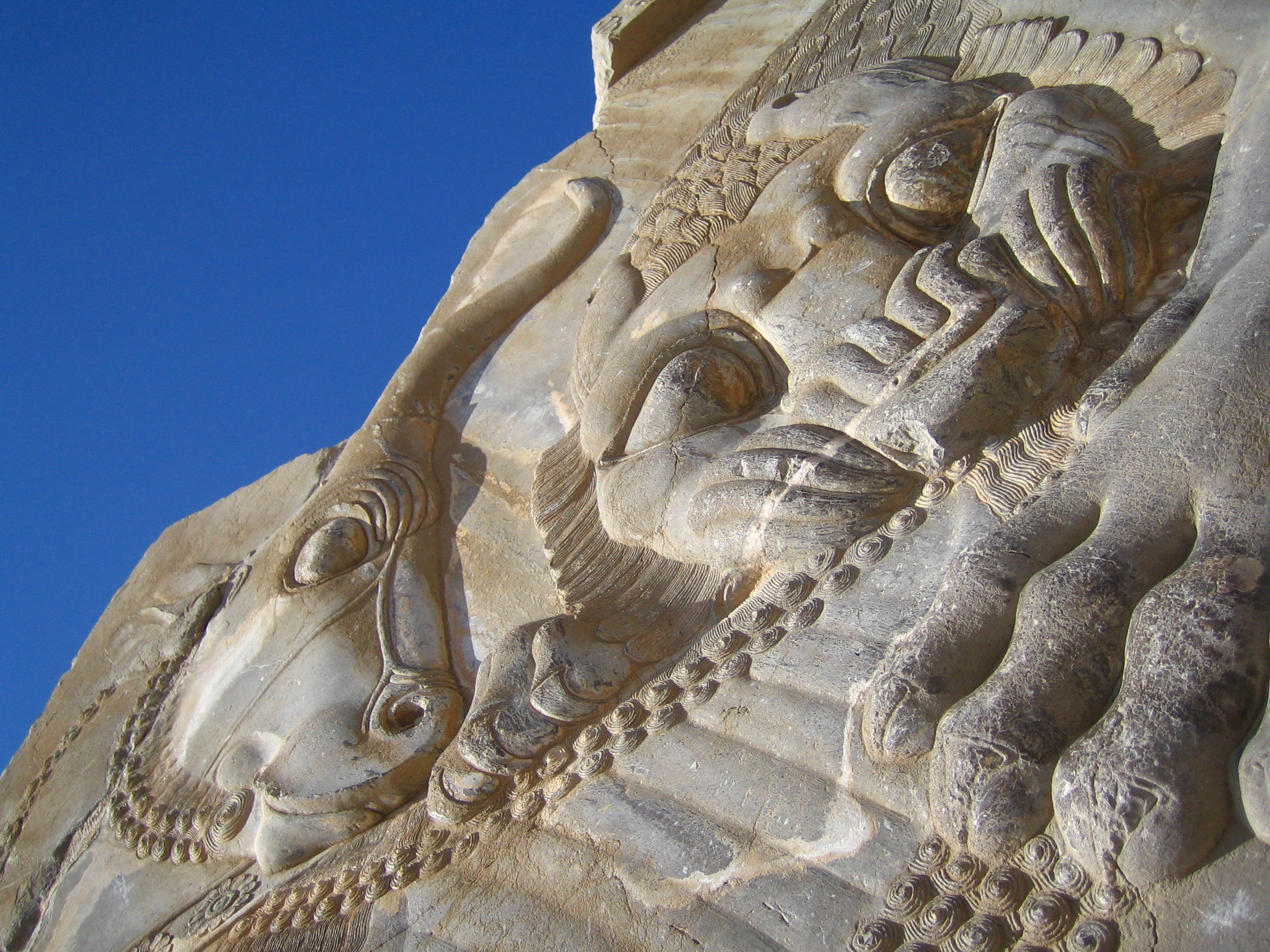
Relieve de un león devorando un toro, símbolo zoroastriano (nouruz). Persépolis.

### Escultura griega

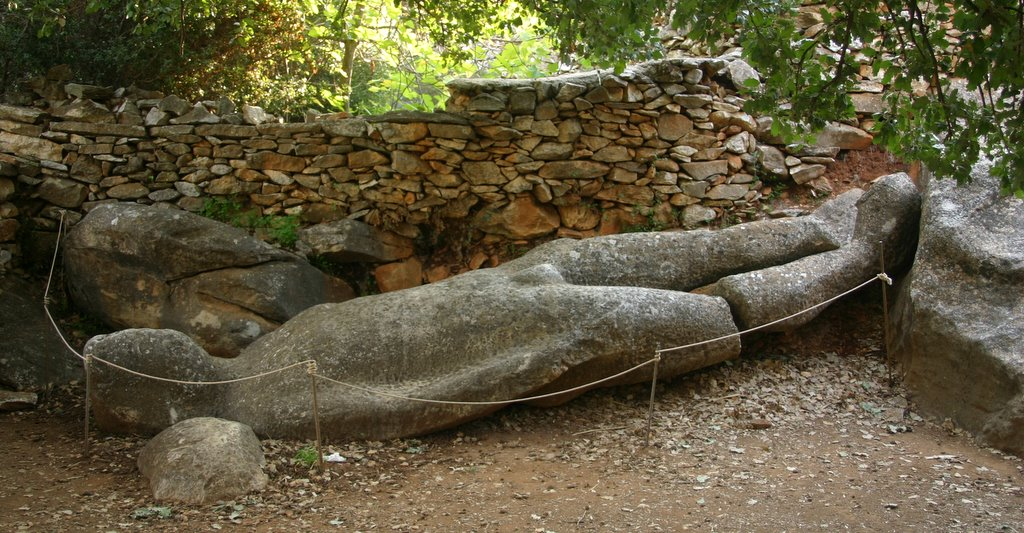
Kurós de Flerio.

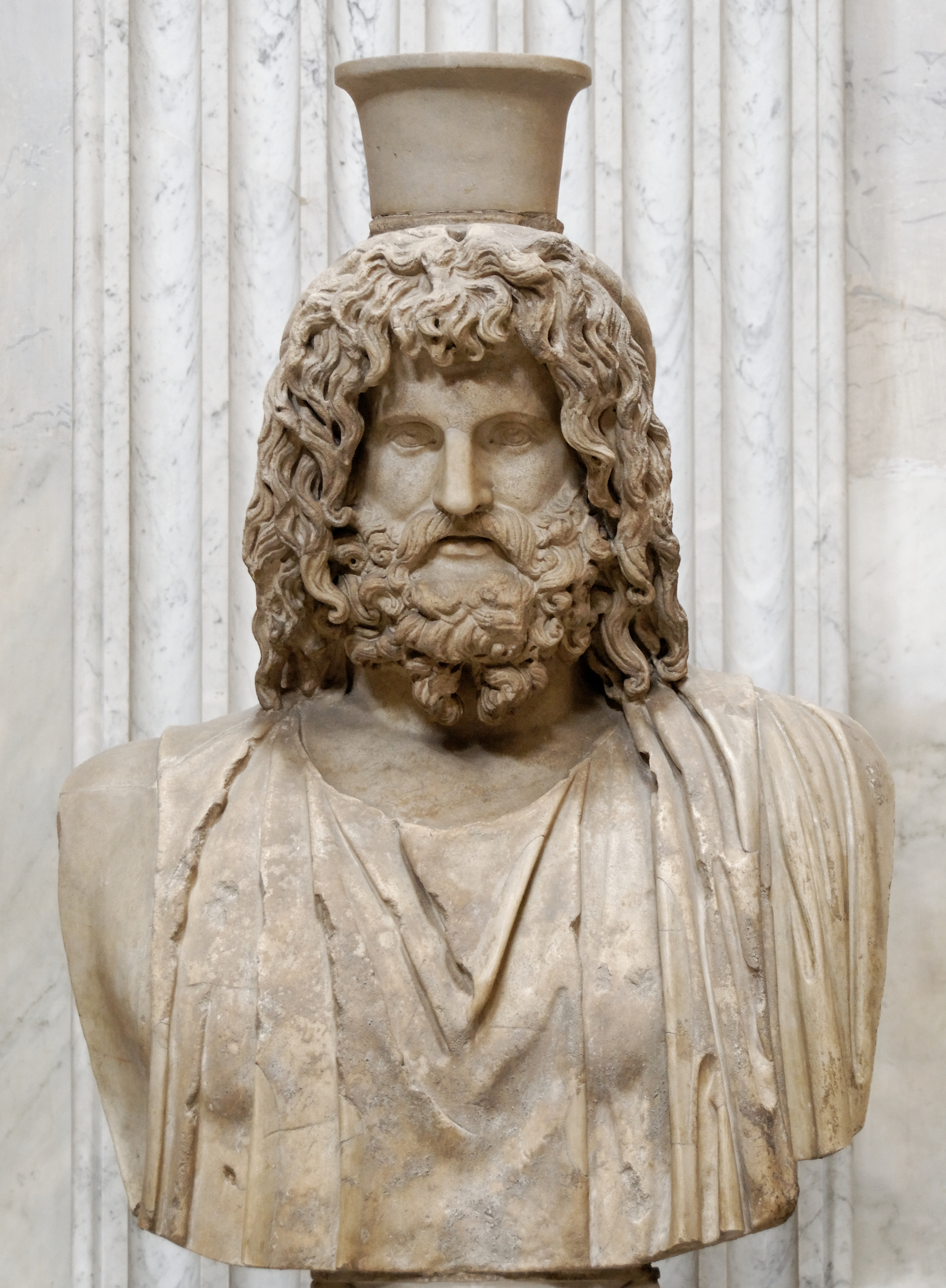
Copia romana del Serapis de Briaxis.

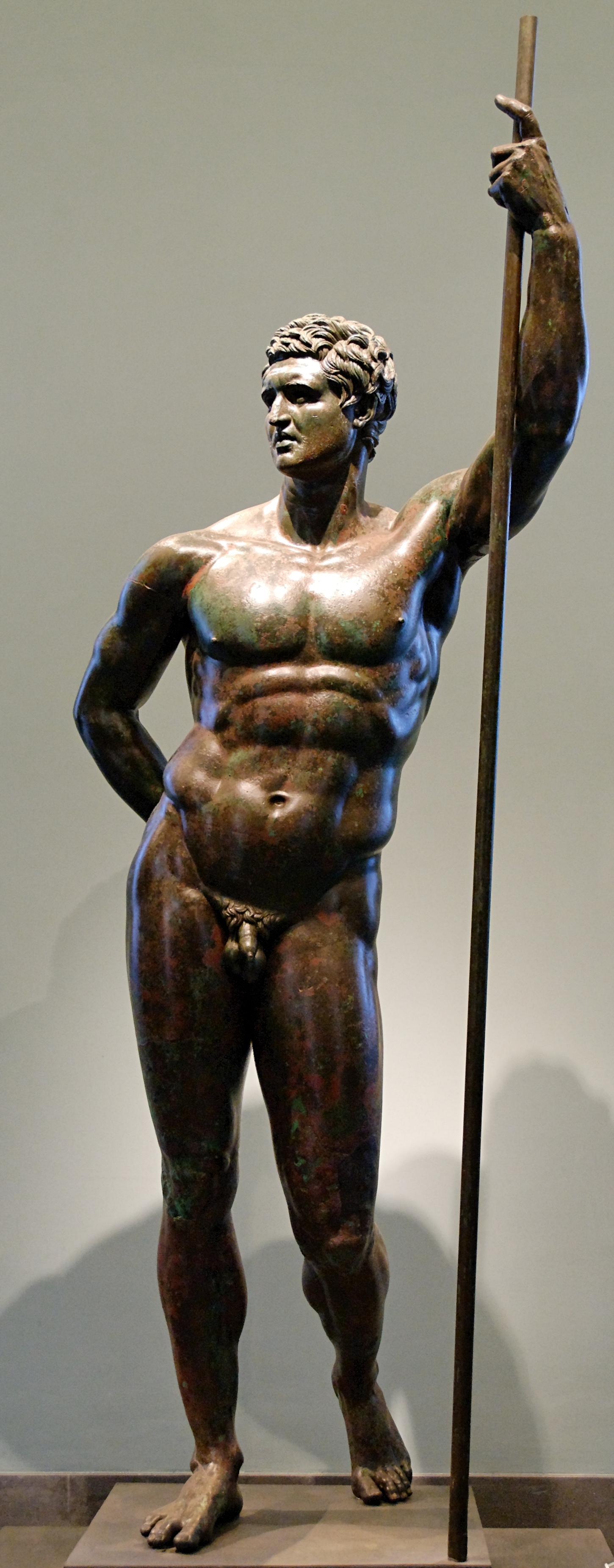
Thermenherrscher ("gobernante de las Termas" -por el Palazzo Massimo alle Terme, donde se conserva-), bronce a la cera perdida de 204 cm hasta la cabeza, donde llevaría una corona hoy desaparecida. Se ha propuesto identificarlo con distintos gobernantes helenísticos, como Atalo II, o con el general romano Quinto Cecilio Metelo Macedónico. Se le considera inspirado en uno de los retratos de Alejandro de Lisipo.

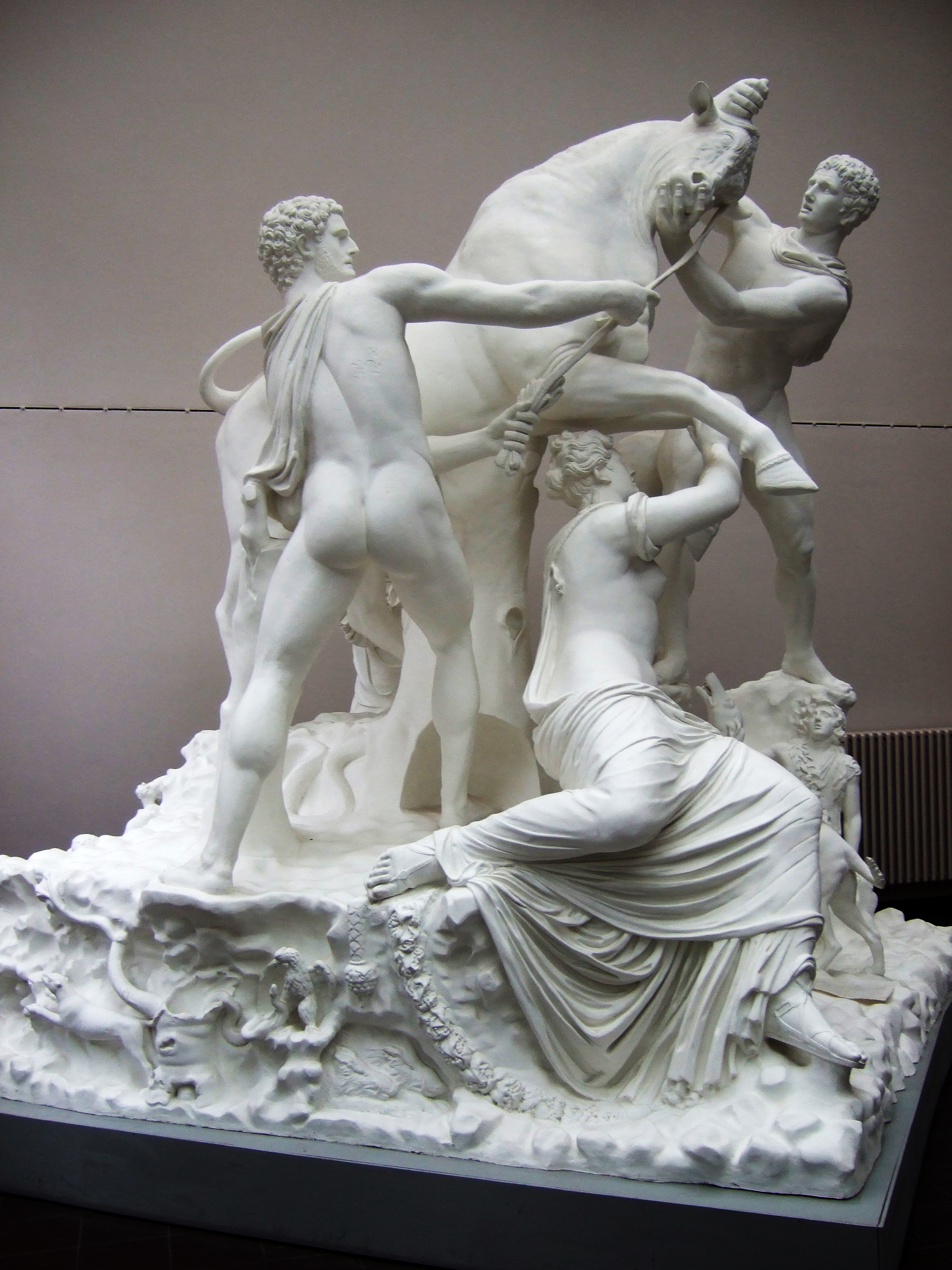
Modelo en escayola del llamado "Toro Farnese", de Taurisco y Apolonio de Tralles (ca. 130 a. C.), de 370×295×300 cm. Podría ser una copia romana del original griego, pero en todo caso se la considera la escultura en bulto redondo de mayor tamaño que se ha conservado de la época.

Desde la época arcaica, muy influida por la estética egipcia, destacadas obras de la escultura griega tuvieron dimensiones colosales, como el Coloso de los naxios en el santuario de Delos (un kurós de entre 11 y 15 metros), el kurós de Flerio o de Melanes (roto durante su transporte, de 10,7 m), el kurós de Apollonas o Coloso de Dionisos (abandonado a medio tallar en la cantera, de 10 m), el kurós de Samos (más de cinco metros), el kurós de Sunión (más de tres metros), Cleobis y Bitón (216 cm) y la Hera de Samos (192 cm sin cabeza). Ya en la época del estilo severo, los atlantes o telamones del templo de Zeus Olímpico en Agrigento medían más de siete metros y el dios del cabo Artemisio 210 cm, mientras que los bronces de Riace (197 y 198 cm), el grupo de los tiranicidas (183 cm) o el auriga de Delfos (180 cm) no se alejan mucho de lo que puede considerarse un tamaño natural para un hombre muy alto, aunque tales tallas serían excepcionales entre los antiguos griegos.
En la escultura clásica se siguió prefiriendo el tamaño natural ligeramente incrementado (copias romanas del Doriforo, el Diadumeno —ambas de Policleto—, el Hermes con el niño Dioniso, la Afrodita Cnidia —ambas de Praxíteles— y el Apoxiomenos —de Lisipo—, miden 212, 202, 212, 205 y 205 cm respectivamente, mientras que el Apolo del Belvedere —quizá de Leocares— mide 224 cm y el Ares Ludovisi 156 cm sentado), pero las más destacadas obras de Fidias eran de mucho mayores dimensiones (dos crisoelefantinas: el Zeus de Olimpia y la Atenea del Partenón —de 26 codos, unos 12 metros— y una de bronce: la Atenea Promacos —unos 15 metros—); y también colosales fueron las del Mausoleo de Halicarnaso (donde trabajaron Scopas, Leocares, Timoteo y Briaxis —quien también realizó cinco esculturas colosales para Rodas y el Serapis del Serapeum de Alejandría)—.
Entre las esculturas colosales de época helenística (el Toro Farnese de 370 cm, la Victoria de Samotracia, que aun descabezada mide 245 cm, el Laocoonte y sus hijos, de 245 cm, el Galo suicida, de 211 cm —el impresionante friso del Altar de Pérgamo está compuesto por figuras de tamaño cercano al natural—) destacó por su tamaño el Coloso de Rodas (70 codos, unos 32 metros), del escultor Cares de Lindos. Su maestro (Lisipo, que se ubica cronológica y estilísticamente en la transición entre el periodo clásico y el helenístico) había realizado una escultura de Zeus de cuarenta codos (unos 22 metros) para el templo de este dios en Tarento; y algunas de sus esculturas conocidas por copias romanas también tienen grandes dimensiones, como la Flora y el Hércules Farnese (317 cm) o el Ares Ludovisi. Sus retratos de Alejandro tuvieron una gran influencia posterior. Deinócrates proyectó una ciudad que se ubicaría sobre la mano de una escultura colosal de Alejandro tallada en una montaña, y que no llegó a construirse.
Los datos citados de las esculturas desaparecidas los proporciona la obra de Plinio el Viejo (Naturalis historia).

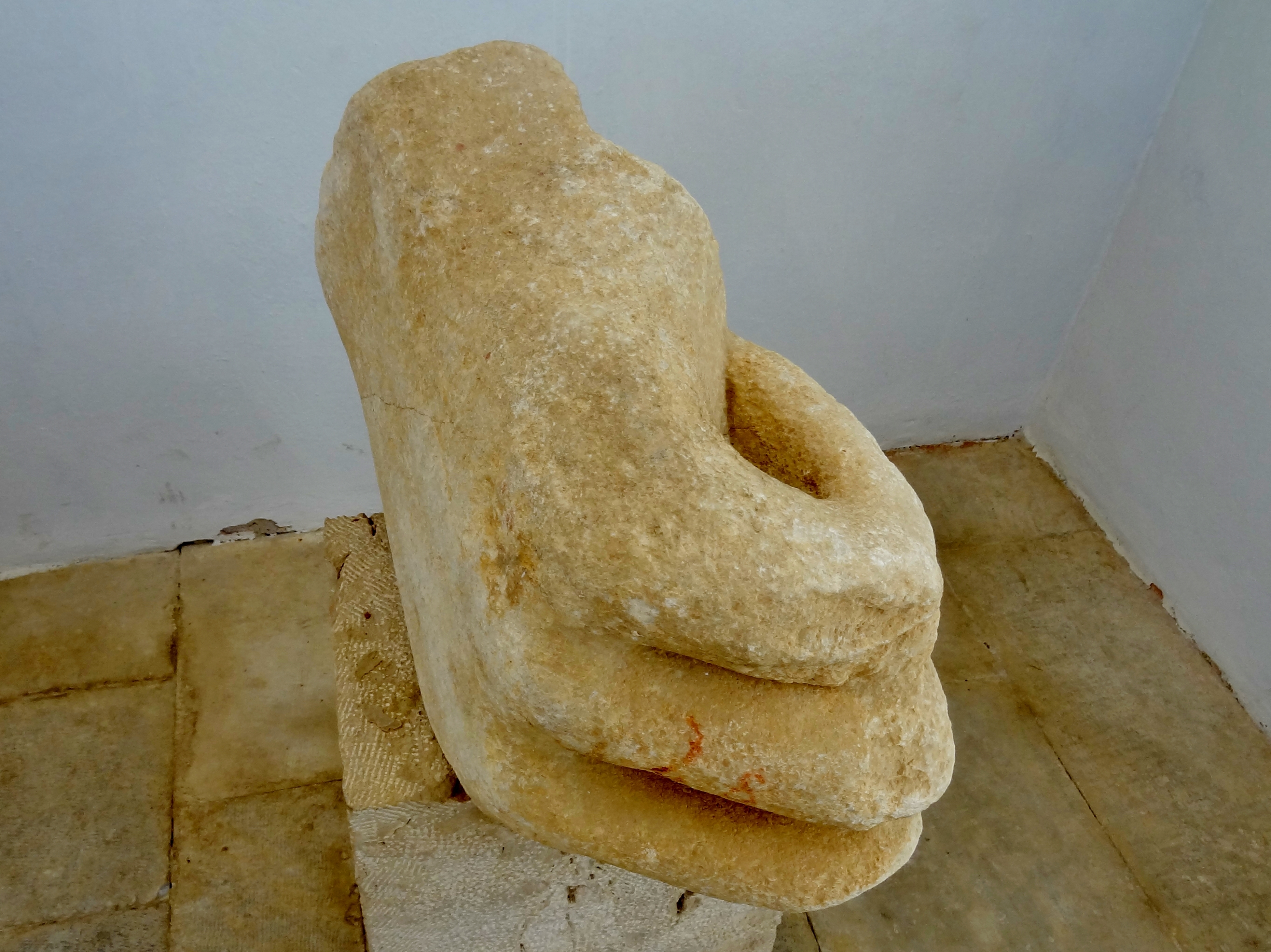
Fragmento del coloso de los naxios en Delos.
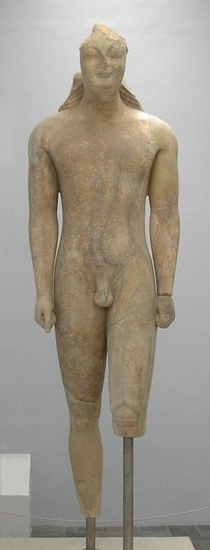
Kurós de Samos.
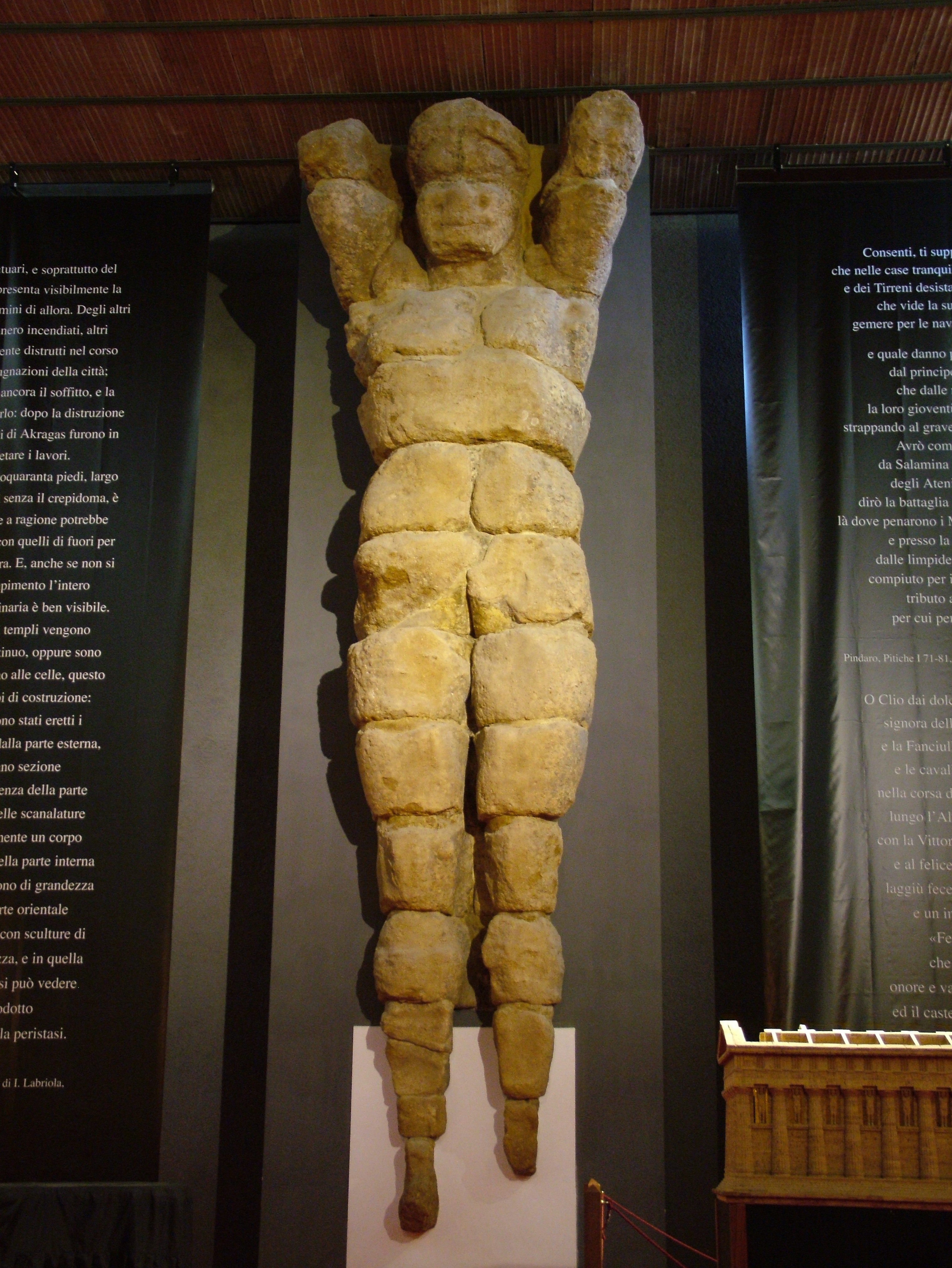
Uno de los atlantes de Agrigento.
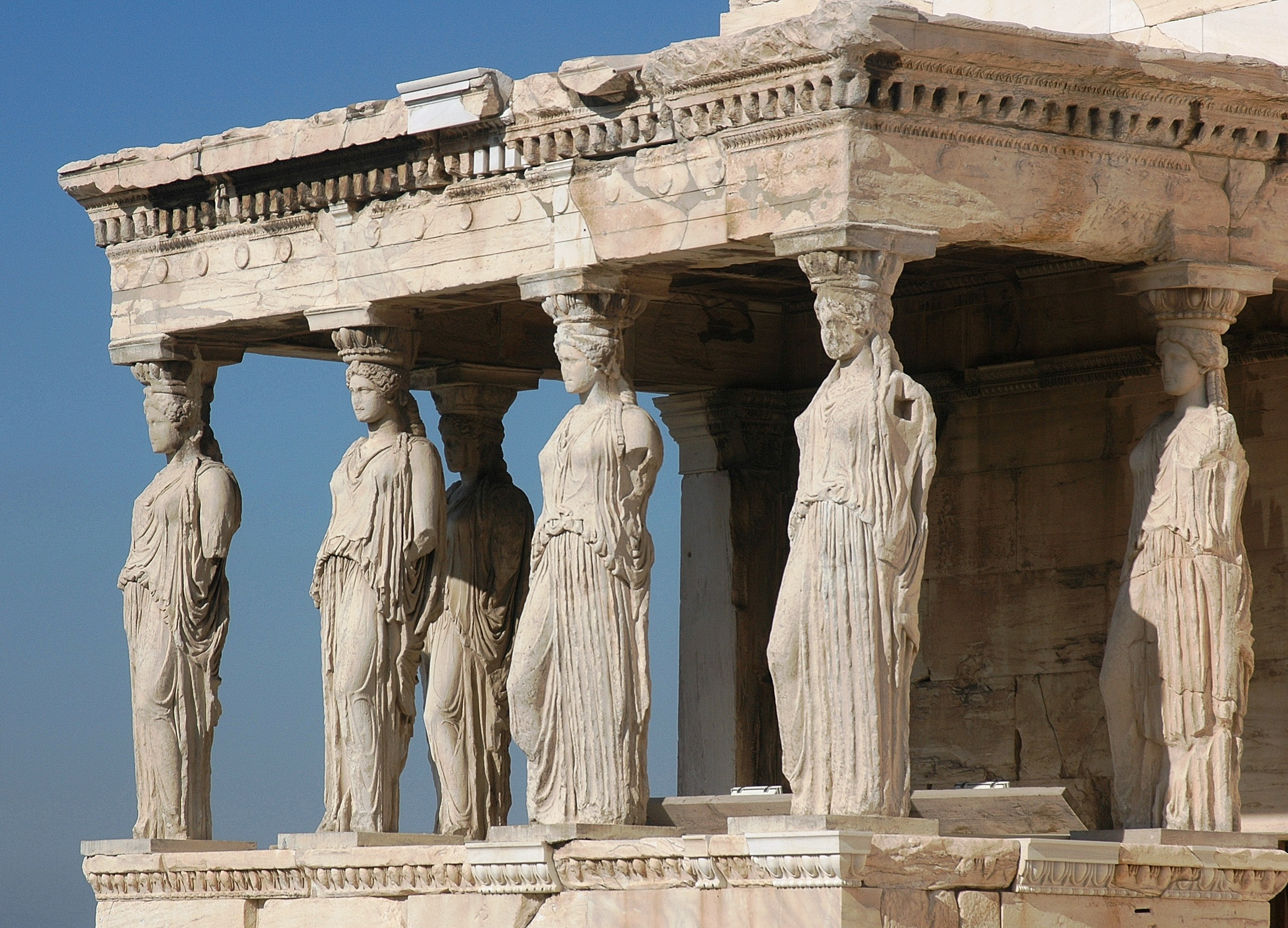
Las cariátides del Erecteion.
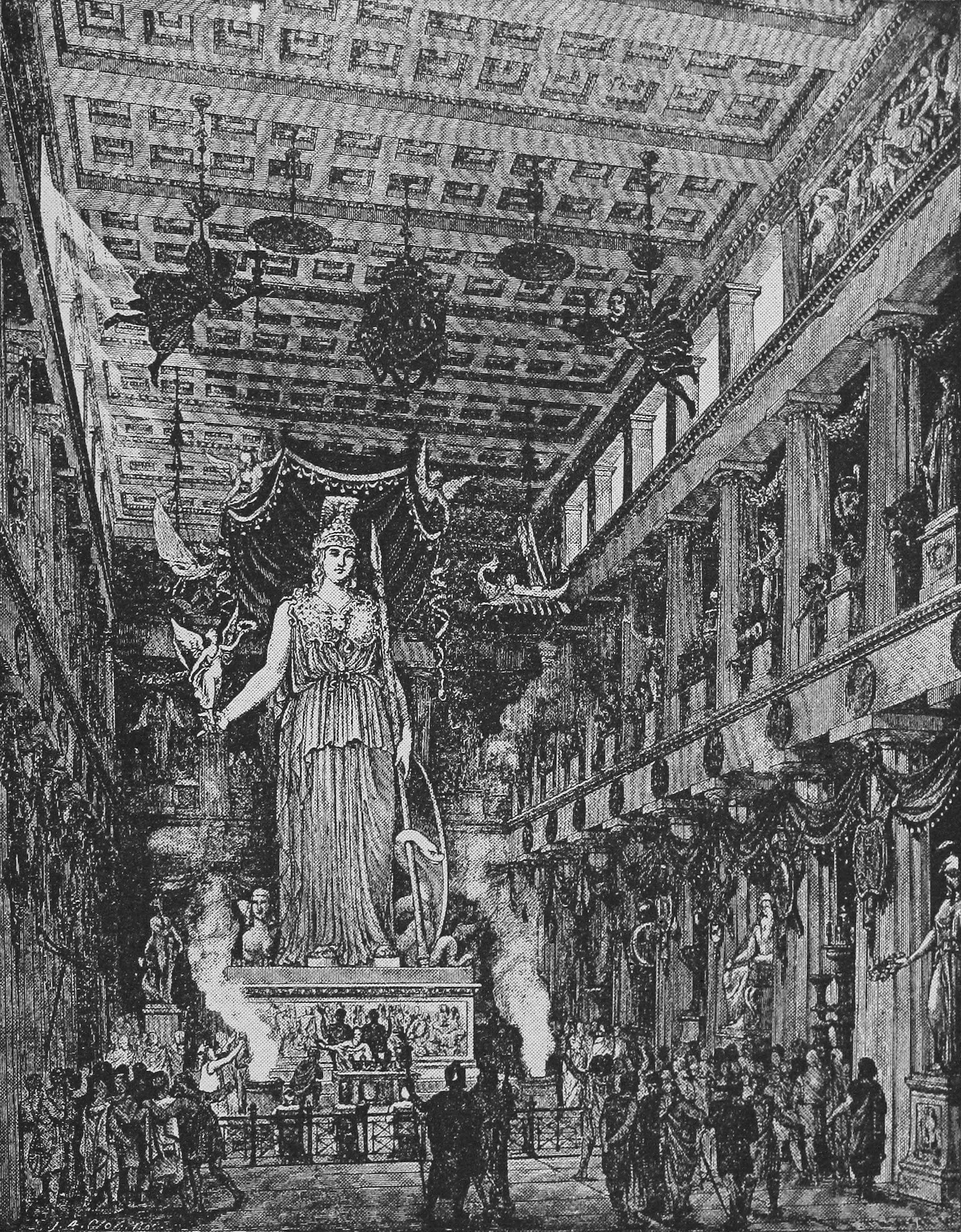
Reconstrucción del aspecto del interior del Partenón, con la estatua crisoelefantina de la diosa.
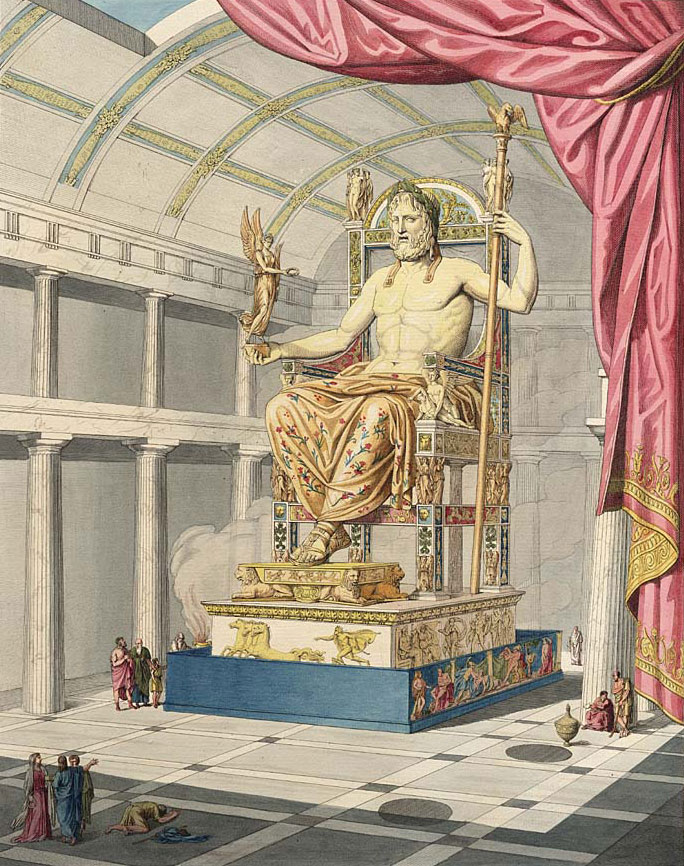
Reconstrucción del aspecto del interior del templo de Zeus en Olimpia, con la estatua crisoelefantina del dios.
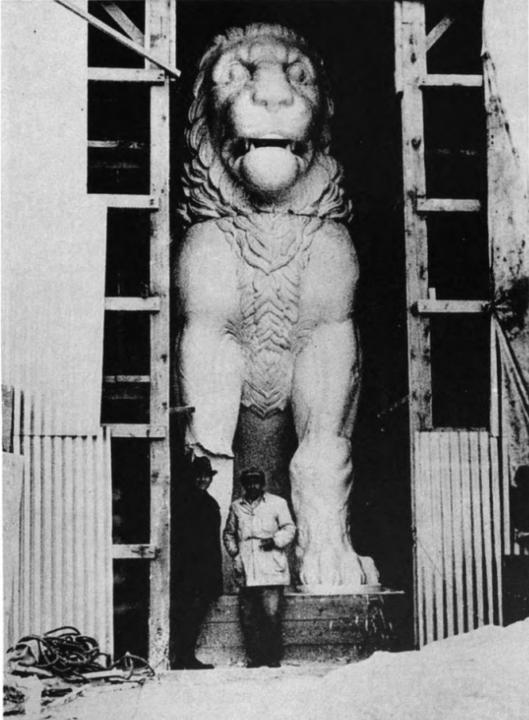
Realización de un modelo en escayola del león de Anfípolis, 1937. De tamaño algo menor es el león de Cnido.
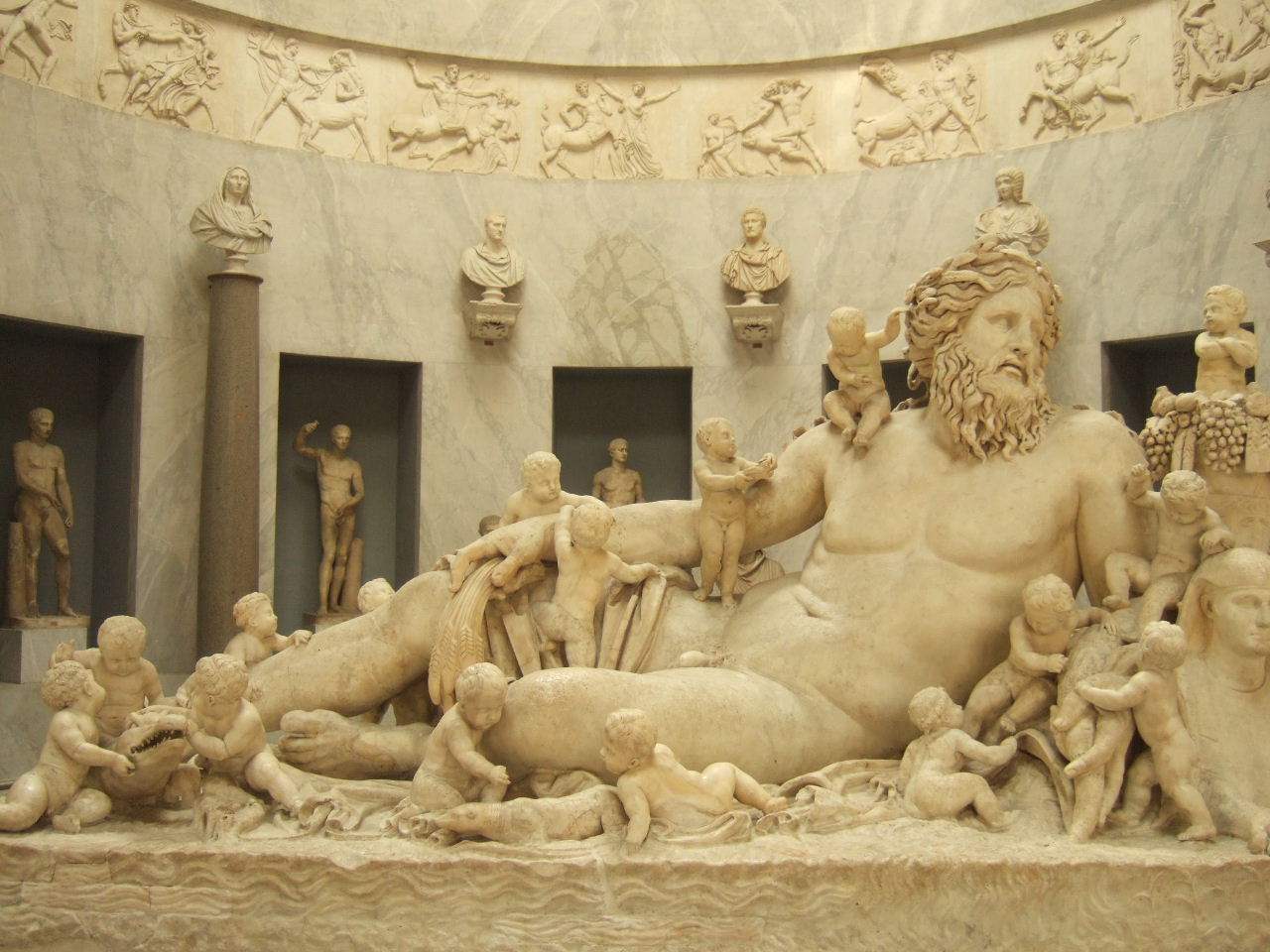
El llamado Nilo Vaticano, copia romana de un original de la escuela de Alejandría.
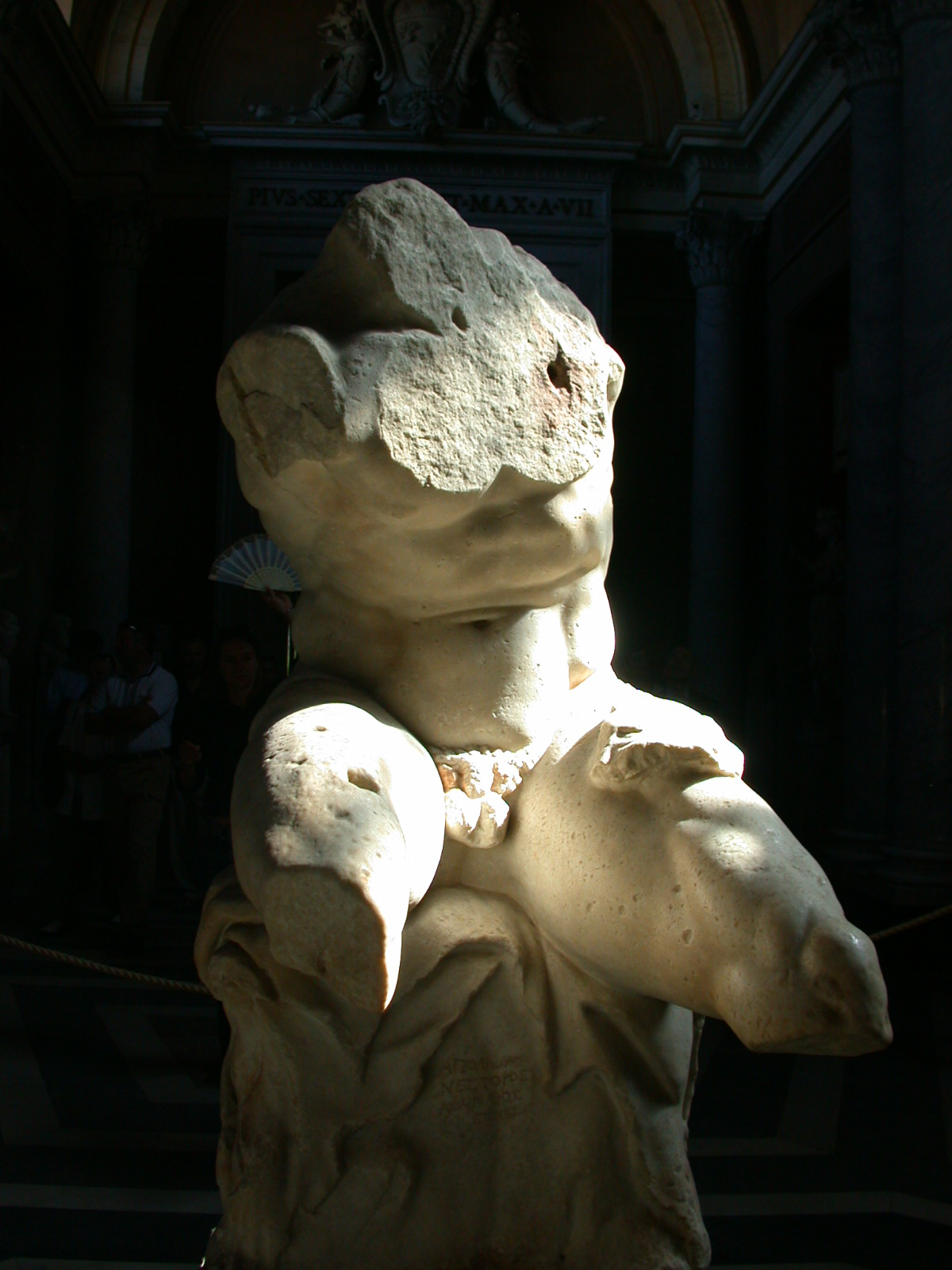
El llamado "torso del Belvedere", de Apolonio de Atenas (siglo I a. C.) o quizá copia de un original anterior.

### Escultura romana

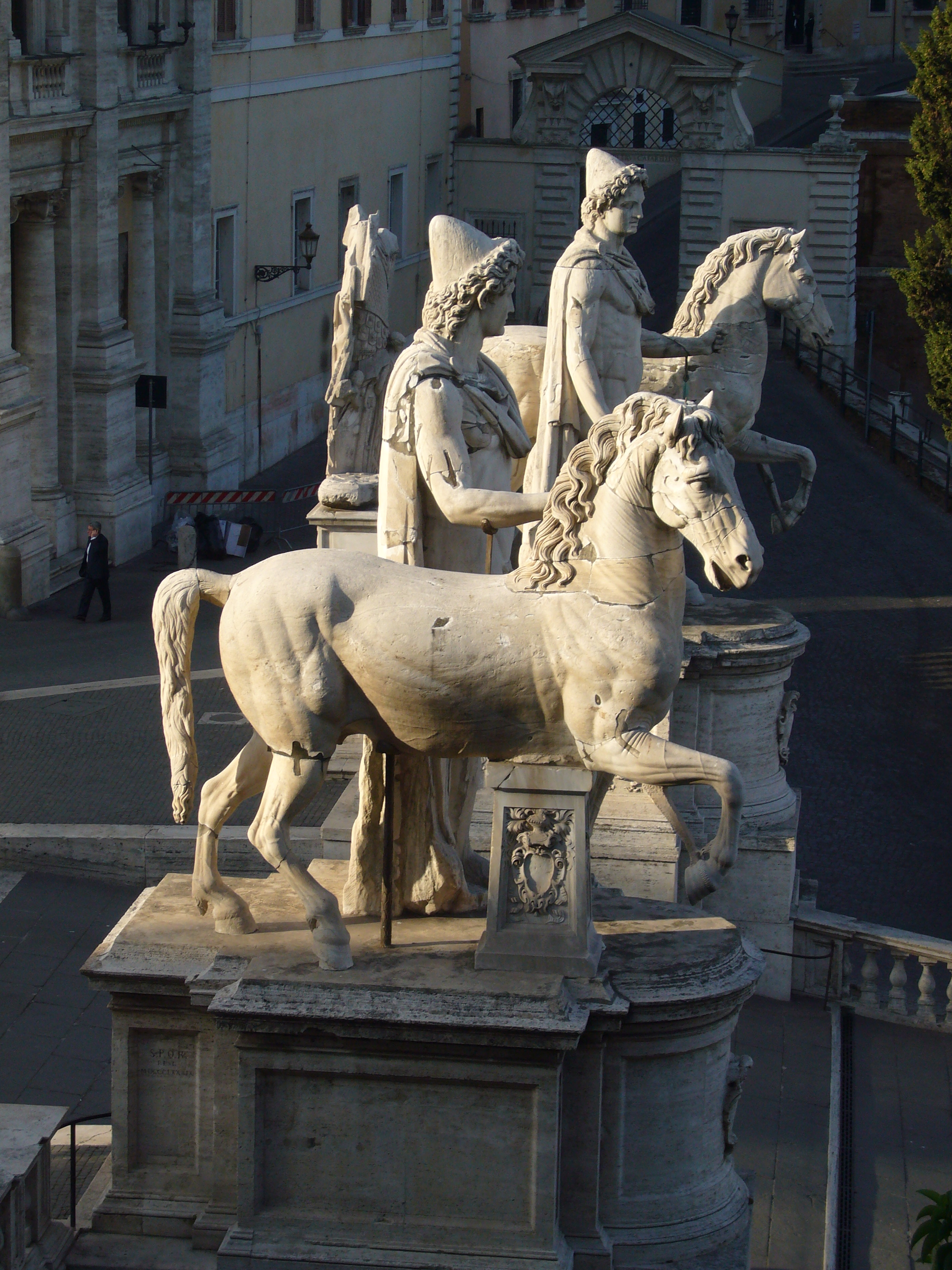
Los Dioscuros del Campidoglio. Con el nombre de Colossi se conocían a los dos grupos escultóricos dobles, de caballo y domador, que hoy se identifican como Cástor y Pólux. Estos Dióscuros capitolinos se descubrieron en 1560, mientras que los Colossi o Dioscuri del Quirinale se conservaban en la colina de ese nombre desde la Edad Media, con distintas identificaciones.

Hay testimonios literarios de que en el año 299 a. C. el cónsul Espurio Carvilio Máximo mandó realizar una estatua de Júpiter en el Capitolio con las armaduras capturadas a los samnitas. Su tamaño era tal que podía verse desde el monte Albano; y con el material sobrante que se recogió tras pulimentarla se le levantó a él mismo una estatua de bronce, que se puso a los pies de la del dios. Anterior incluso debía ser "el Coloso del Apolo toscano" (es decir, etrusco) que, según Plinio el Viejo "se ve en la biblioteca del templo de Augusto, con una altura de cincuenta pies, y que hace que dudemos si es más admirable el bronce o la belleza"; y el "Júpiter de los leontinos", de siete codos de alto.
El programa iconográfico de Augusto, que incluyó el Ara Pacis (con retratos en relieve de toda la familia imperial) y estatuas colosales de Augusto y de su esposa Livia, había comenzado con una una estatua ecuestre (43 a. C.) que se erigió en el rostra (la tribuna de oradores del Senado) junto a la estatua ecuestre de Sila. Se desconoce su tamaño, pero las variaciones en su planteamiento formal se conocen por las emisiones monetarias. En las esculturas de Augusto se utilizaron todo tipo de recursos iconográficos, especialmente la imitación de los modelos helenísticos, pero evitando la divinización (apoteosis, que obtuvo en vida en algunas provincias orientales, pero en Roma sólo se realizó tras su muerte, hasta entonces era únicamente el Divi filius —hijo del divino Julio César—) y la identificación con la monarquía (puesto que Octavio no era rex, sino princeps, imperator y augustus entre otros títulos). "La gran cabeza de bronce de Augusto hallada en Meroe había sido arrancada del cuerpo por ... las tribus meroítas que arrasaron los campamentos romanos en el alto Egipto, llevada al emplazamiento de un templo de la victoria, y enterrada deliberadamente bajo la escalera principal... de forma que cualquiera que entrara... ultrajaría al emperador romano al pisarle literalmente la cabeza".
Entre las estatuas colosales de la dinastía Julio-Claudia estuvo el acrolito colosal de Antonia la Menor conocido como Juno Ludovisi. Los acrolitos sólo tenían de mármol la cabeza y el término de las extremidades, quedando el resto del cuerpo representado por un armazón de madera que podía vestirse de telas o con otros materiales. La mayor debió ser el llamado Coloso de Nerón, de bronce y con más de treinta metros de altura, que se levantaba en el atrio de la Domus Aurea. Tras la muerte del emperador, se sustituyó su rostro para evitar la identificación de Nerón con la divinidad representada (Helios). En sus proximidades se construyó el anfiteatro Flavio, denominado "Coliseo" por esta estatua.
De la dinastía Flavia se conservan estatuas imperiales, y testimonios literarios y numismáticos de una estatua ecuestre de Domiciano, que fue destruida. Habría medido 12 o 13 metros junto con su basamento. También asociada a Domiciano hay testimonios de "una estatua colosal con la cabeza de Apolo". La estatua de Vespasiano, de 30 codos, se situó junto al templo de la Paz.
Entre las estatuas colosales de la dinastía Antonina destacó la desaparecida estatua ecuestre de Trajano que, junto con su pedestal, medía probablemente entre 10 y 12 metros de altura. No se conservan más que testimonios escritos y una reproducción numismática, pero se sabe que sirvió de modelo para la estatua ecuestre de Marco Aurelio, de dimensiones un tercio inferiores. El programa iconográfico de Trajano, que incluyó la columna trajana, también se desarrolló a través de estatuas destinadas al culto imperial en ciudades de todo el imperio, siguiendo la práctica iniciada con los emperadores julio-claudios. En cuanto al programa iconográfico de Adriano, tuvo como característica propia la divinización de su amante Antínoo, fallecido prematuramente. La Mole Adriana (hoy Castel Sant'Angelo) estaba culminada por una estatua colosal de Adriano conduciendo una cuadriga (en alguna fuente se dice que por "una silla curul de una desmesurada grandeza y en proporción á aquella mole ó vasto monumento"). Las estatuas colosales de los baños de Sagalassos eran posiblemente de tres emperadores y sus esposas, de los que se han hallado partes de las de Marco Aurelio, Adriano y Faustina la Mayor (esposa de Antonino Pío). La columna de Antonino Pío estaba coronada por una estatua de ese emperador, de quien también quedan restos de una estatua colosal.
Al Bajo Imperio corresponde el Coloso de Constantino y el Coloso de Barletta (450 cm, representa probablemente a Teodosio II, y fue erigida en Rávena en el año 439).
Entre las estatuas parlantes de Roma (denominación popular de las estatuas de época romana presentes en las calles de Roma en las que tradicionalmente se consentía la fijación de "pasquines") había estatuas colosales o fragmentos de ellas, como la llamada Madama Lucrezia o el llamado Marforio.

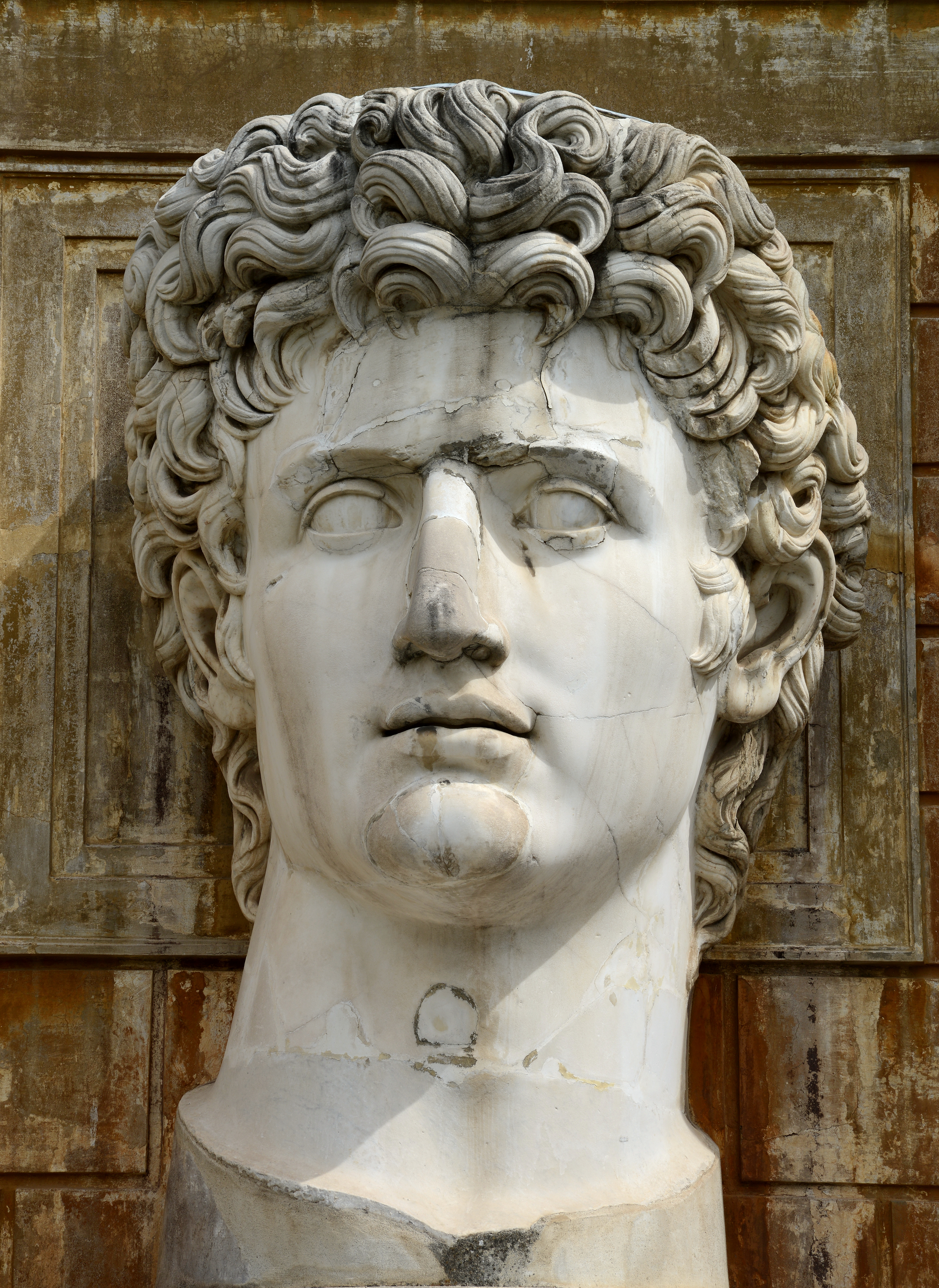
Cabeza colosal de Augusto (1,3 m) en el Cortile della Pigna de los Museos Vaticanos.
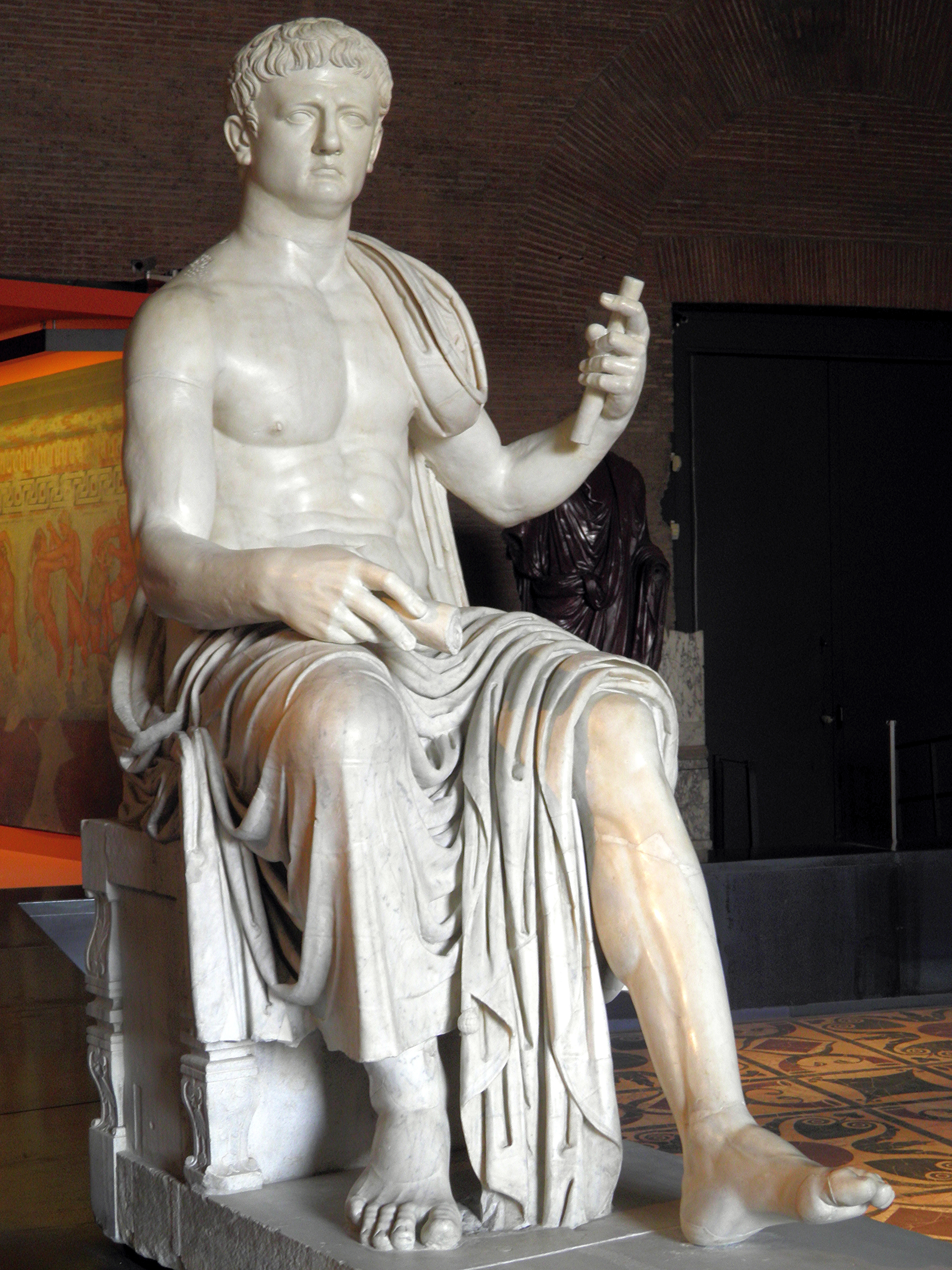
Estatua colosal de Claudio en Herculano.
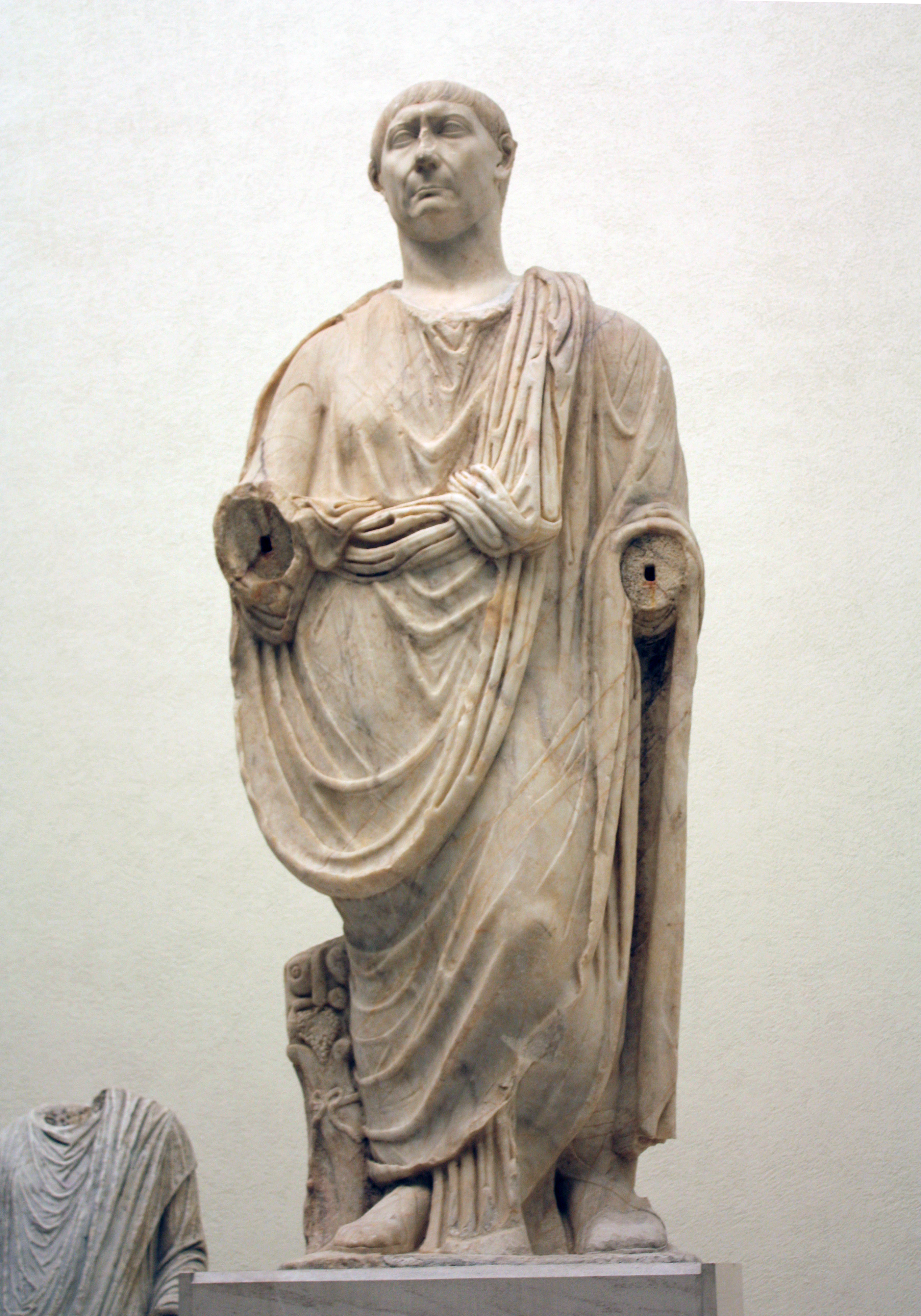
Estatua colosal de Trajano, procedente de Baelo Claudia, en el Museo de Cádiz (más de tres metros de altura).
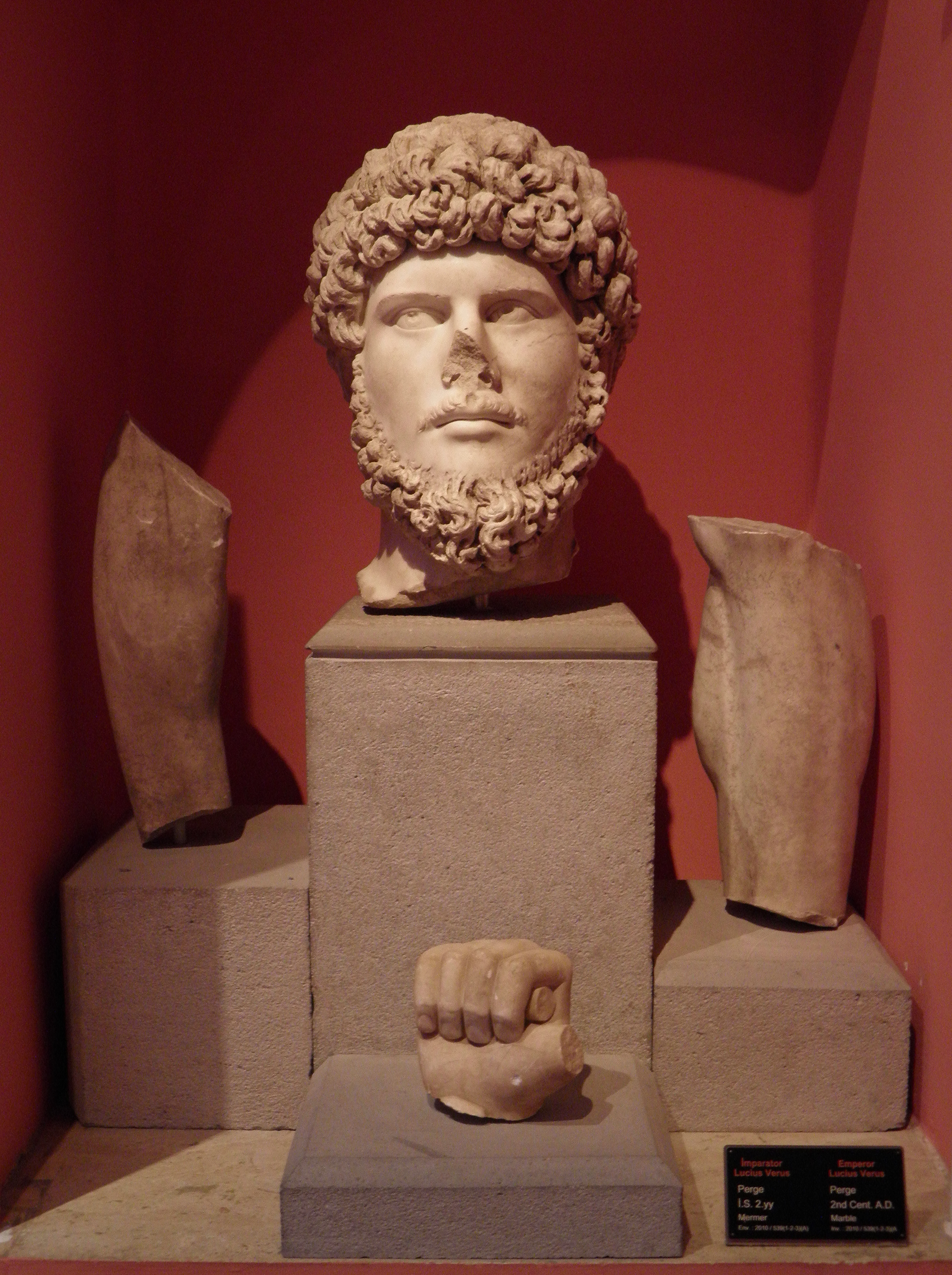
Partes de una estatua colosal de Lucio Vero en Perge.
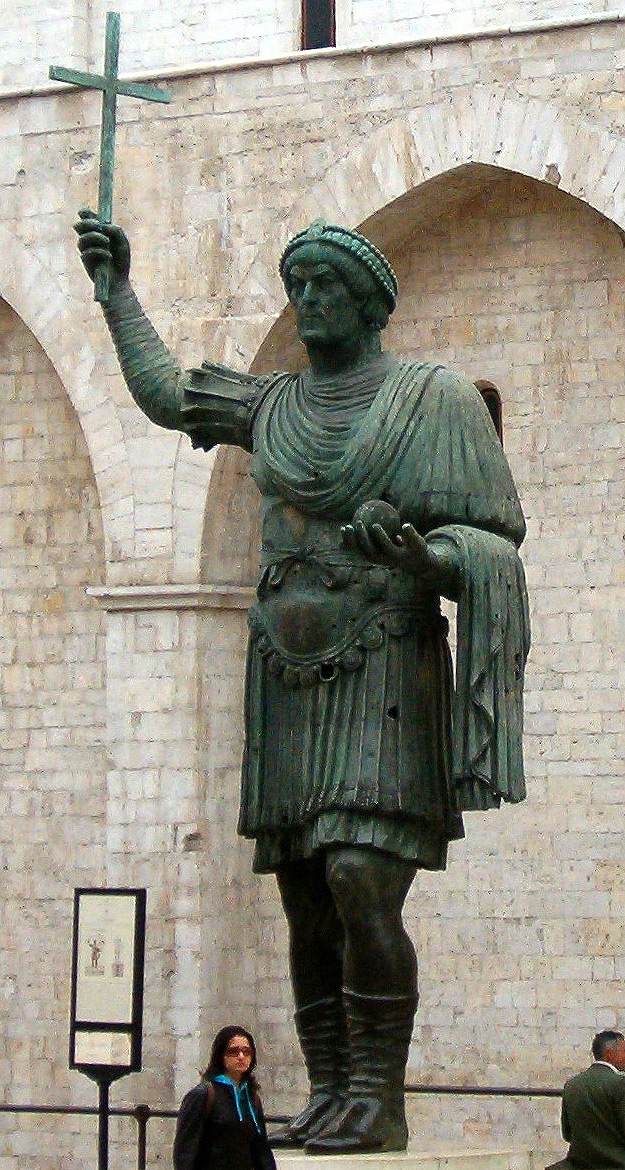
Coloso de Barletta.

### Escultura persa parta y sasánida

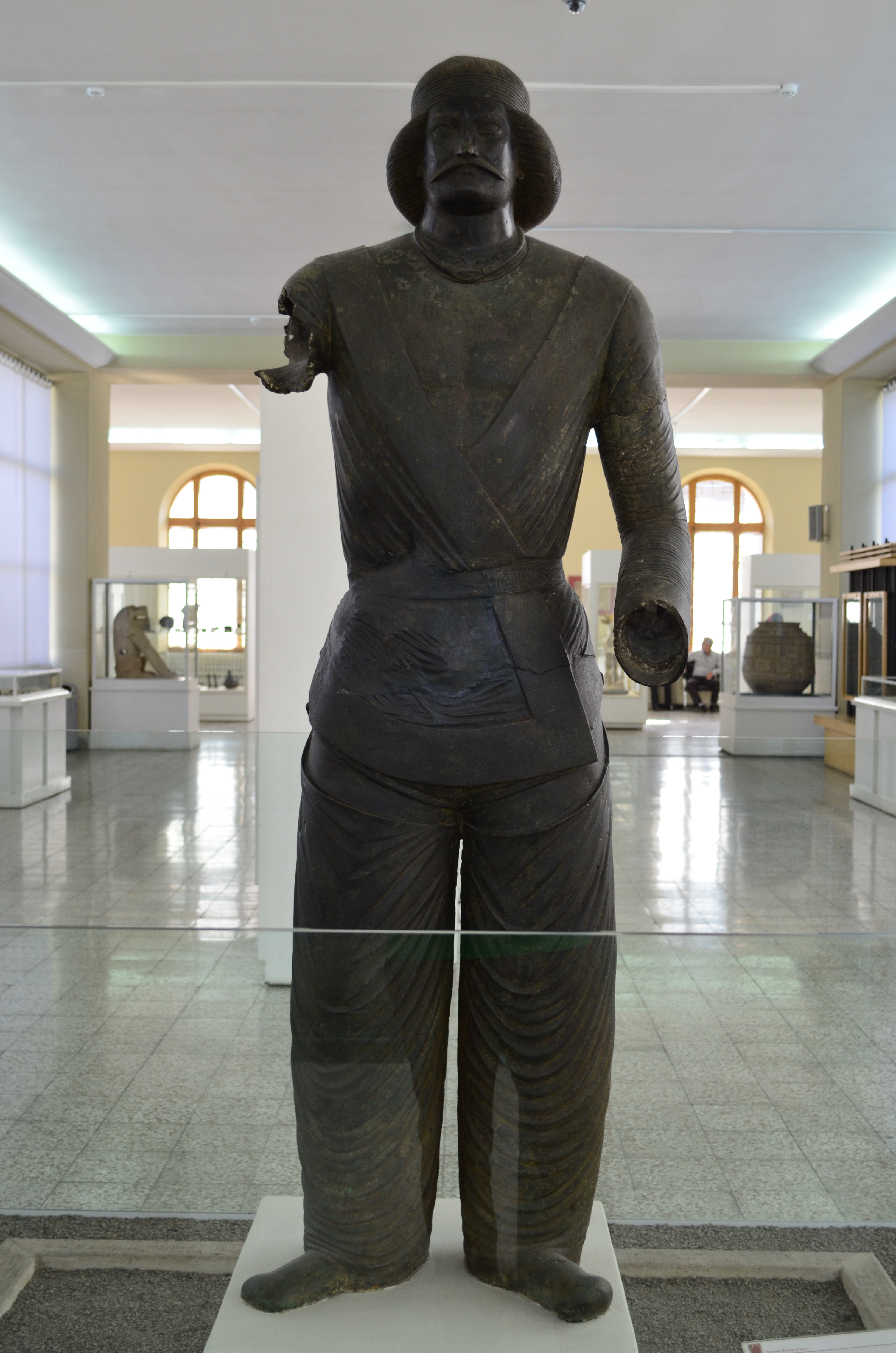
Príncipe parto (194 cm), procedente de Shami (actual provincia iraní de Juzestán), siglo II a. C. al II d. C. Museo Nacional de Irán.
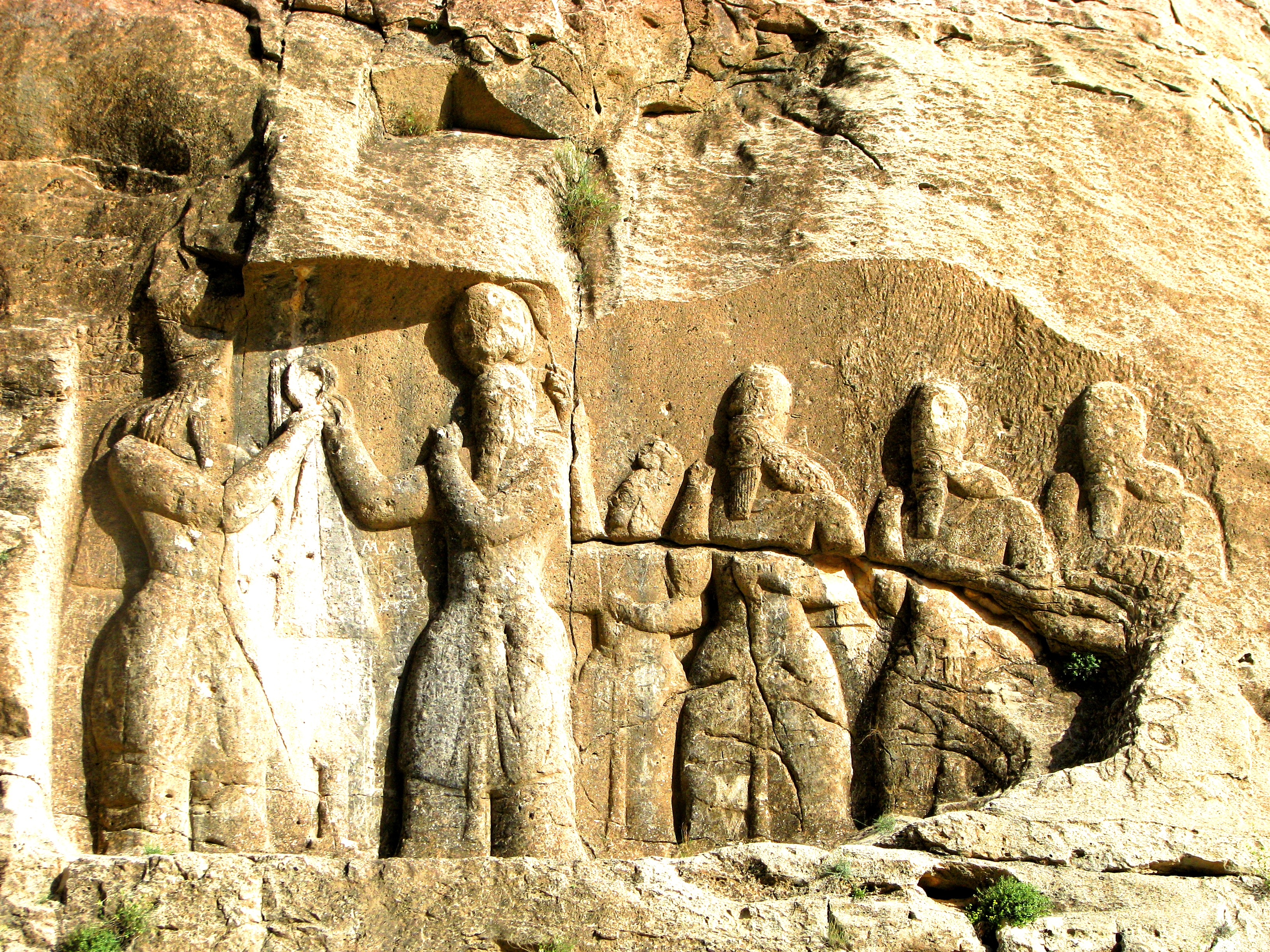
Relieves de Firuzabad (ca. 240), con el emperador Ardashir I, fundador del imperio sasánida.
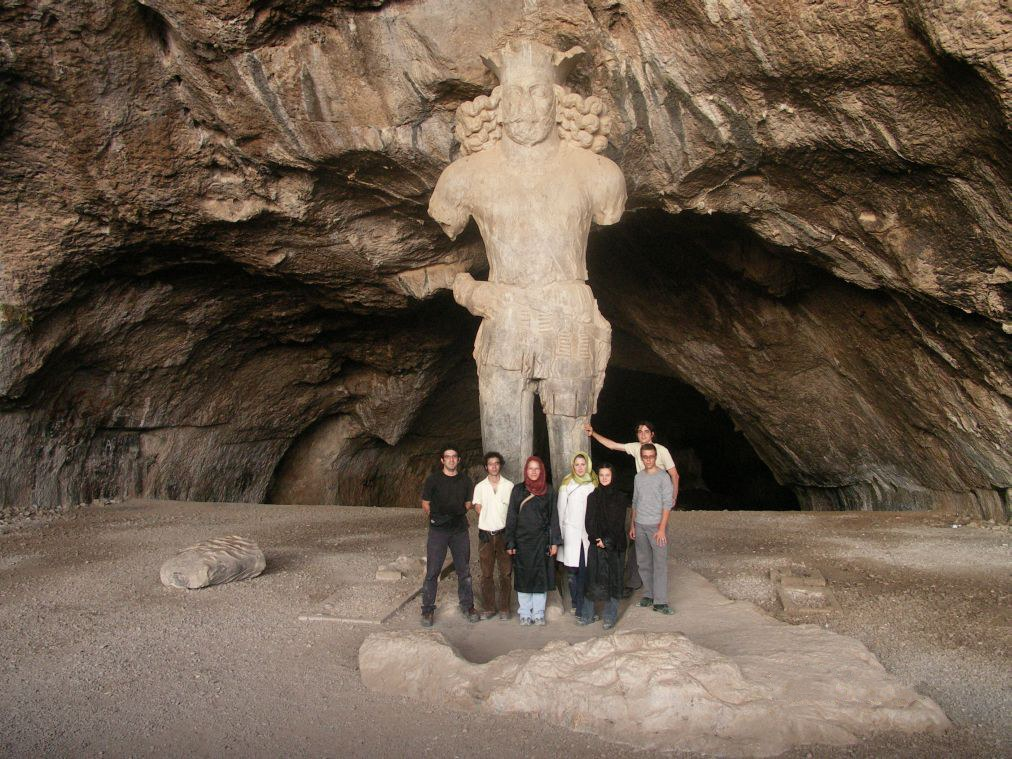
Estatua colosal de Shapur I, mediados del siglo III d. C.
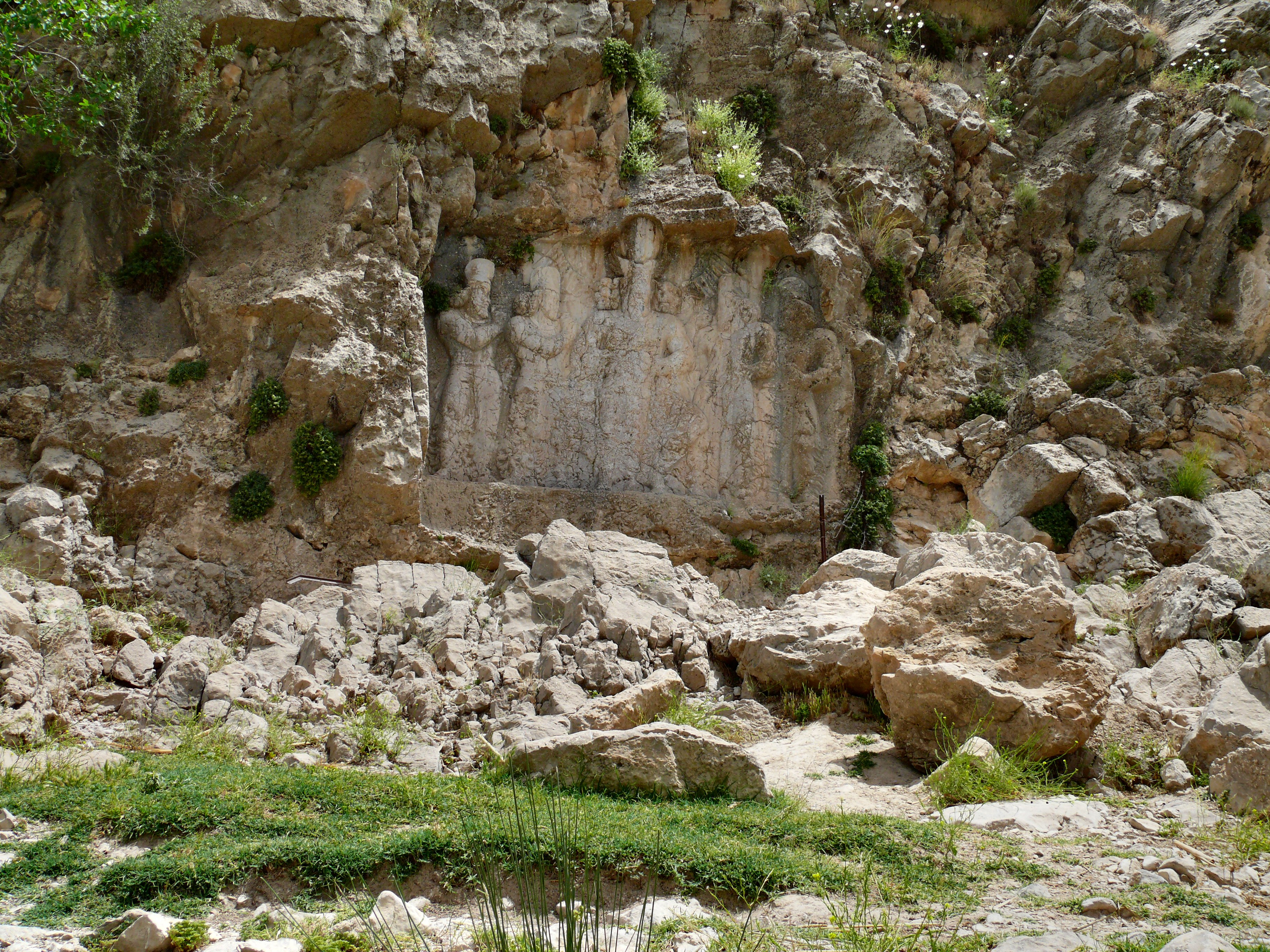
Relieves de Sarab-e Bahram ("fuente de Bahram"), finales del siglo III. Representa al emperador Bahram II entronizado, flanqueado por altos cargos de la corte: a la izquierda un papak (visir) y el moebed Katir (sumo sacerdote zoroastriano), a la derecha príncipes o altos nobles.
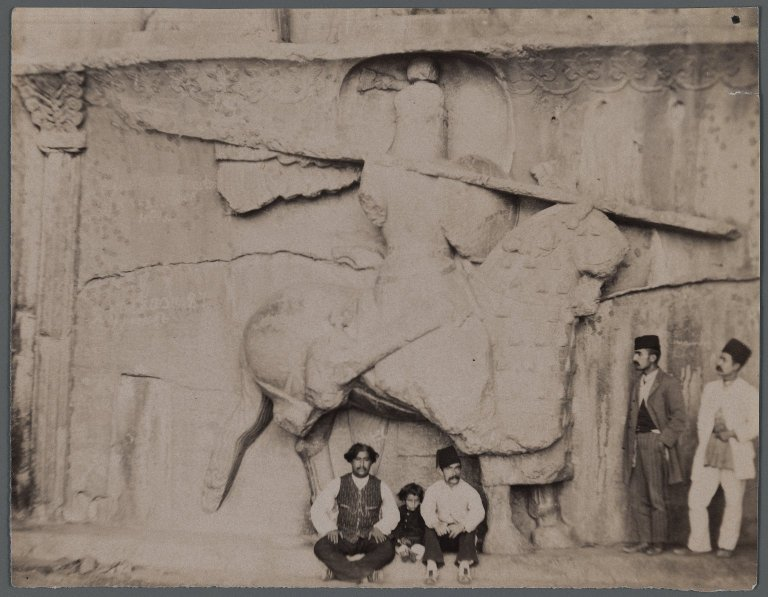
Detalle de los relieves de Taq-e Bostan, con el emperador Cosroes II (ca. 600) montando a su caballo Shabdiz.

### Escultura medieval
La escultura bizantina mantuvo la tradición imperial romana de estatuas colosales, entre las que las fuentes citan la estatua colosales del emperador Justino II y de la emperatriz Sofía (565-578). La del emperador (que en algunos textos se confunde con Justiniano II) estaba situada sobre una columna en el Deuteron de Constantinopla (lugar donde consturyó su palacio) y fue destruida por el terremoto del año 866. En Roma se levantó, sobre la llamada columna de Focas, que todavía se mantiene in situ, una "deslumbrante" estatua dorada del emperador bizantino Focas, que sólo se mantuvo entre el 608 y el 610.
El arte carolingio no produjo manifestaciones escultóricas de gran envergadura (la estatua ecuestre de Carlomagno es sólo una estatuilla), pero las descripciones literarias del palacio de Aquisgrán y su capilla palatina manifiestan la presencia de algunas esculturas traídas de Italia y otras que se encargó fundir en bronce, para legitimar al Imperio como una continuidad del romano: "en el vestíbulo del edificio sagrado se erigía una loba de bronce, en el atrio había una fuente con forma de piña rodeada por las personificaciones de cuatro ríos y una estatua ecuestre del rey ostrogodo Teodorico también embellecía el palacio"; coronándolo, se colocó un águila de bronce en actitud de vuelo.
Las figuras esculpidas en las jambas de los pórticos románicos y góticos pueden alcanzar dimensiones superiores al natural, lo que permite a algunas fuentes denominarlas "esculturas colosales". Por razones obvias, las figuras de San Cristobalón se representaban a gran tamaño; la del priorato de Norton, de 337 cm, datada entre 1375 y 1400, se considera la mayor de la Inglaterra medieval.

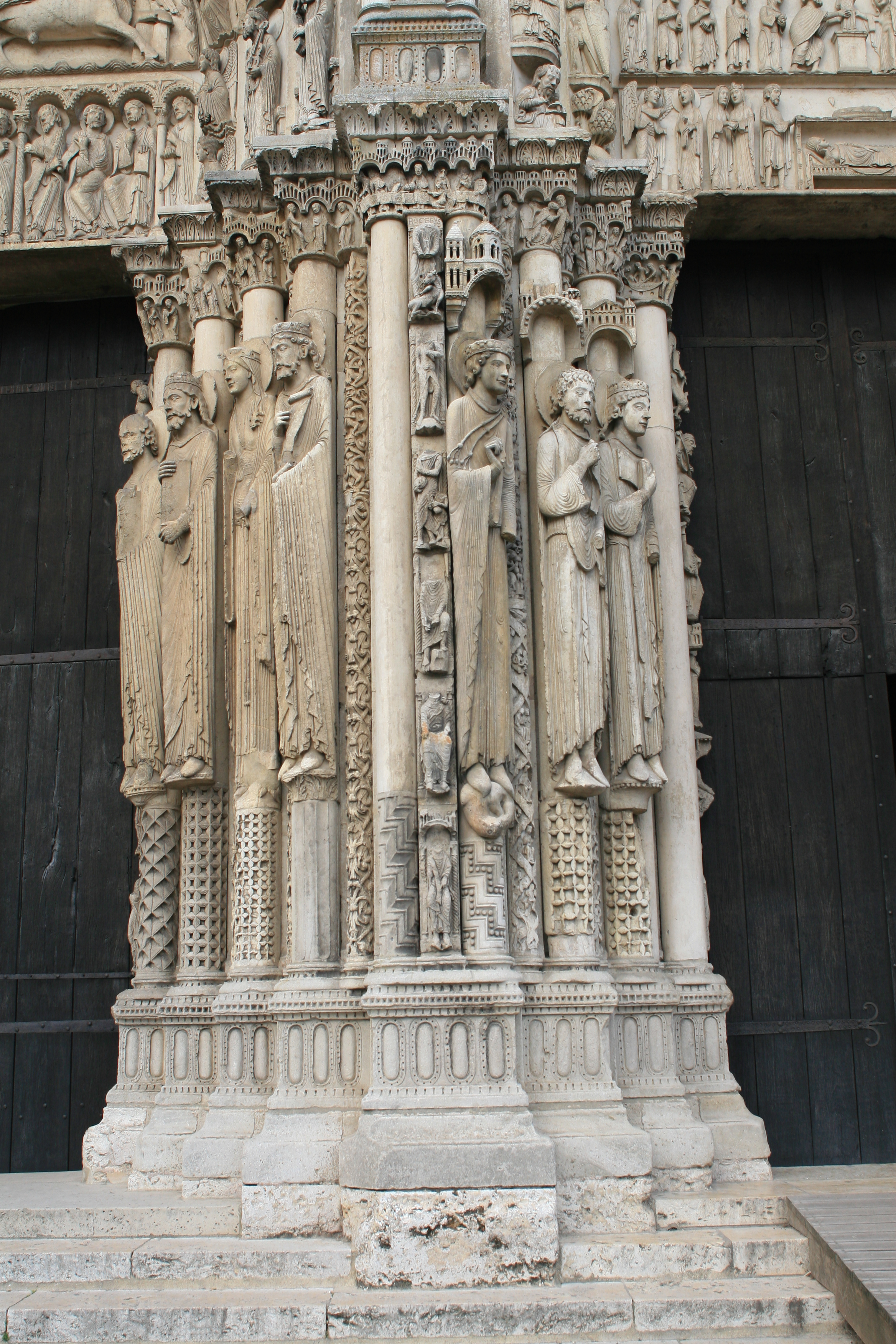
Pórtico real de la Catedral de Chartres.
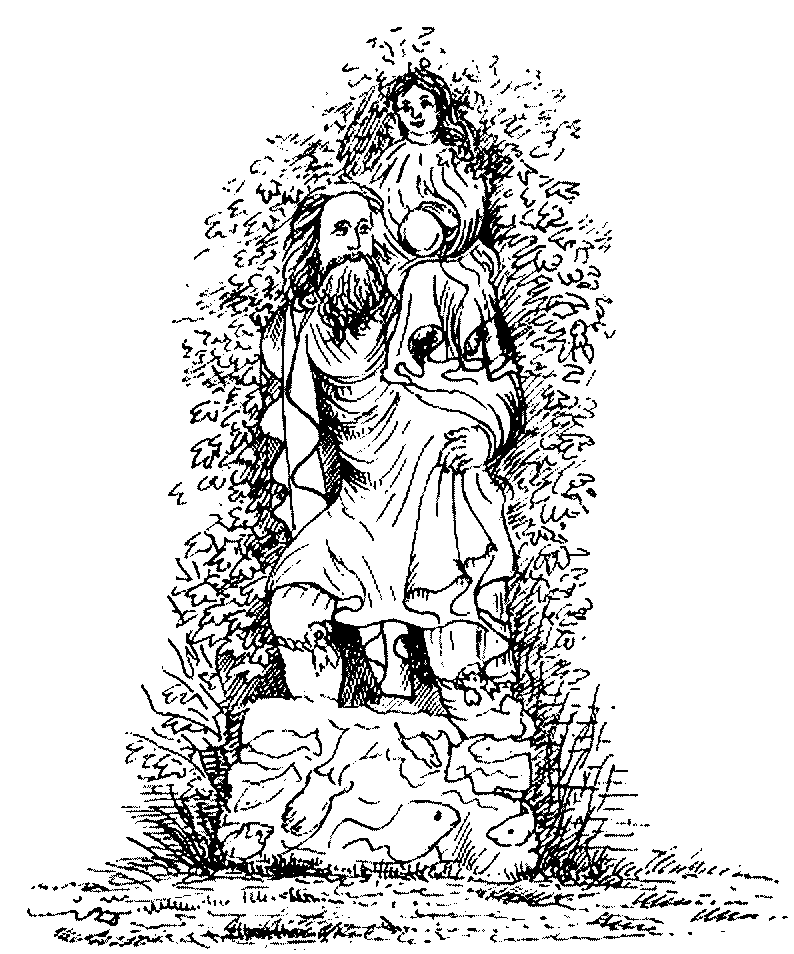
Dibujo del siglo XIX que reproduce el San Cristobalón del priorato de Norton.

### Escultura precolombina
La escultura olmeca se caracterizaba por las cabezas de dimensiones colosales.

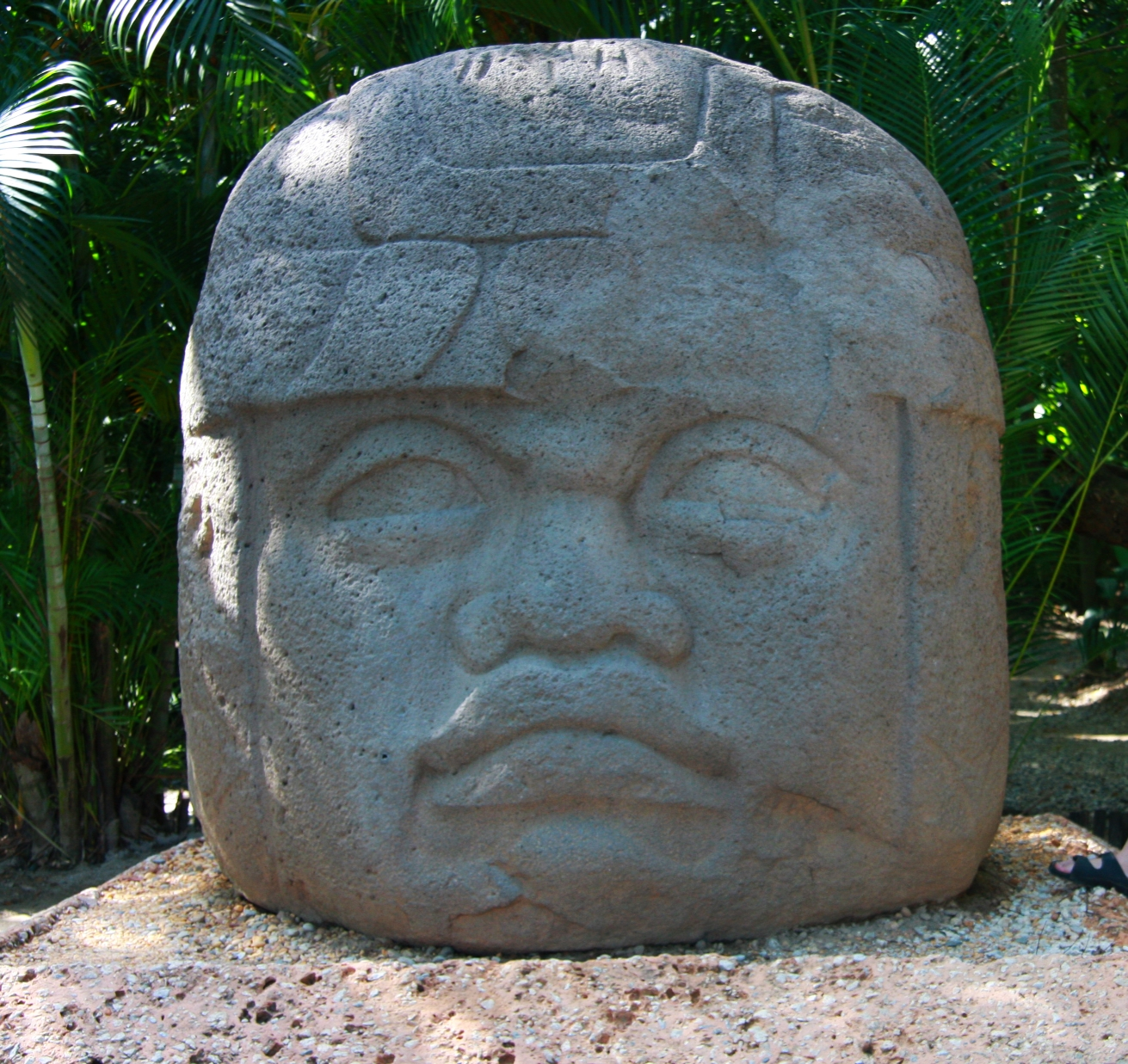
Cabeza colosal olmeca.
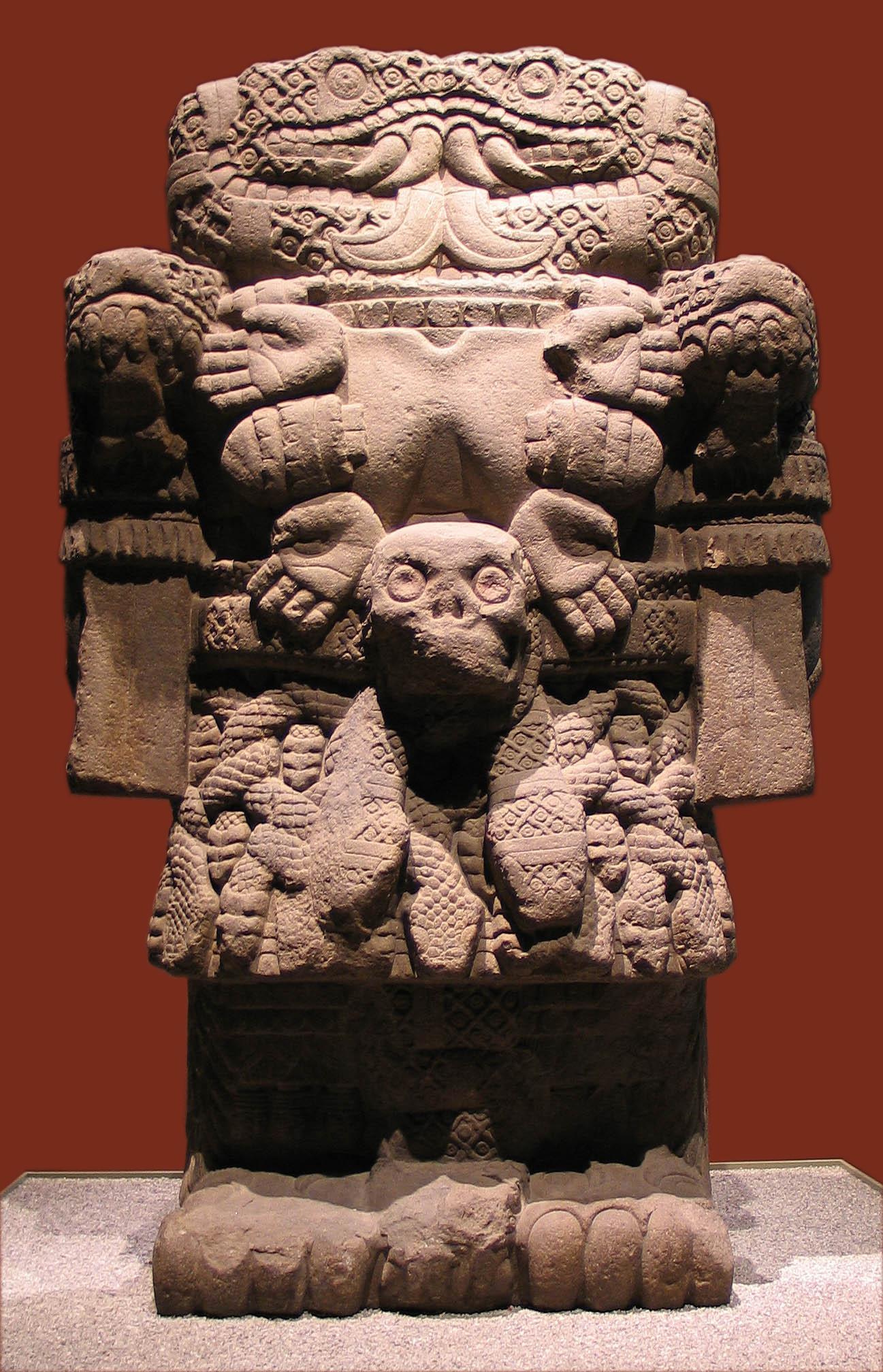
Escultura colosal de la diosa Coatlicue.

### Escultura oriental

#### Asia Central, Indostán, Indochina, China y Japón

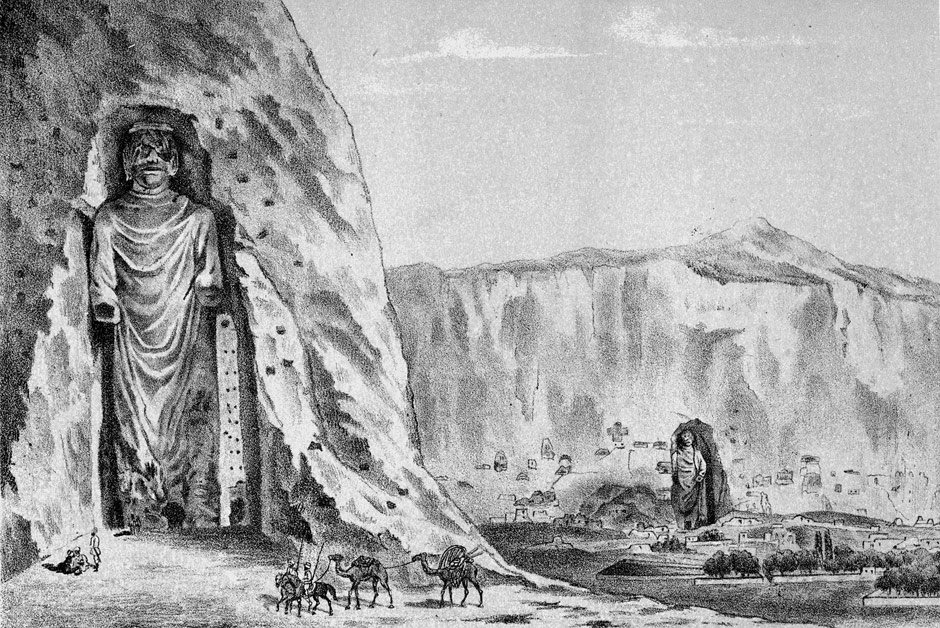
Los Budas de Bamiyán en un grabado alemán de 1885.

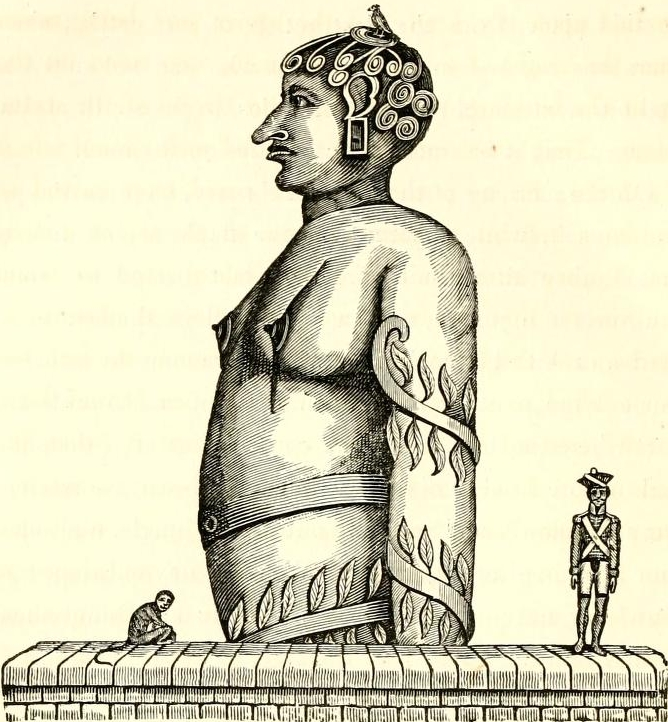
Estatua colosal en Nungydeo, según un grabado inglés de 1806.

Son numerosas las estatuas colosales de Buda, algunas de ellas en posición reclinada. La mayor parte de las más grandes son contemporáneas (siglos XX y XXI). Entre las antiguas, destaca el Buda de Kamakura (Japón), el Gran Buda de Leshan (China —otras antiguas de este país son las llamadas Lashaosi Dafo y Xishan Dafo—) o los Budas de Bamiyán (Afganistán, recientente destruidos).
También hay estatuas colosales en el hinduismo y el jainismo (estatua Gommateshwara, año 983, 17 m), y continúan haciéndose en la actualidad (estatua Kailashnath Mahadev, Nepal, estatua de Murugan, Malasia).

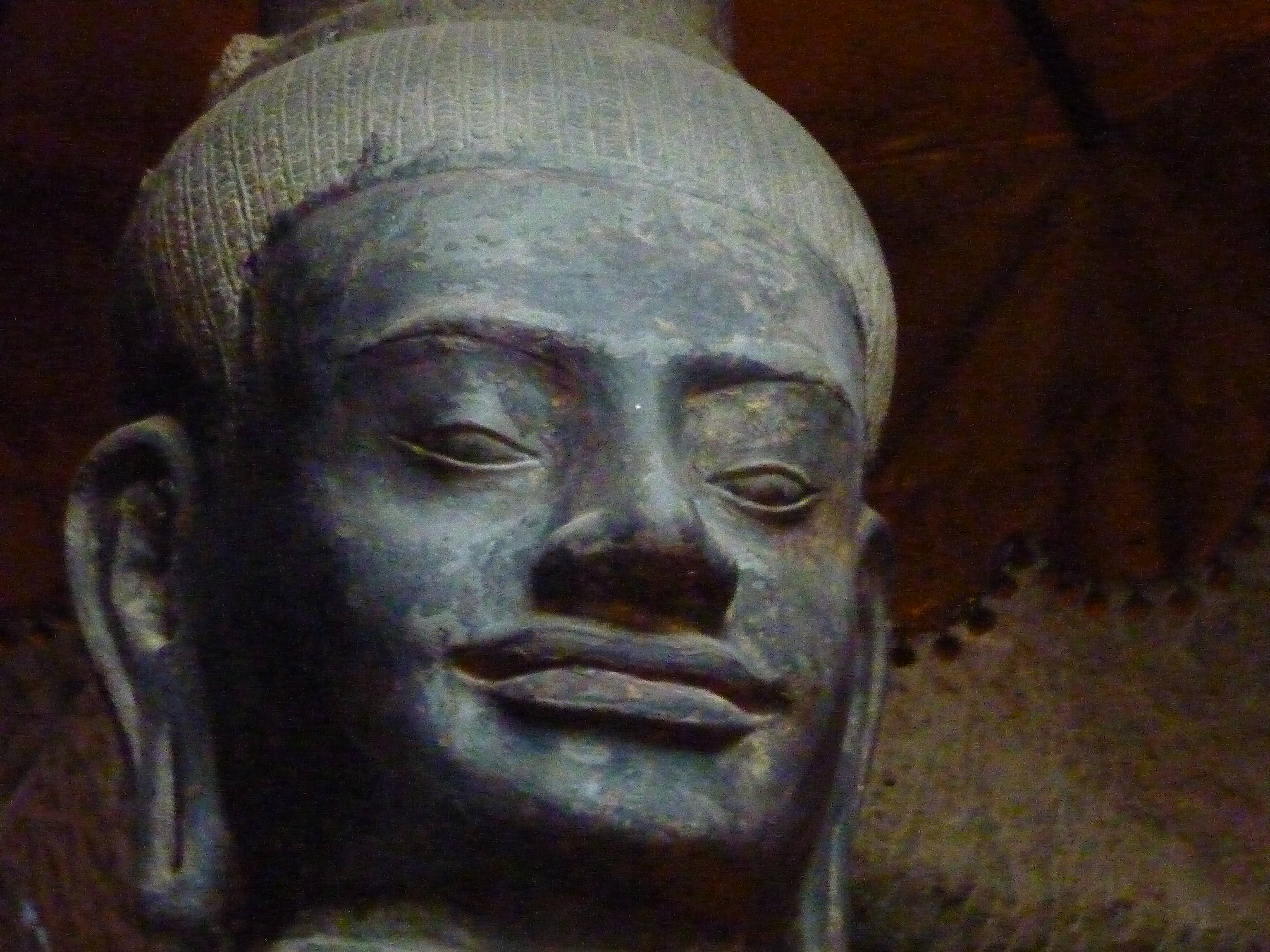
Cabeza de una estatua de Visnú en Angkor Wat.
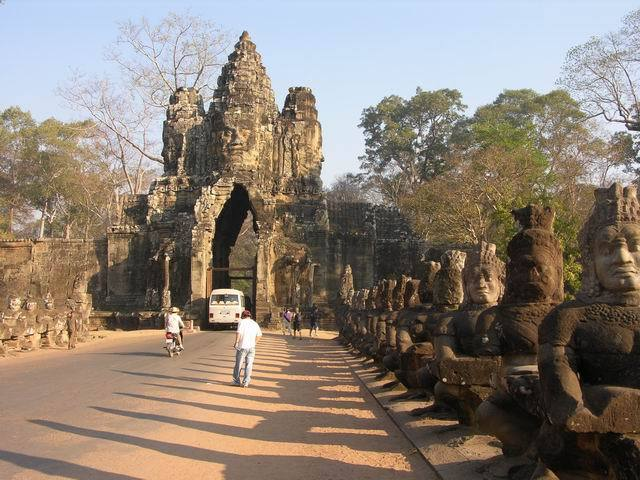
Puente de acceso a Angkor Thom.
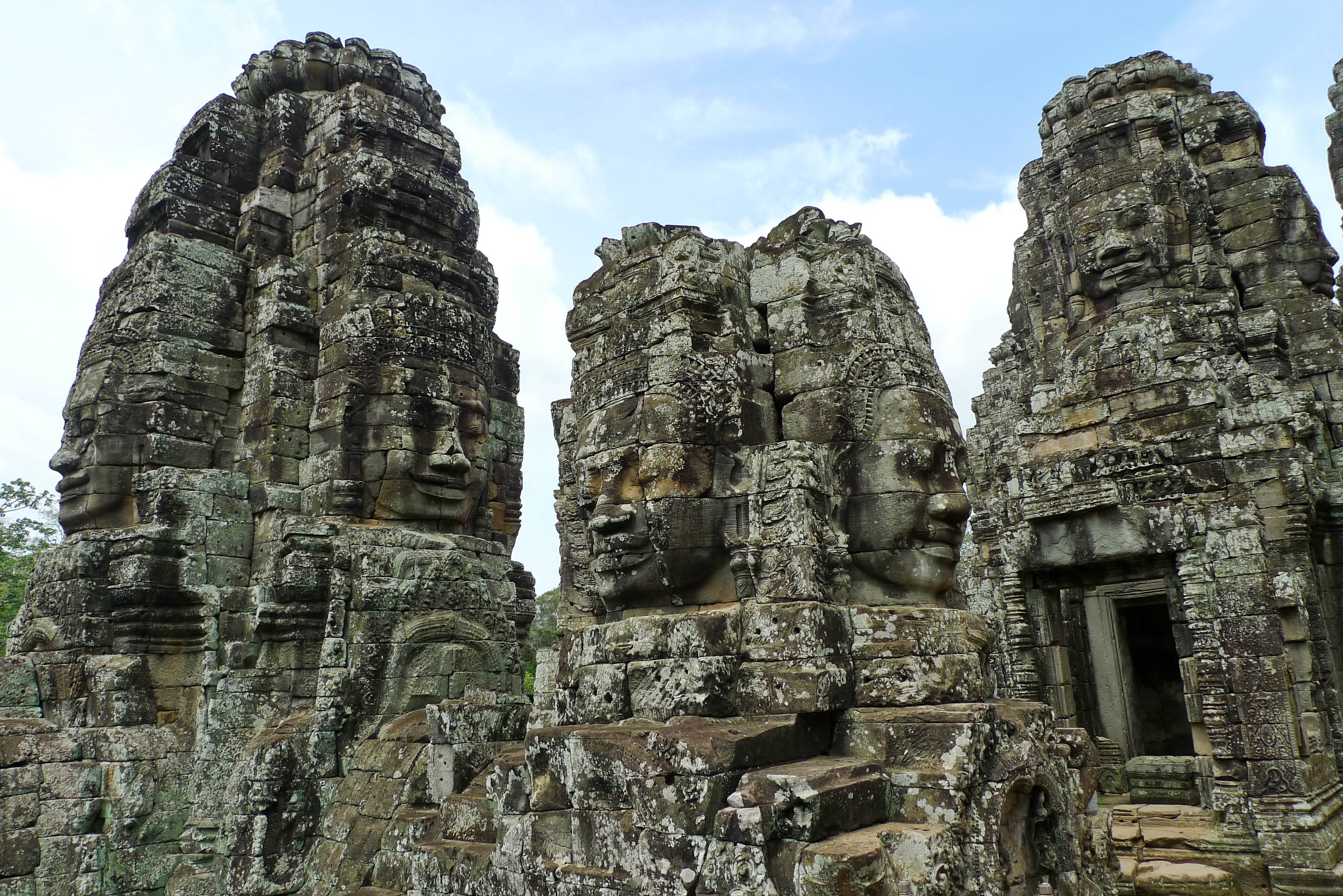
Cabezas colosales en Angkor Thom.
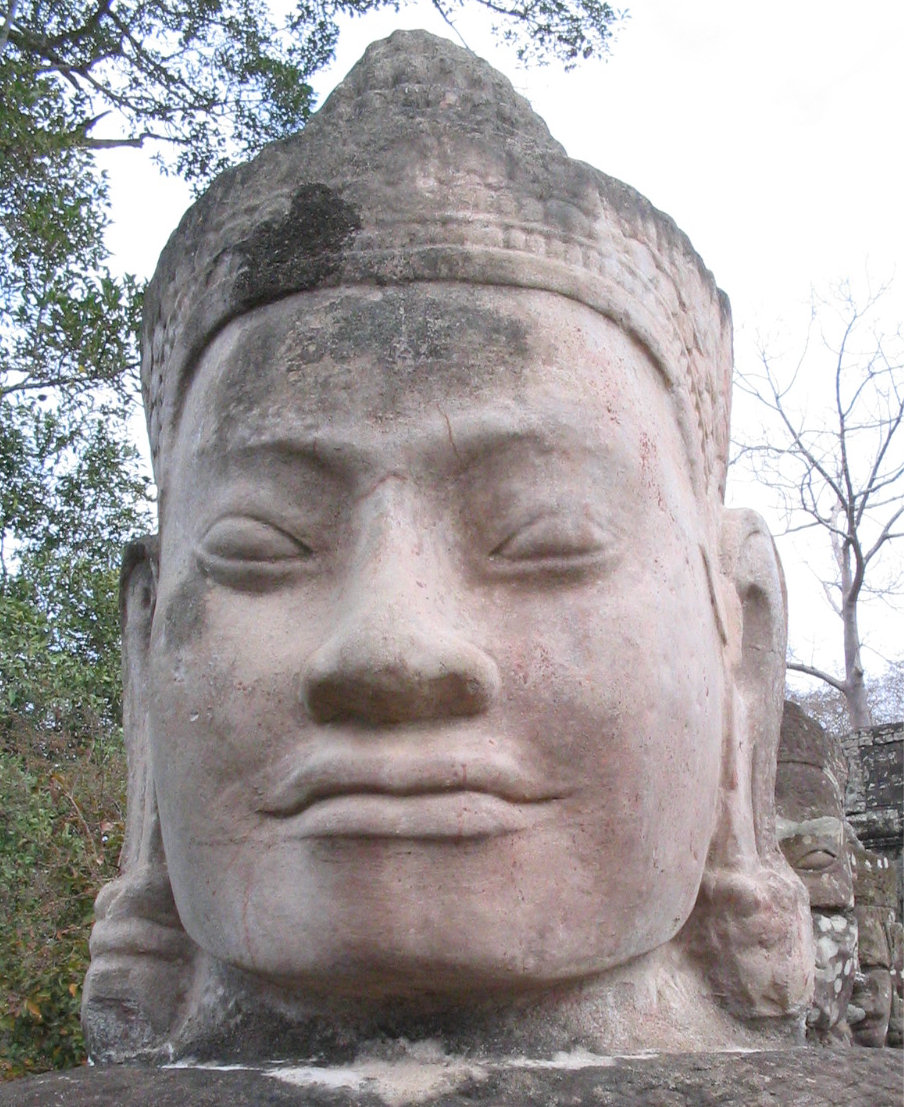
Cabeza de un dios en una de las puertas de Angkor Thom.
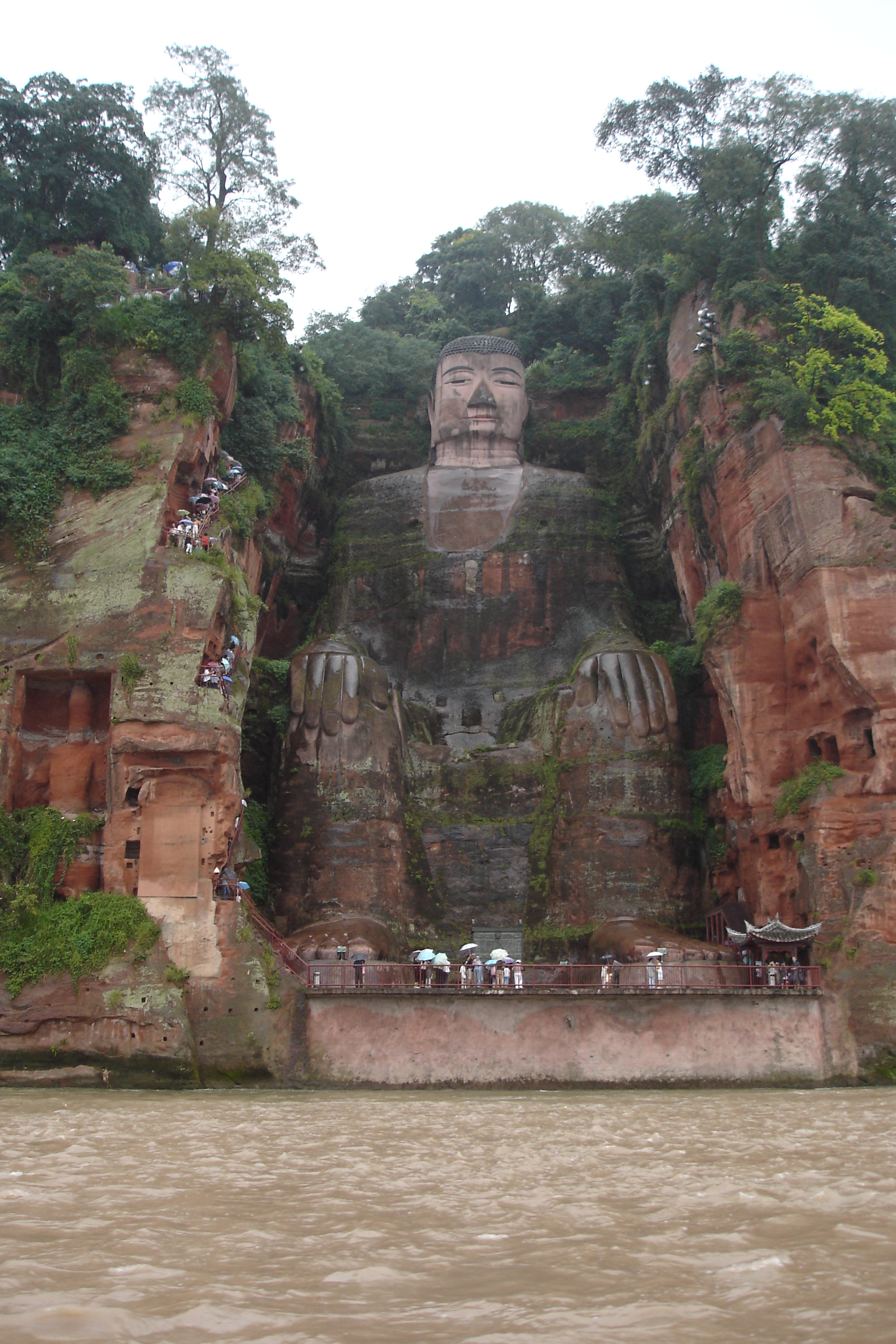
Buda de Leshan.
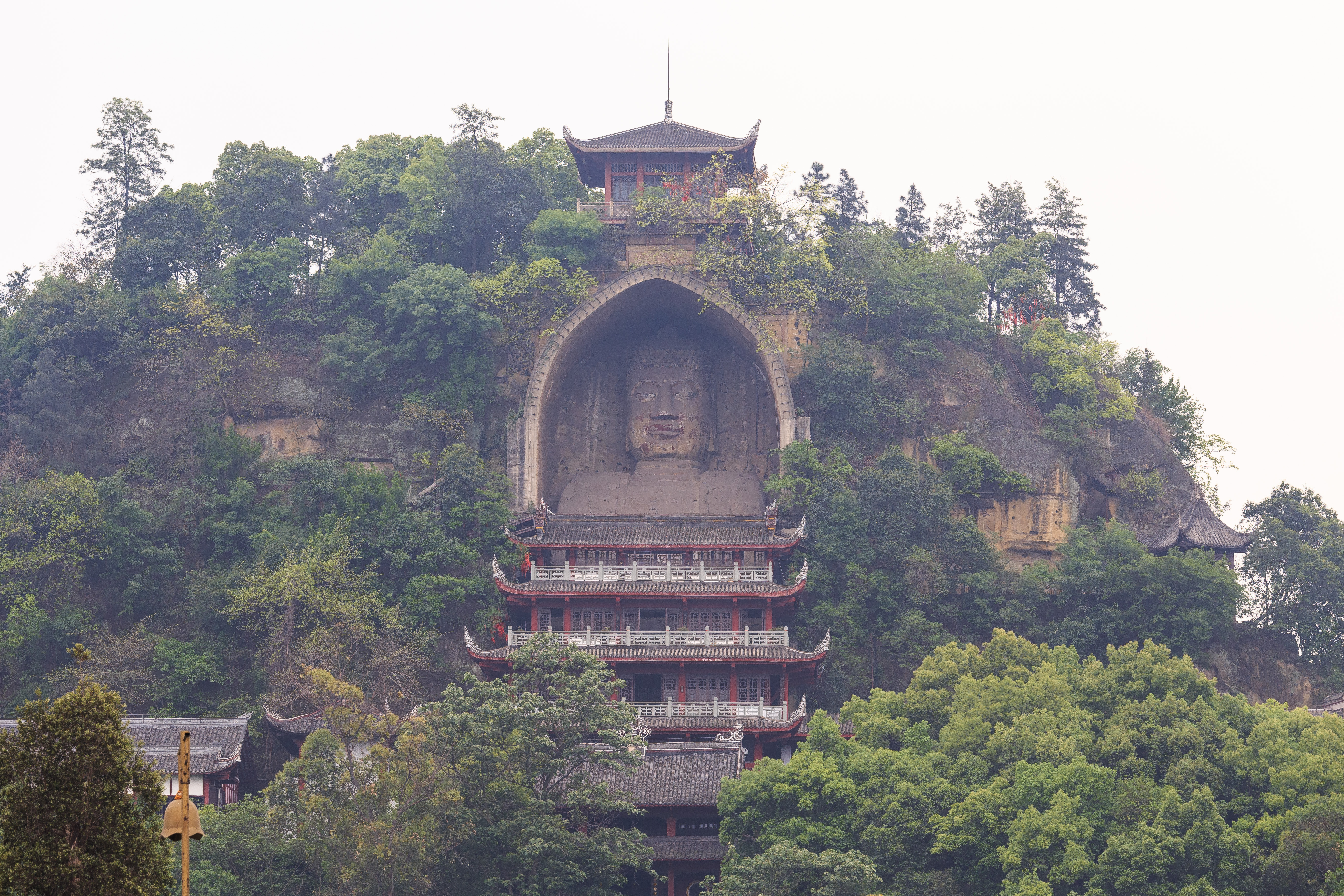
Buda de Rongxian.
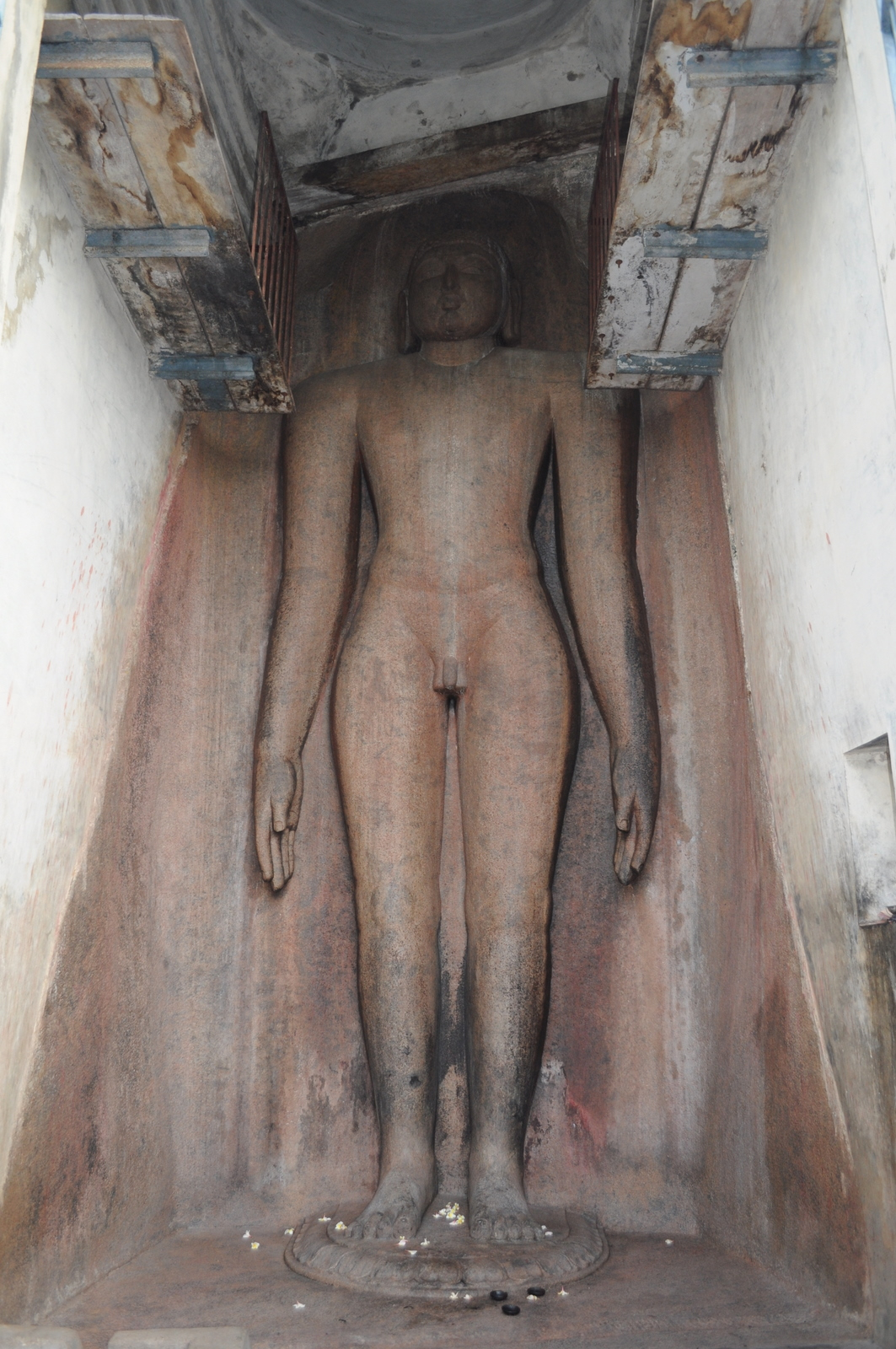
Estatua de Neminatha (16 m) en Tirumalai, Tamil Nadu.

#### Indonesia e islas del Pacífico

##### Megalitos de Pasemah
La meseta de Pasemah (de los pasemah, al sur de Sumatra) es la tercera región megalítica del mundo en términos cuantitativos, con 26 ubicaciones dispersas sobre una zona de 80 km². Las dataciones por carbono 14 dan una antigüedad de hasta 3600 años antes del presente.

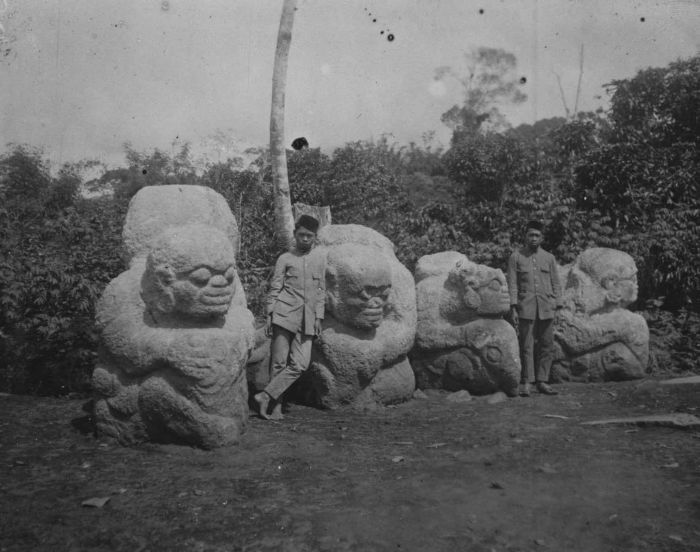

##### Moáis de la Isla de Pascua
Los moáis de la isla de Pascua llegan a medir más de diez metros; pero alguno de los que quedaron sin terminar, abandonados en su cantera, mide más de veinte.

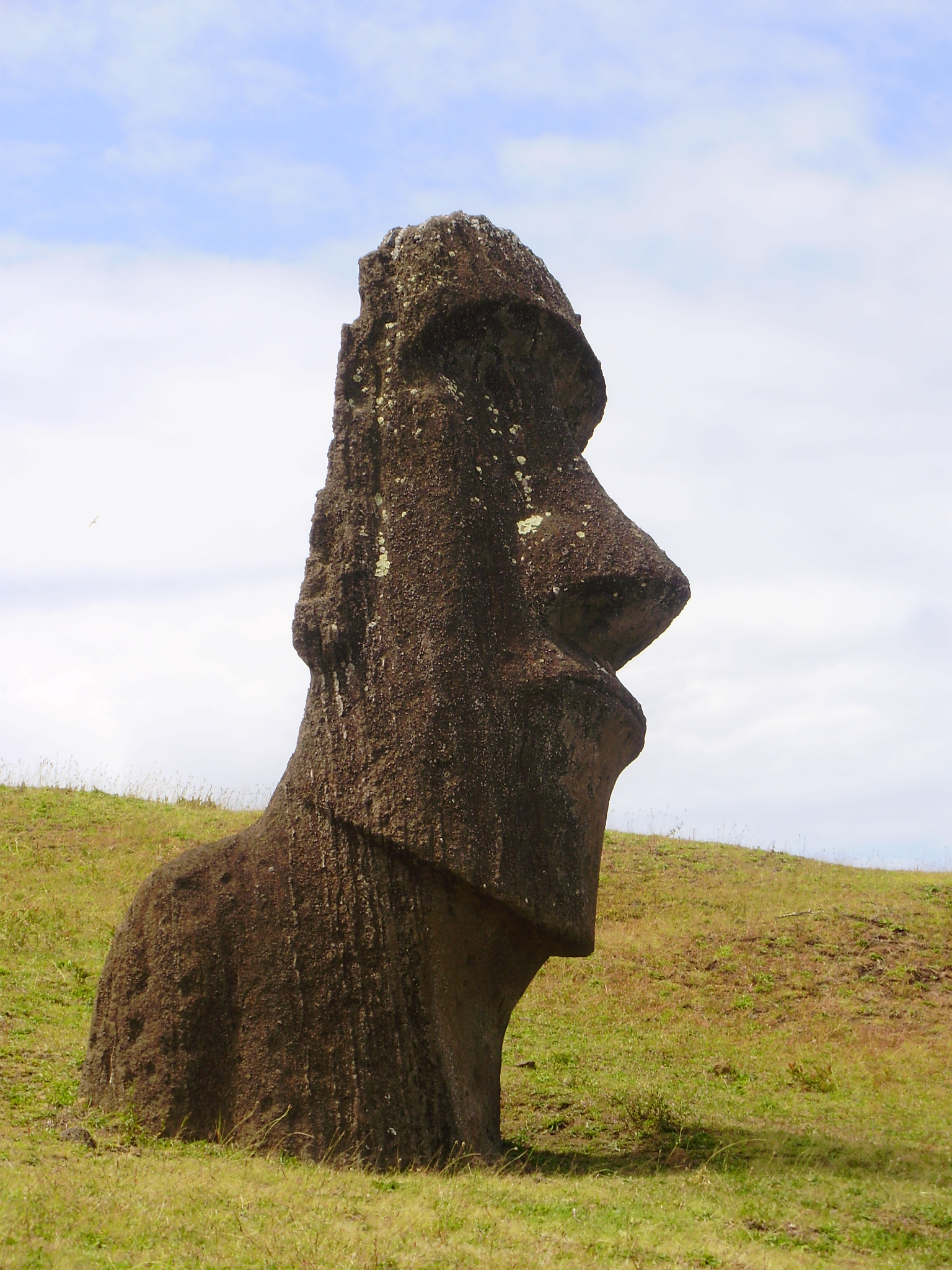

### Escultura de la Edad Moderna

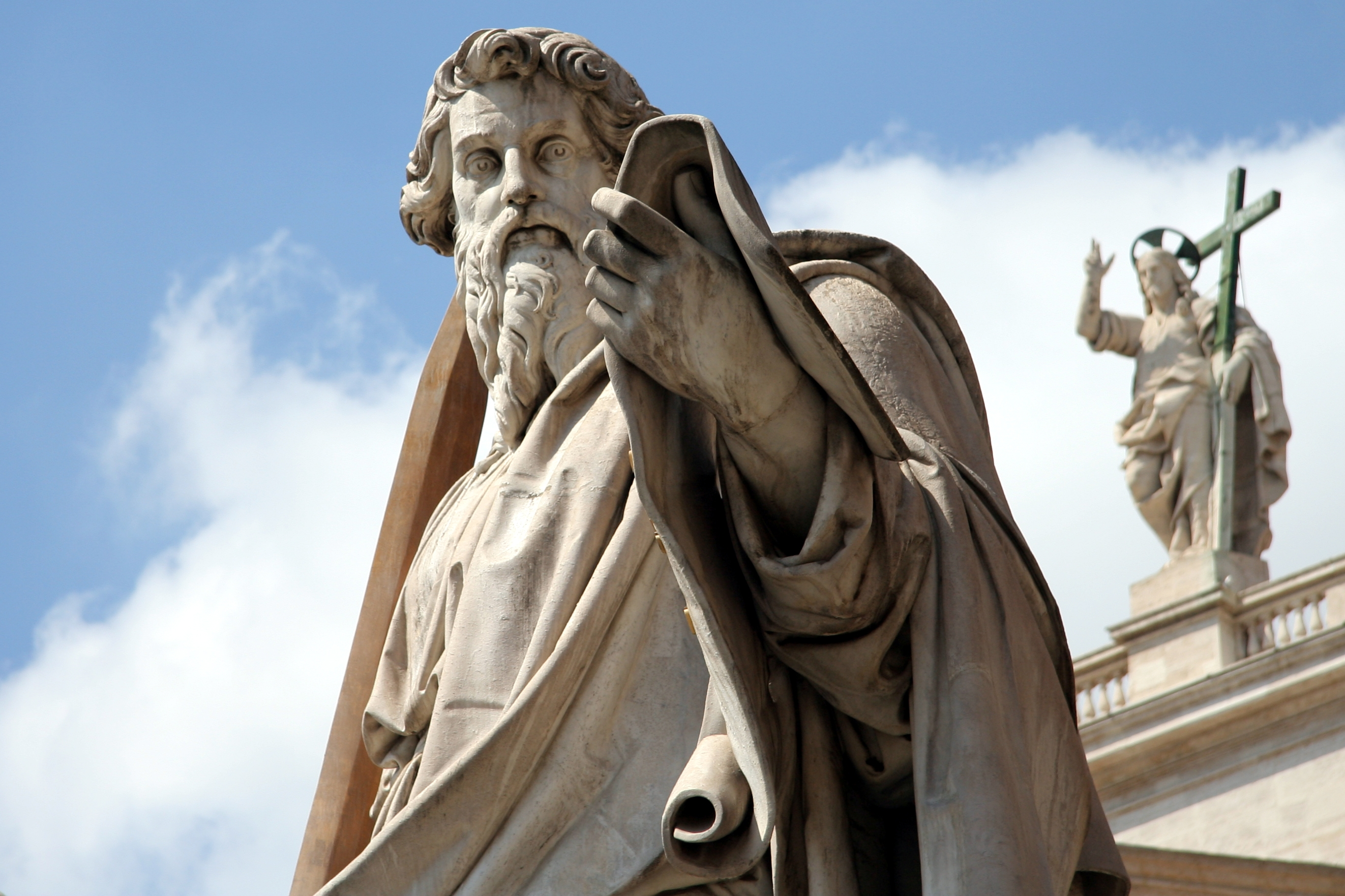
La Plaza de San Pedro del Vaticano está rodeada de 162 (o 140) esculturas de santos, realizadas por colaboradores de Bernini, presididas por la de Jesucristo, de mano del propio Bernini, y los doce apóstoles, más San Pedro y San Pablo en un plano inferior. En el primer plano de la imagen, San Pablo, de Adamo Tadolini. Las dimensiones de las figuras de los santos (unos 310 cm de altura) son la mitad de las de los apóstoles.

Las dimensiones de alguna de las esculturas del Renacimiento son colosales. Alguna de ellas no se llegaron a completar, como la estatua ecuestre de Milán que preparaba Leonardo da Vinci y habría tenido más de siete metros, superando a todos sus precedentes. Entre las más destacables esculturas colosales del Cinquecento están el David (517 cm) y el Moisés (235 cm —sentado—) de Miguel Ángel, el Perseo de Cellini (320 cm) y el Neptuno de Giambologna (335 cm).
También ocurre lo mismo con algunas de las esculturas del Barroco (Bernini -San Longino, de 440 cm, Estatua ecuestre de Luis XIV, de casi cuatro metros) y las del Neoclasicismo (Canova —Hércules y Licas, 335 cm, Monumento fúnebre de María Cristina de Austria, de casi seis metros—).

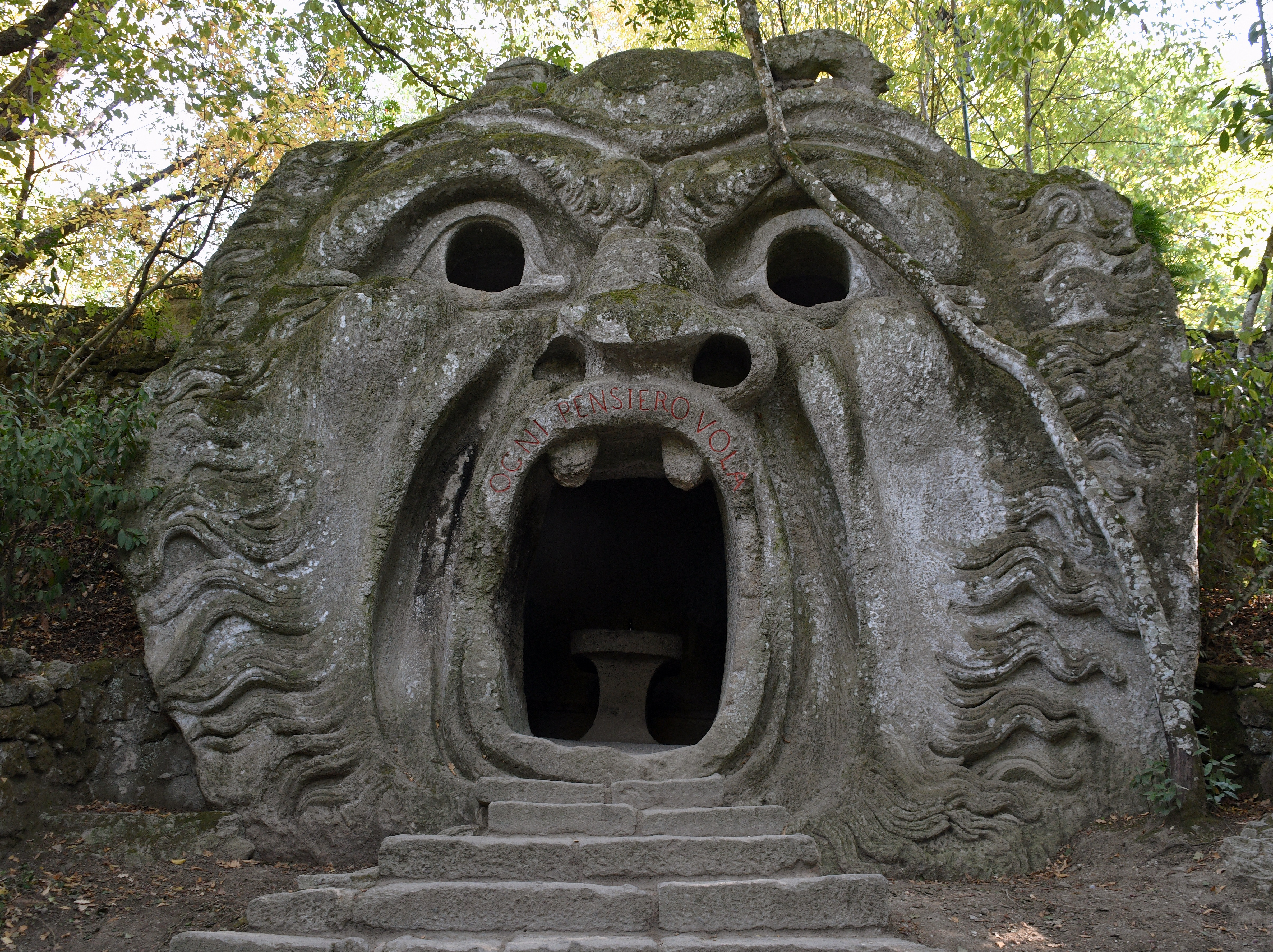
Parque de los monstruos de Bomarzo (ca. 1550).
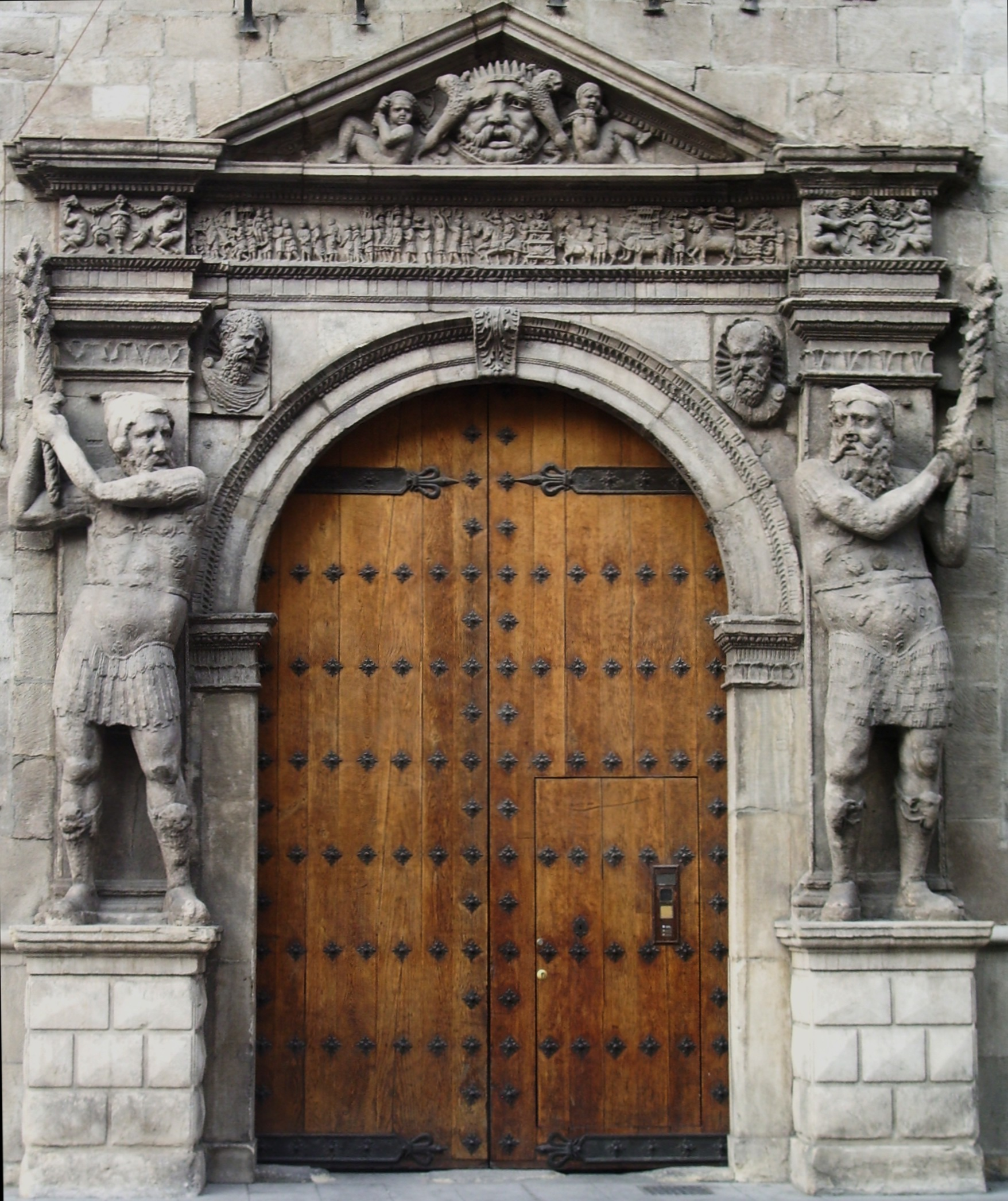
Portada del Palacio de los Luna (Zaragoza)
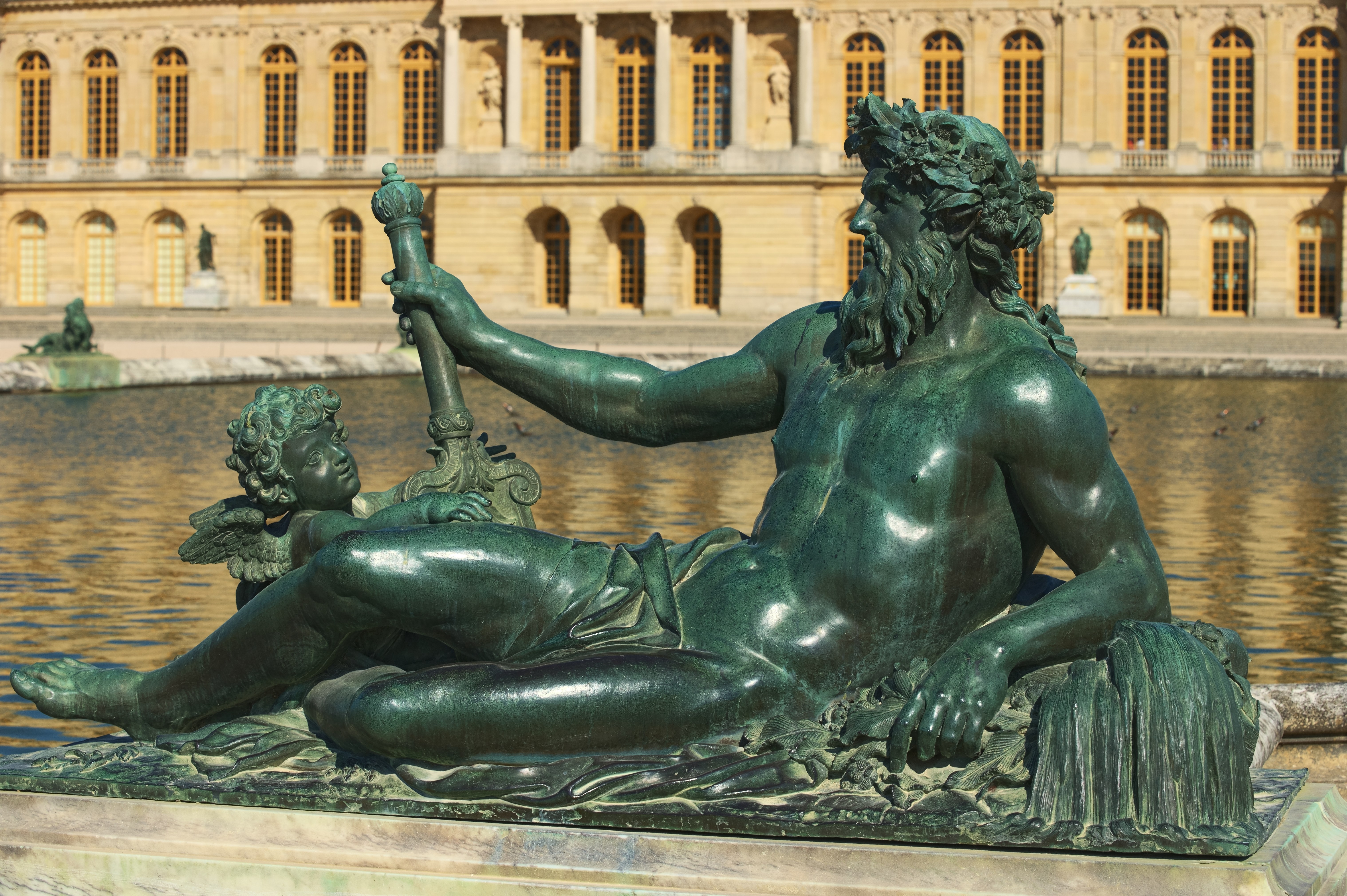
Uno de los "ríos" de los jardines de Versalles (ca. 1684).
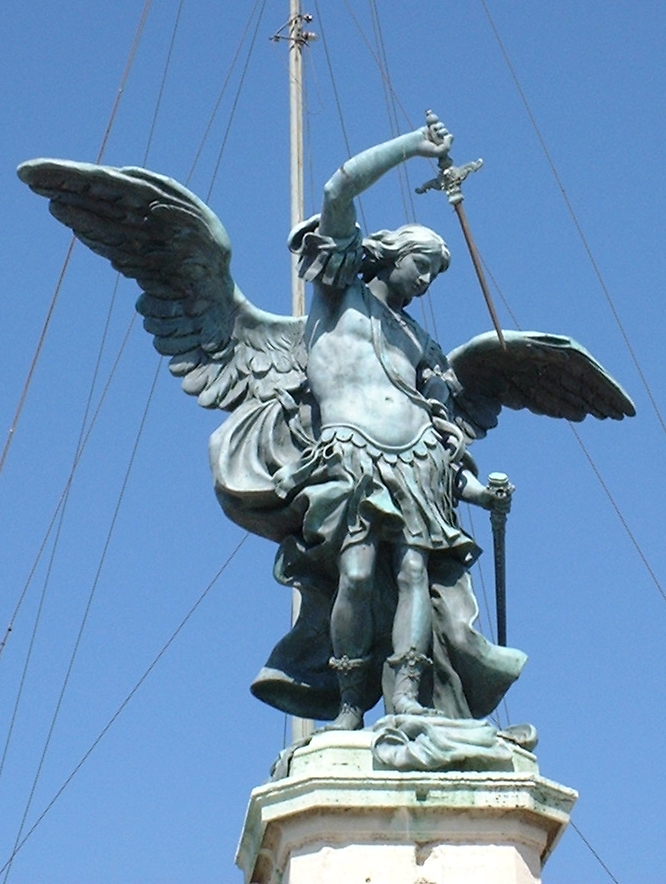
Estatua de San Miguel Arcángel que remata el Castel Sant'Angelo. La actual, de Peter Anton von Verschaffelt sustituyó en 1753 a la original, de Raffaello da Montelupo (1536).
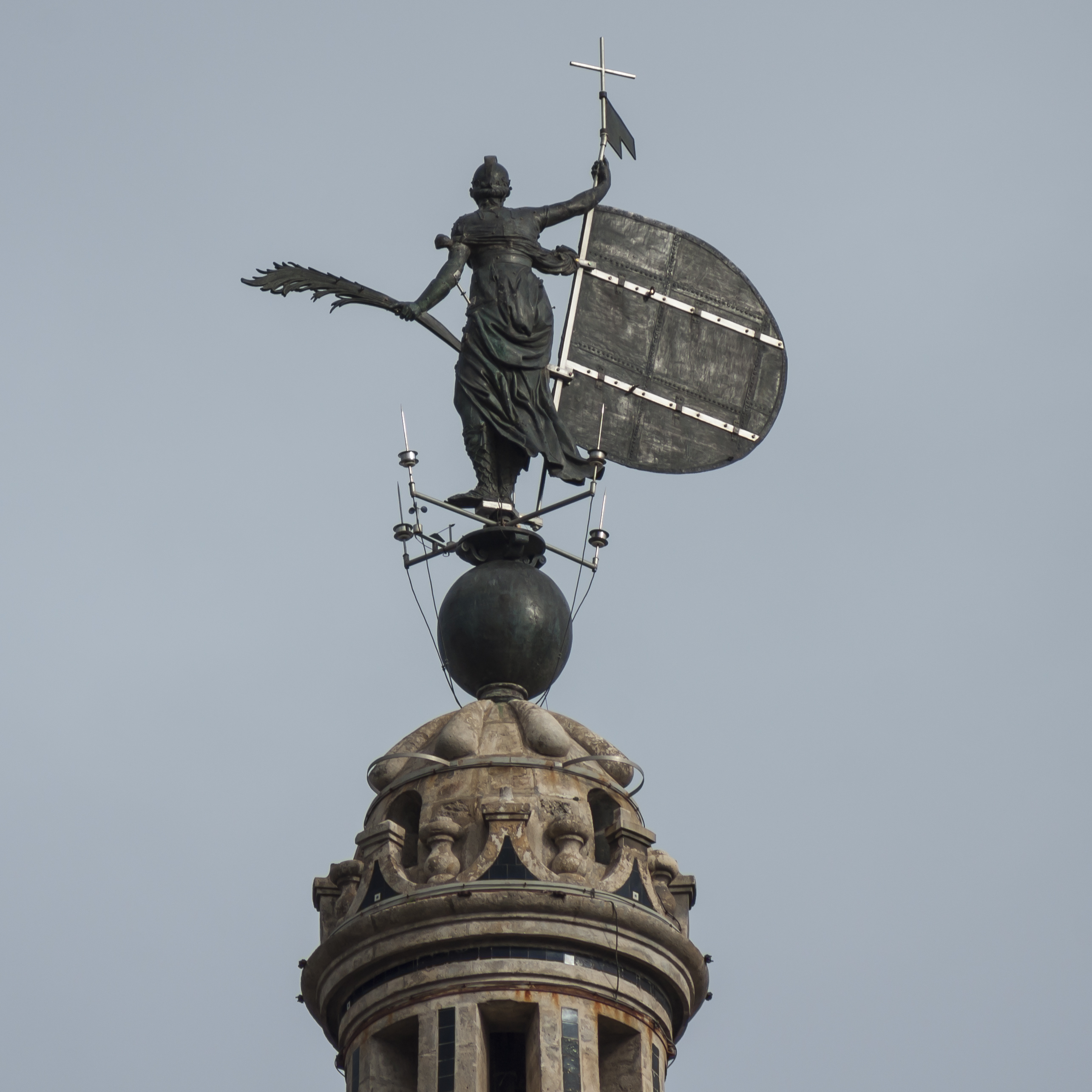
El Giraldillo o Coloso de la fe victoriosa, estatua de bronce de 347 cm que remata la Giralda de Sevilla (Luis de Vargas, Hernán Ruiz el Joven y Bartolomé Morel, 1568).

### Escultura de la Edad Contemporánea

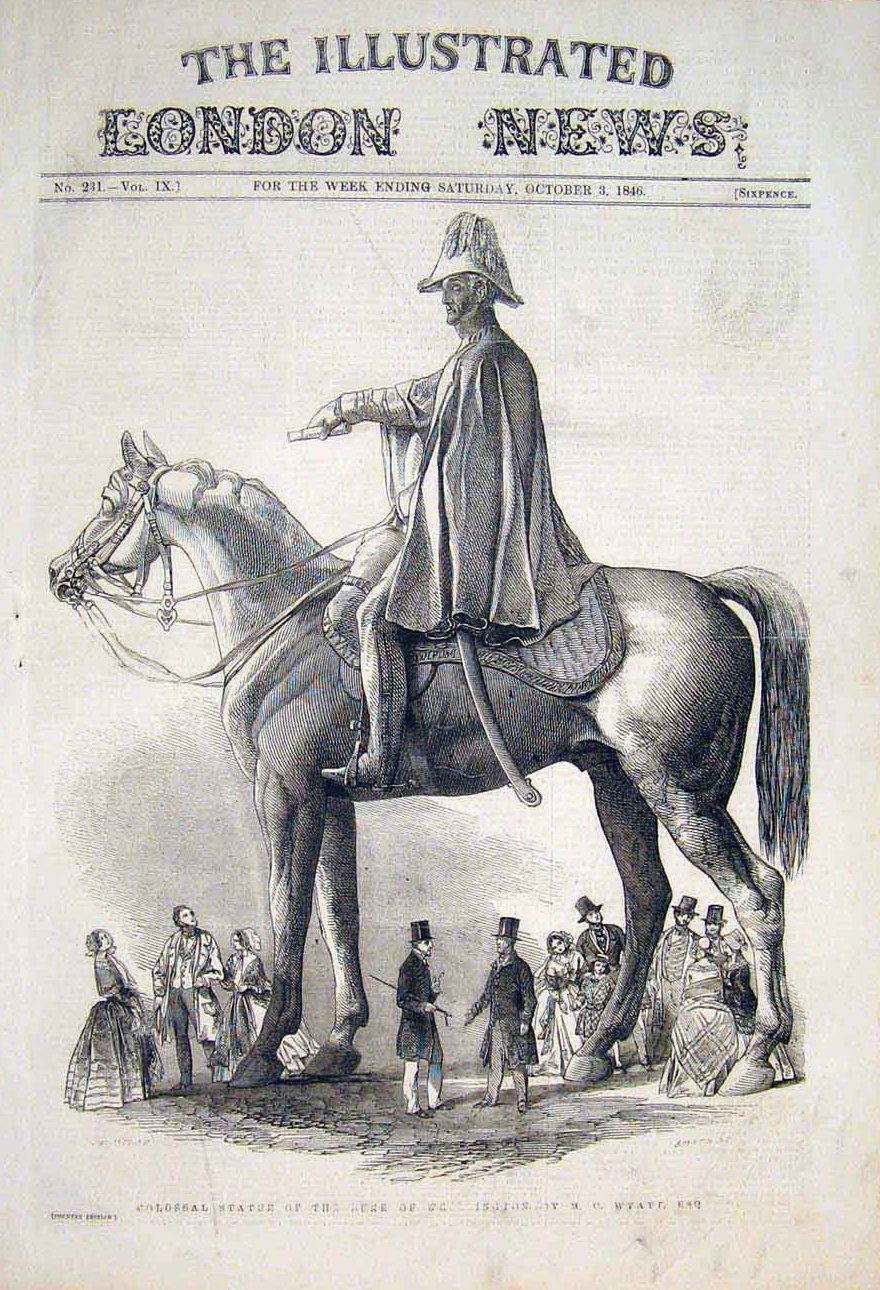
Estatua ecuestre del duque de Wellington, de 8,5 metros (la mayor estatua ecuestre hecha hasta entonces), del escultor Matthew Cotes Wyatt, 1846. Inicialmente se colocó sobre el Arco de Wellington en Londres, actualmente rematado por una cuadriga. Hay otros notables ejemplos de colosalismo en la escultura urbana en Londres.

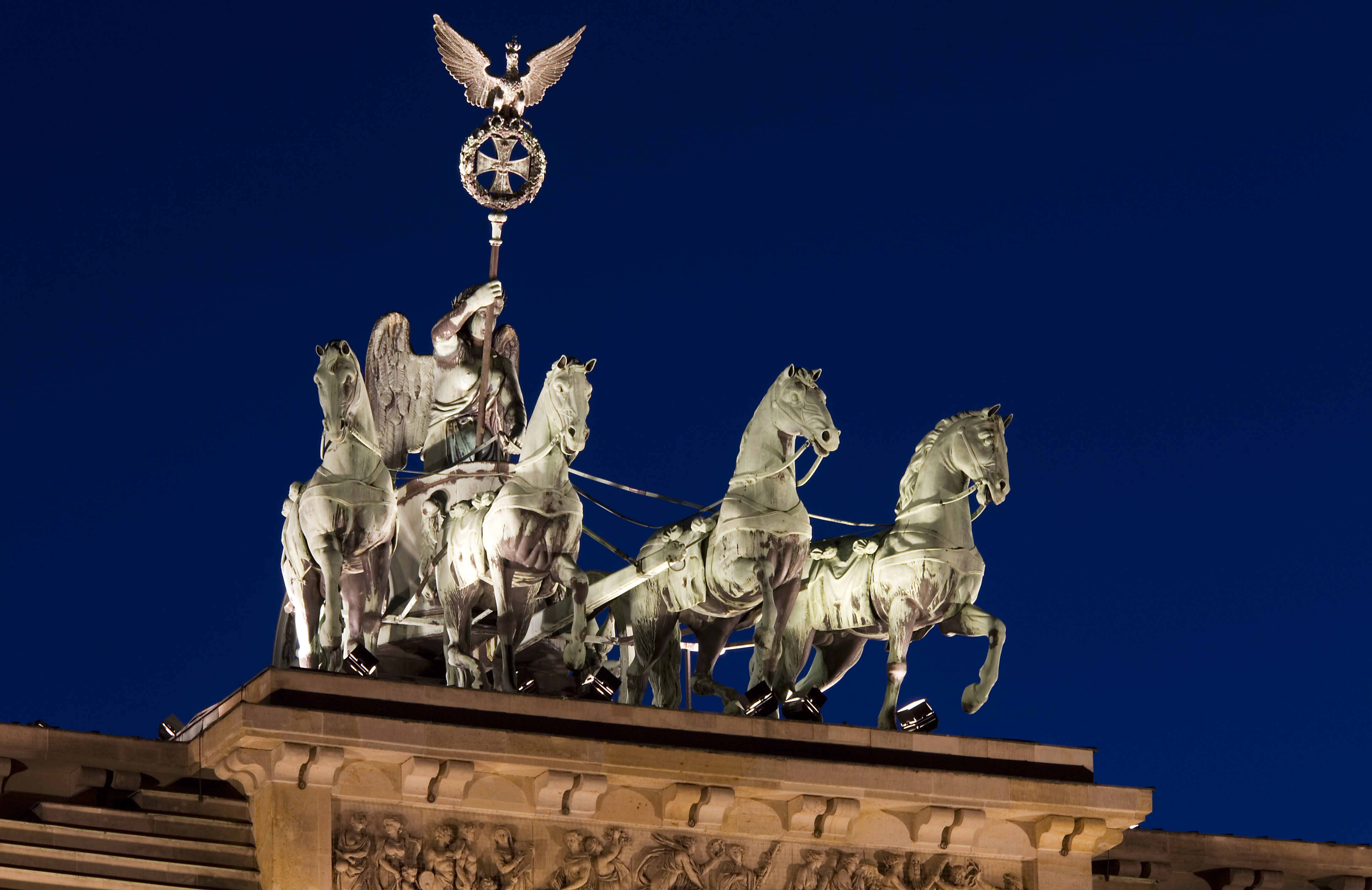
Cuadriga (5 metros) sobre la Puerta de Brandeburgo (Berlín), de Johann Gottfried Schadow, 1791.

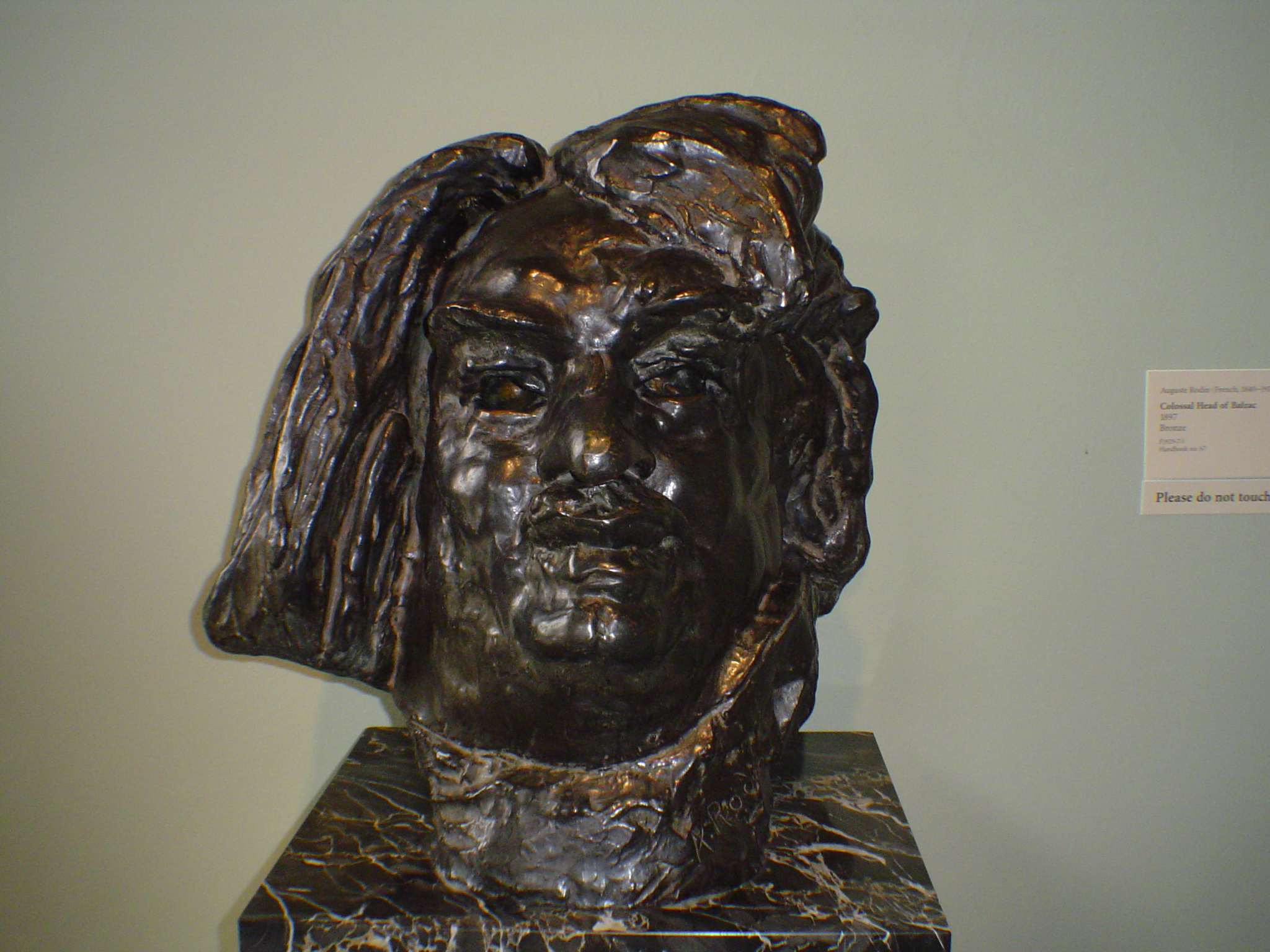
Cabeza colosal para el Monumento de Balzac (270 cm), por Rodin, 1897.

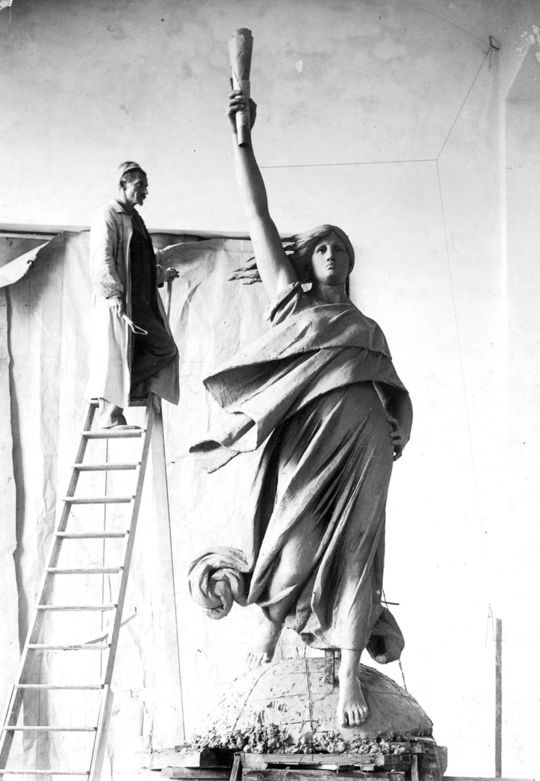
Electra, símbolo de la compañía de telégrafos "Gran Norte", en Copenhague, de Stephan Sinding, ca. 1893.

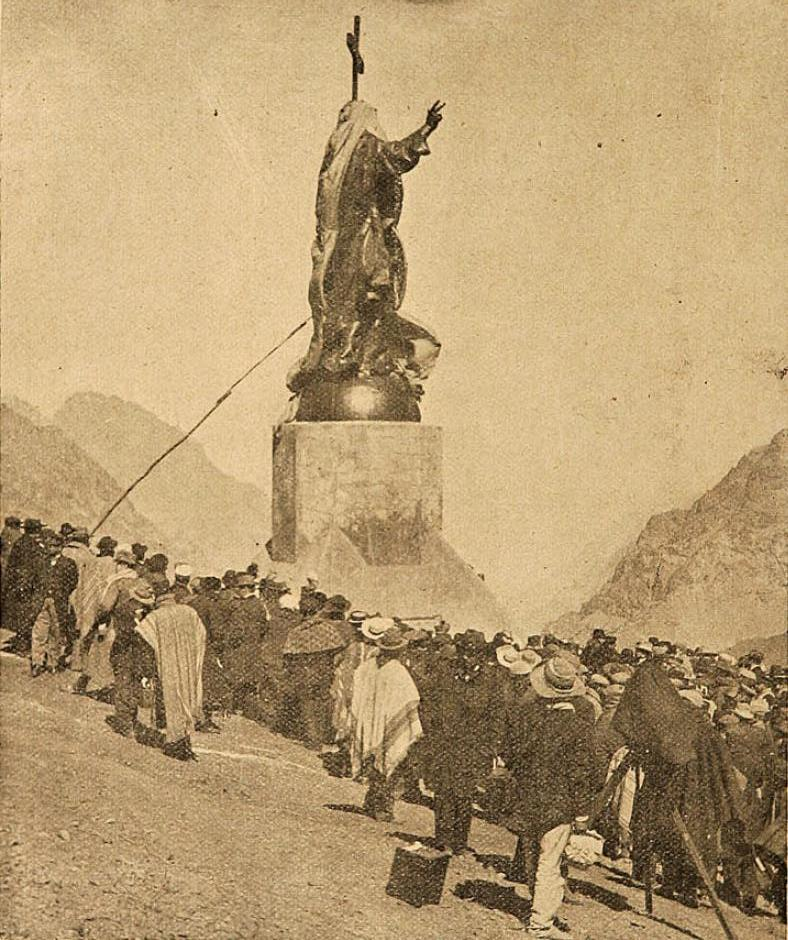
Inauguración del Cristo Redentor de los Andes, 1904.

#### 1789-1918
Desde la Revolución francesa cambió el sentido político de la estatuaria monumental, que se vinculó al nacionalismo, pero se siguió utilizando el recurso al tamaño mayor que el natural; con criterios estéticos neoclásicos o románticos, siguiendo las directrices oficiales del academicismo y el historicismo.
- Estatua colosal del general Desaix, de Claude Dejoux,[35] que presidió la Place des Victoires de París entre 1810 y 1815. Hay muchos ejemplos de colosalismo en la escultura urbana en París.
- Proyecto de fuente conocido como Elefante de la Bastilla, de Jean-Antonie Alavoine (1812, no se llegó a finalizar), que iba a realizarse con los cañones tomados "a los insurgentes españoles" en 1810.[36]
- Estatuas de Napoleón. Algunas son de la época de Napoleón Bonaparte, e incluso de la monarquía de Julio; pero la mayor utilización de su imagen correspondió a la época de Napoleón III, que buscaba con ello su propia legitimación. Hubo una propuesta, similar a la que en la Antigüedad se hizo a Alejandro, de tallar su efigie en una montaña de los Alpes, junto al paso del Simplón.[37]
- Monumento al león de Lucerna (6 x 10 m), de Bertel Thorvaldsen, 1819-1821.
- Grupos escultóricos en bajorrelieve del Arco de Triunfo de París, 1836.
- Monumento a Beethoven. Hay bustos anteriores, pero la primera estatua colosal dedicada a Beethoven (de Ernst Hähnel y Jacob Daniel Burgschmiet, aunque uno de los impulsores, el músico Liszt, había exigido que el escultor fuera Lorenzo Bartolini) se erigió en Bonn con motivo del 75 aniversario de su nacimiento; se venía patrocinando desde poco después de su muerte (1827), en un momento en que no había tradición de dedicar monumentos a figuras de la cultura (un monumento a Schiller se levantó en 1839 y uno a Mozart en Viena en Salzburgo en 1842, el Monumento a Goethe y Schiller en Weimar -de Ernst Friedrich August Rietschel, 3,7 m- se levantó 1857). En Viena se levantó un monumento a Beethoven (de Caspar von Zumbusch) en 1880, en la Beethovenplatz.
- Feldherrnhalle (Múnich, 1841-1882).
- Estatua de Bavaria, de Leo von Klenze (1843–1850; 18,52 m de altura, sobre un pedestal de 8,92 metros).
- Estatua colosal de Lucifer, de Constantino Corti, para la Exposición Universal de París (1867). Con posterioridad se realizó la Fuente del Ángel Caído (265 cm más el pedestal), de Ricardo Bellver, 1885 (Parque del Retiro, Madrid). También ha sido interpretado como un monumento al diablo el Traforo del Frejus (Turín), 1879. Con anterioridad se había realizado El Genio del Mal, de Guillaume Geefs, 1848, que sustituyó en la catedral de Lieja a El Ángel del Mal, de su hermano Joseph Geefs, retirada por distraer a los fieles con su "insana belleza".
- Hermannsdenkmal (Bosque de Teutoburgo, 1875 26 m -53 con el pedestal-), de Ernst von Bandel.
- Estatua de la Libertad (Nueva York, 1886, 46 m -93 con el pedestal-), de Frédéric Auguste Bartholdi y Gustave Eiffel.
- Estatua colosal de Camille Desmoulins, de Amédée Doublemard (Guise, 1882 —reconstruida en 1923 y 1949, tras la I y la II Guerra Mundial—, 250 cm)[38]
- Cuádrigas del Grand Palais (Exposición Universal de 1900)
- Estatua ecuestre de Juana de Arco, Emmanuel Fremiet, 1899; la única de iniciativa pública entre las 150 estatuas erigidas en París en el periodo 1870-1914, denominado como "la edad de oro de la estatuamanía" (todas las demás fueron fruto de iniciativas privadas).
- Estatua ecuestre de Víctor Manuel II (Roma, 1910, 12 × 10 m, 50 toneladas de bronce, de Enrico Chiaradia), preside el Vittoriano, que incluye muchas otras esculturas colosales.

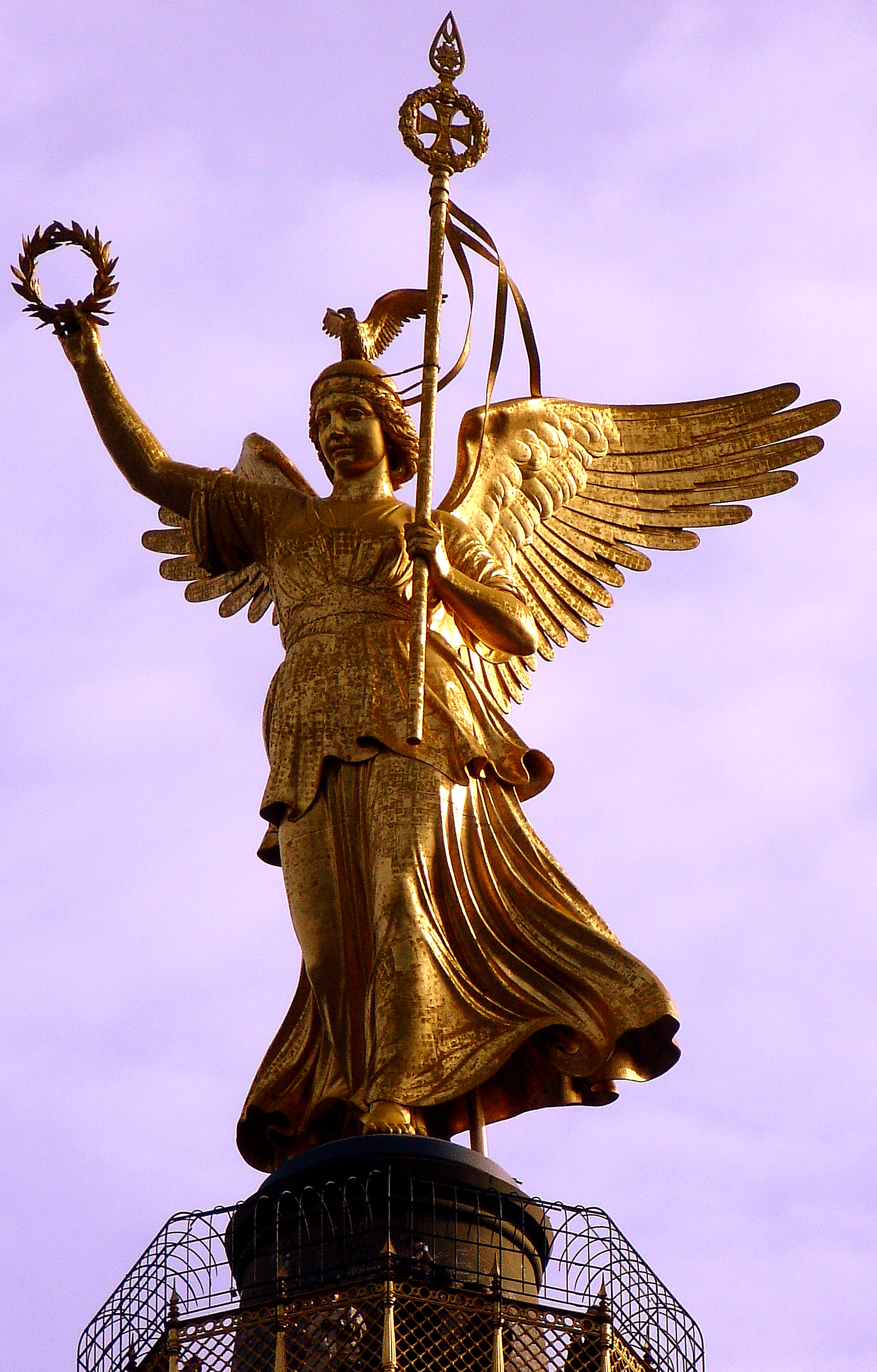
Victoria de la Columna de la Victoria en Berlín, de Friedrich Drake, 1873.
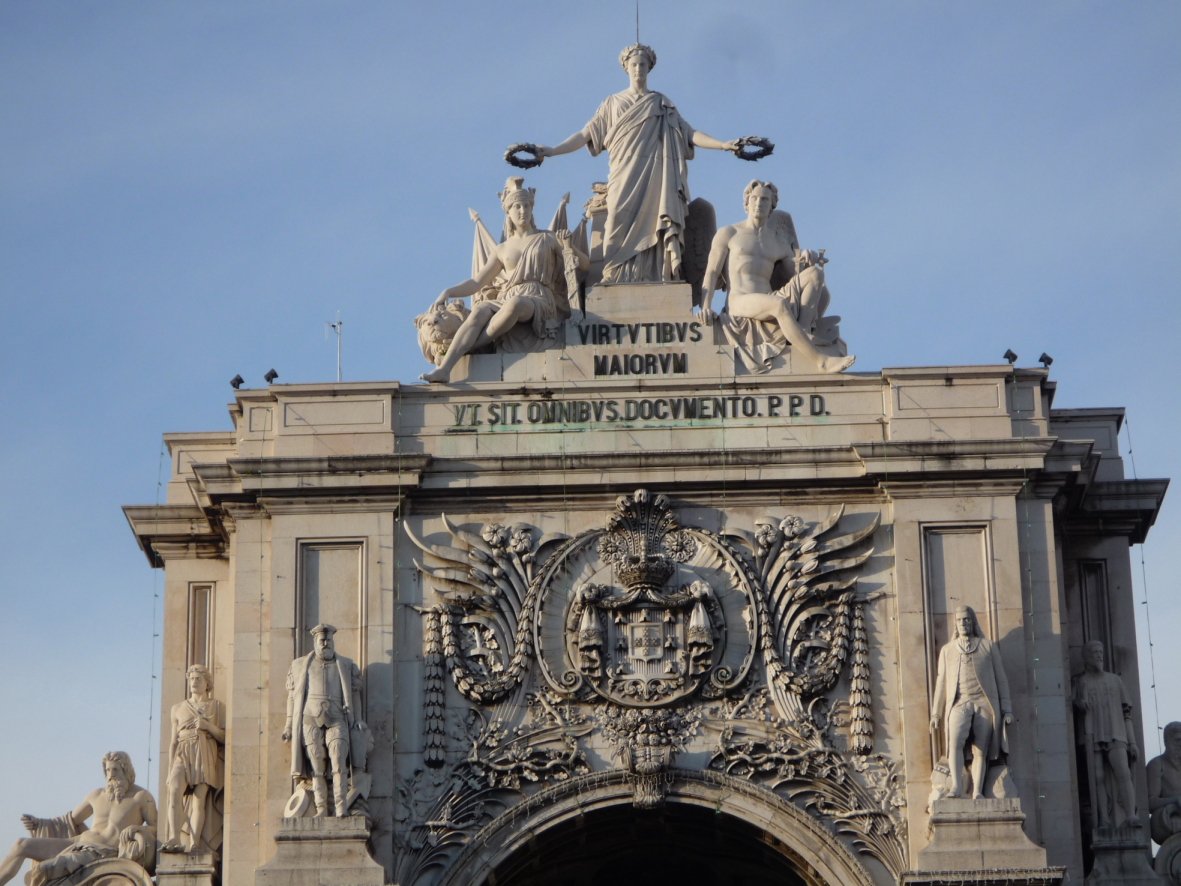
La Gloria recompensa al Valor y al Genio, grupo escultórico que remata el Arco de la Rua Augusta de Lisboa, Célestin Anatole Calmels. Las esculturas del plano inferior (ríos Tajo y Duero, y personajes portugueses) son de Vítor Bastos. 1875.
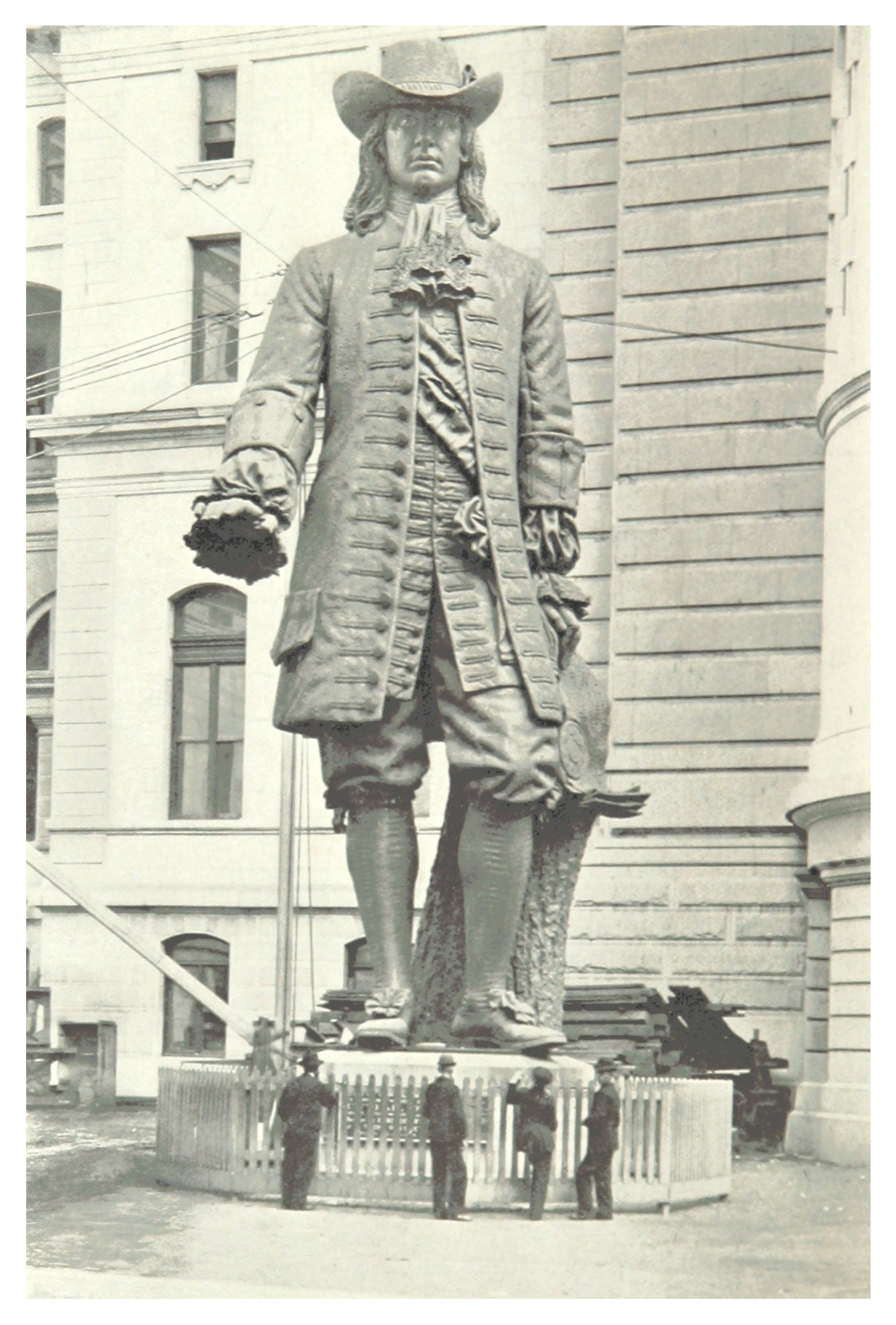
Estatua de William Penn, por Alexander Milne Calder, situada sobre el Ayuntamiento de Filadelfia, 1894.
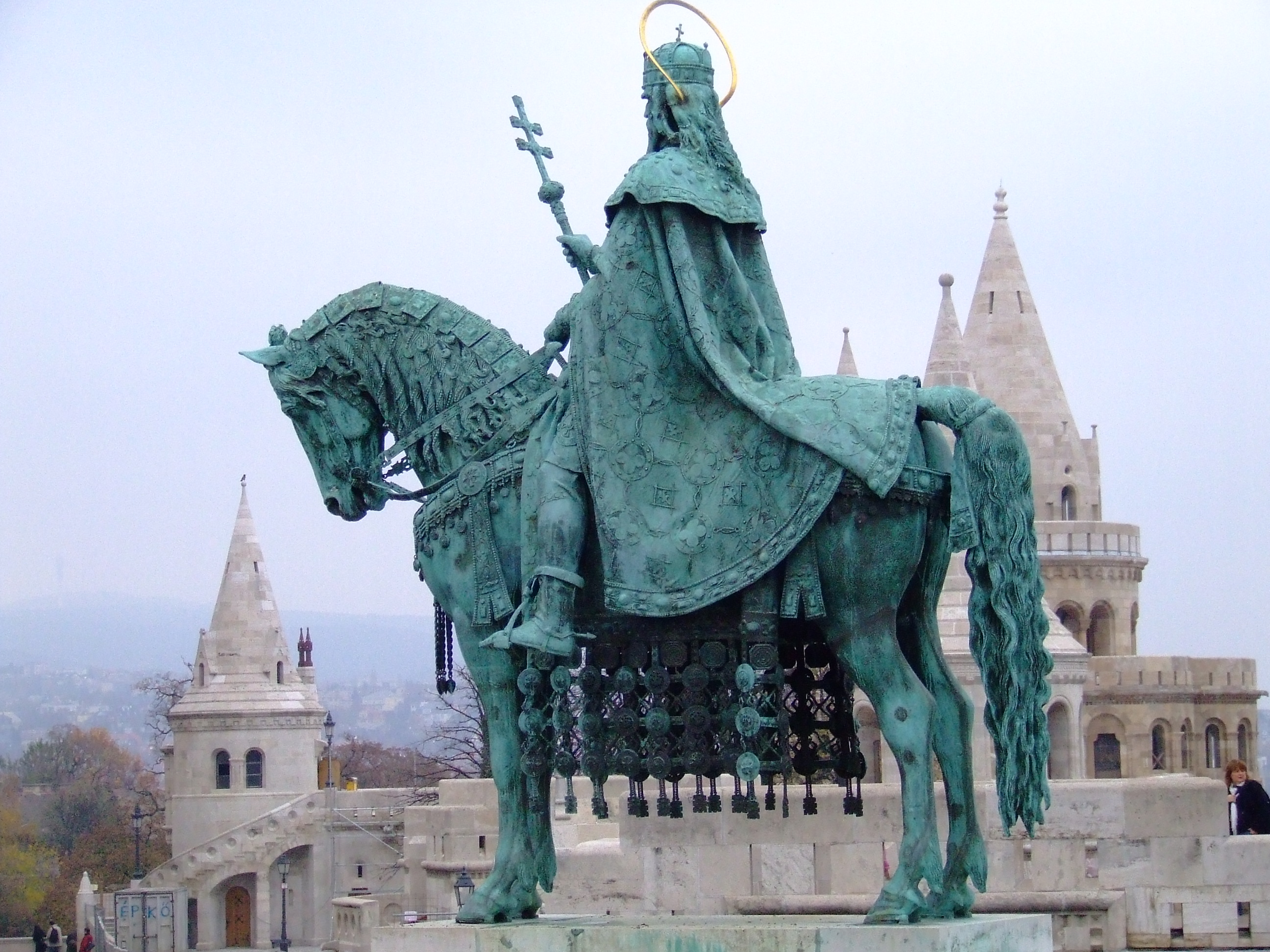
Estatua del rey San Esteban de Hungría en el Castillo de Buda, de Alajos Stróbl (1906).

Desde comienzos del siglo XX se levantaron en distintas partes del mundo, dispuestas en eminencias orográficas, imágenes colosales de Jesucristo: Cristo Redentor de los Andes (frontera chileno-argentina, 1904, Mateo Rufino Alonso, 6 m -7 con la cruz-), Monumento al Sagrado Corazón de Jesús del Cerro de los Ángeles (1919, Madrid, Aniceto Marinas 28 m, a los que corresponden 9 de la escultura propiamente dicha), Cristo del Corcovado (Río de Janeiro, 1931, Paul Landowski y Gheorghe Leonida, 38 m); Cristo del Otero (Palencia, 1931, Victorio Macho, 21 m) o de la Virgen: Monumento a la Virgen de la Paz (Trujillo, 1983, Manuel de la Fuente, 46,72 m), Inmaculada Concepción de Chignahuapan (interior de la basílica del mismo nombre, José Luis Silva, 1972, 14 m), monumento a la Virgen Candelaria (Oruro, 2013, Jorge Azeñas, 45 m), monumento a la Virgen de Guadalupe (Cerro del Tabacal, Xicotepec de Juárez, 20 m -hay otro en Ecatepec, 16 m-), proyecto de monumento a la Virgen de la Antigua (Panamá, aplazado desde la conmemoración del quinto centenario en 2013).

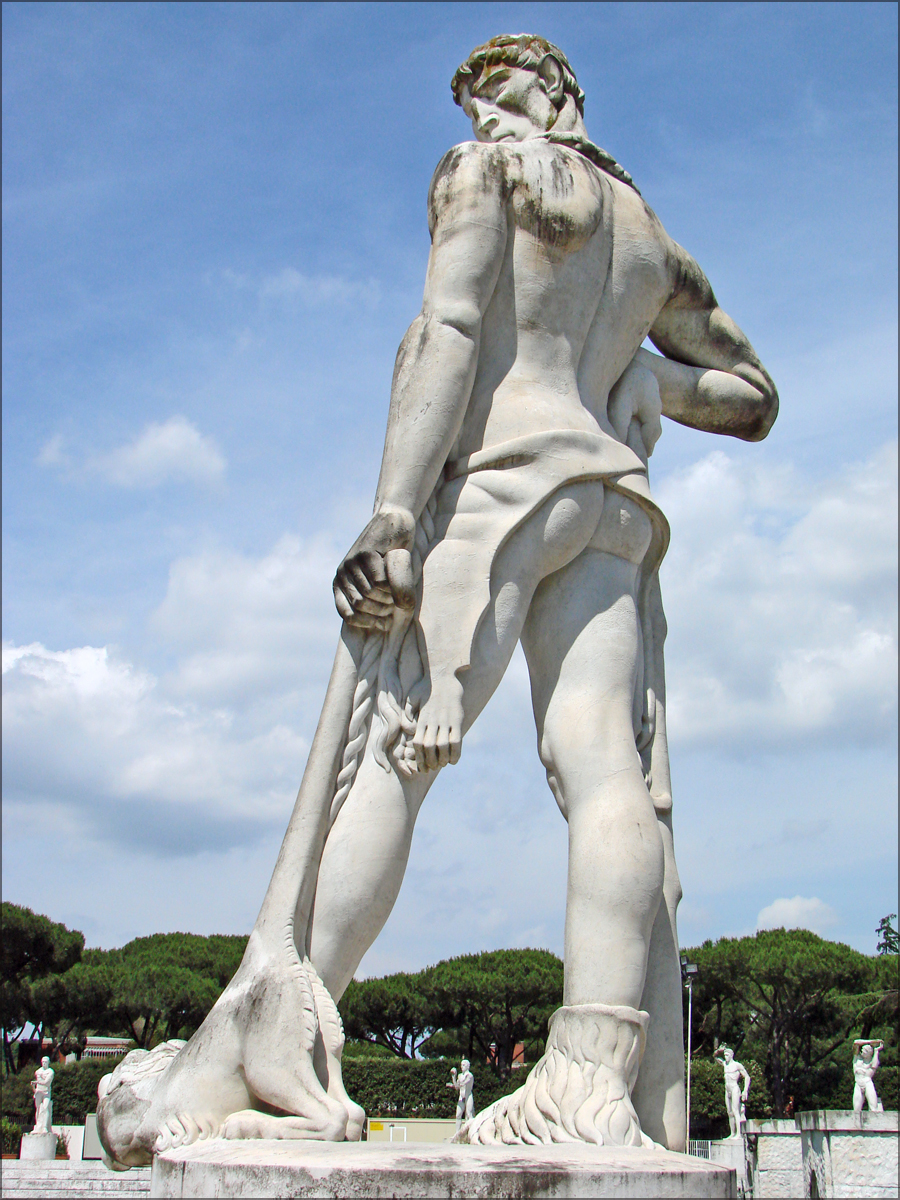
Estatuas colosales del Stadio dei Marmi ("estadio de los mármoles") de la Accademia fascista maschile di educazione fisica ("Academia fascista masculina de educación física") en el Foro Italico o Foro Mussolinni, 1928-1932, proyectado por Enrico Del Debbio.

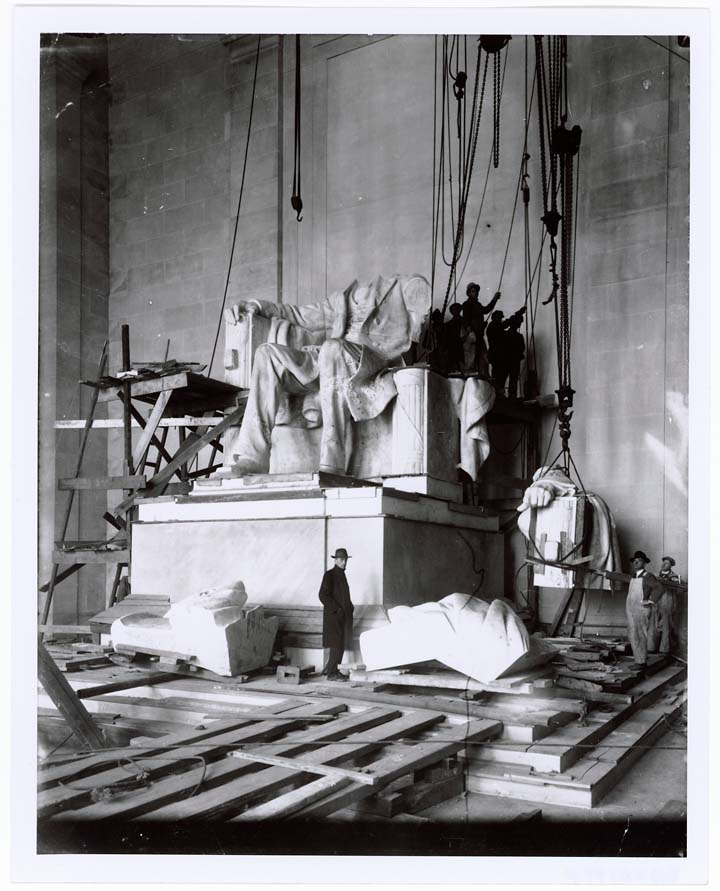
Erección de la estatua de Lincoln de Daniel Chester French en el interior del Lincoln Memorial, 1920. Su altura es de 30 pies (9,1 m) de los que 19 pies (5,8 m) corresponden a la figura sentada. Es frecuente el recurso a la escultura colosal en los numerosos memorials y otros ejemplos de escultura urbana en la ciudad de Washington, especialmente en el National Mall (Monumento a Jefferson, un tholos que acoge una estatua de 6 m (Rudolph Evans, 1947). También es notable la escultura urbana en la ciudad de Nueva York.

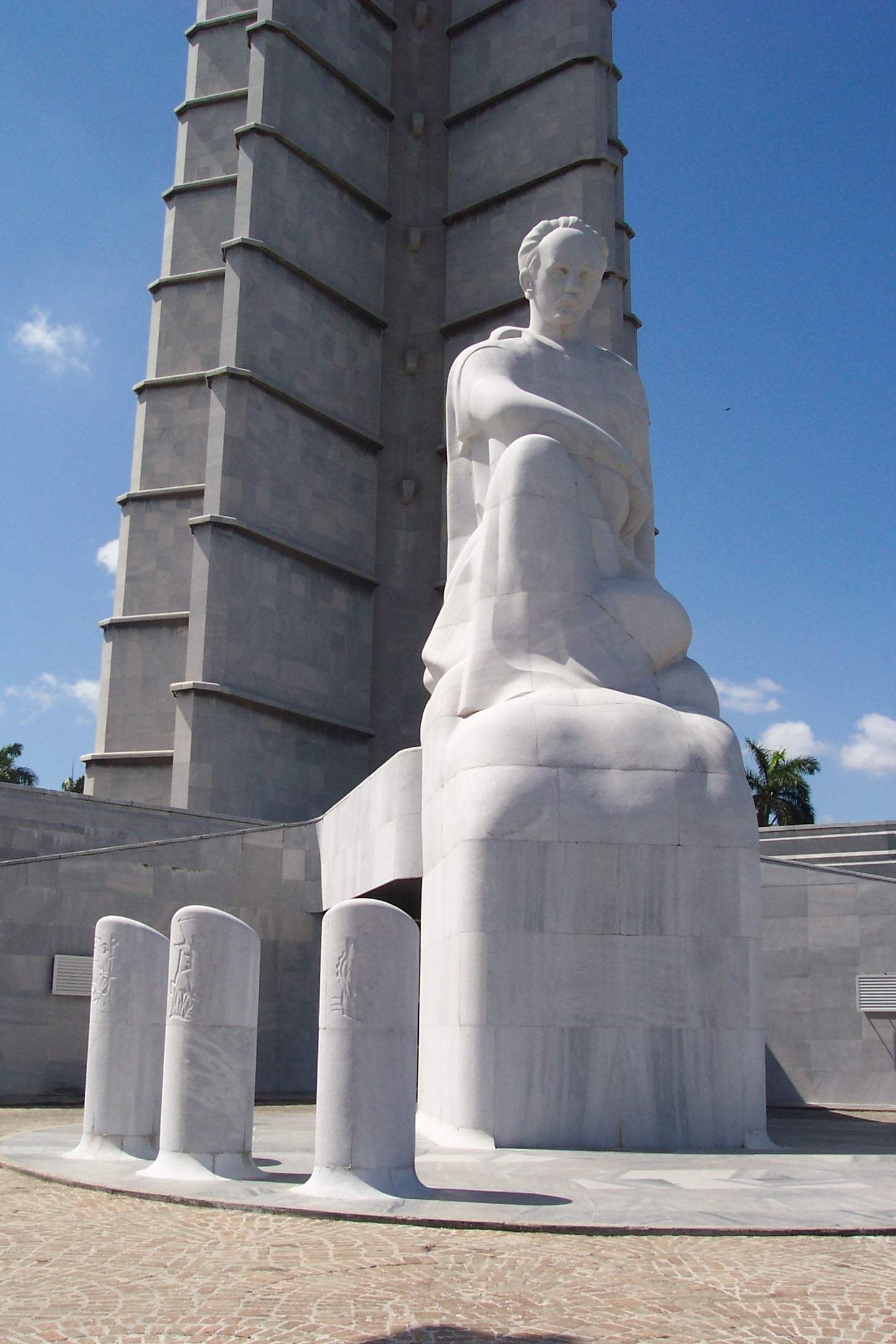
Estatua colosal del monumento a José Martí en La Habana, 1943-1959, Juan José Sicre (18 m).

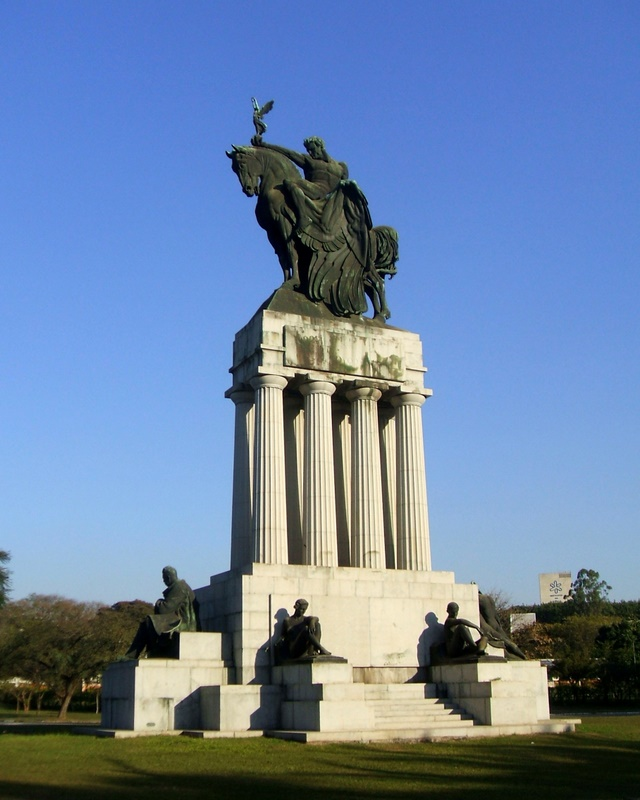
Monumento a Ramos de Azevedo, Galileo Emendabili (1934), São Paulo. Altura total, 23,7 m.

#### 1918-1989
En el periodo que va de la posguerra de la I Guerra Mundial a la caída del muro de Berlín; desde el periodo de entreguerras, la estatuaria colosal fue uno de los instrumentos expresivos más utilizados para el denominado "Realismo heroico", arte oficial de los regímenes nazi, fascista y soviético, paradójicamente convergentes en su estética. En las democracias populares se desarrolló un verdadero "culto a la personalidad": estatuas de Lenin, (la mayor de las estatuas de Lenin es la del canal del Volga en Volgogrado, 1952-1969, que inicialmente iba a representar a Stalin y cambió de titular como consecuencia de la desestalinización -la ciudad se denominaba hasta entonces Stalingrado-), estatuas de Mao (Mao Zedong). No obstante, el colosalismo escultórico no estuvo ausente de los programas iconográficos de países con sistemas políticos opuestos, como es el caso de Estados Unidos, donde se realizó el proyecto de tallar los rostros de cuatro presidentes en el Monte Rushmore (1927-1941).
- Estatuas colosales del Stadio dei Marmi ("estado de los mármoles") de la Accademia fascista maschile di educazione fisica) en el Foro Italico o Foro Mussolinni, 1928-1932, proyectado por Enrico Del Debbio.
- Era fascista, popularmente conocido como Bigio[46] (Brescia, 1932, 7,5 m), de Arturo Dazzi.
- Oregon Pioneer (Capitolio de Oregón, Salem, 1938, casi 7 m).
- Valle de los Caídos (Sierra de Guadarrama, Madrid, 1940-1959), bajo una cruz de 150 m, un grupo de esculturas colosales de los evangelistas y la escena de la Piedad, de Juan de Ávalos. Es la más destacada simbología del franquismo.
- Monumento a los Soldados Soviéticos (Parque Treptower, Berlín, 1949).
- Monumento al Soldado Soviético (Ploddiv, 1954-1957), llamado popularmente Alyosha.
- Monumento a Calvo Sotelo (Madrid, 1960, 420 cm —la estatua—), de Carlos Ferreira y Manuel Manzano Monís, utilizado como simbología del franquismo.
- Kartlis Deda (1958, Tiflis, 20 m), de Elguja Amashukeli; el mismo autor realizó la estatua ecuestre de Vakhtang (1967 —en la cercana localidad de Metekhi—).
- Monumento a los Descubrimientos (1960, Lisboa), de José Ângelo Cottinelli y Leopoldo de Almeida, utilizado como simbología del salazarismo.
- Madre Armenia (1962, Ereván, 22 m), sustituyó a una estatua de Stalin en el contexto de la "desestalinización".
- Estatua de la Madre Patria (1967, 85 m), que conmemora la batalla de Stalingrado.
- Monumento conmemorativo de la Batalla del Ebro (Tortosa, 1963-1964, de 26 m, incluye las figuras colosales de un soldado y un águila), utilizado como simbología del franquismo.
- Madre Albania (1971, Tirana, 12 m), de Kristaq Rama, Muntaz Dhrami y Shaban Hadëri.
- Monumento a los defensores del Ártico soviético, llamado popularmente Alyosha (Murmansk, 1974, 35,5 m).
- Monumento al general Suvorov (1979, Tiraspol, 9 m).

Maestros de la escultura contemporánea, como Henry Moore (parte de cuya producción consiste en obras que, en su aspecto figurativo, han de considerarse como esculturas colosales), reflexionan explícitamente sobre el concepto de la escala y el tamaño. Reflexiones semejantes, desde planteamientos artísticos muy diferentes, hizo en sus últimos años el pintor Salvador Dalí (Dolmen de Dalí, Madrid, 1986, concebido como un monumento a la ciencia y la técnica e incluye una gran figura masculina que representa a Newton ante un dolmen de 13,3 m).
Entre las numerosas esculturas colosales de Madrid destacan dos retratos ecuestres del siglo XVII (Felipe III y Felipe IV) y dos fuentes monumentales del siglo XVIII (Cibeles y Neptuno), ya en Edad Contemporánea, las del Parque del Retiro, el eje Prado-Castellana y las que coronan edificios de la calle de Alcalá y la Gran Vía; algunos de ellos iconos publicitarios, como el Fénix del Edificio La Unión y el Fénix Español (que sólo es una de las muchas esculturas colosales con las que se promocionaban los edificios de esa empresa). Un impacto mucho mayor alcanzó un icono bidimensional de la publicidad española: el toro de Osborne (14 m).

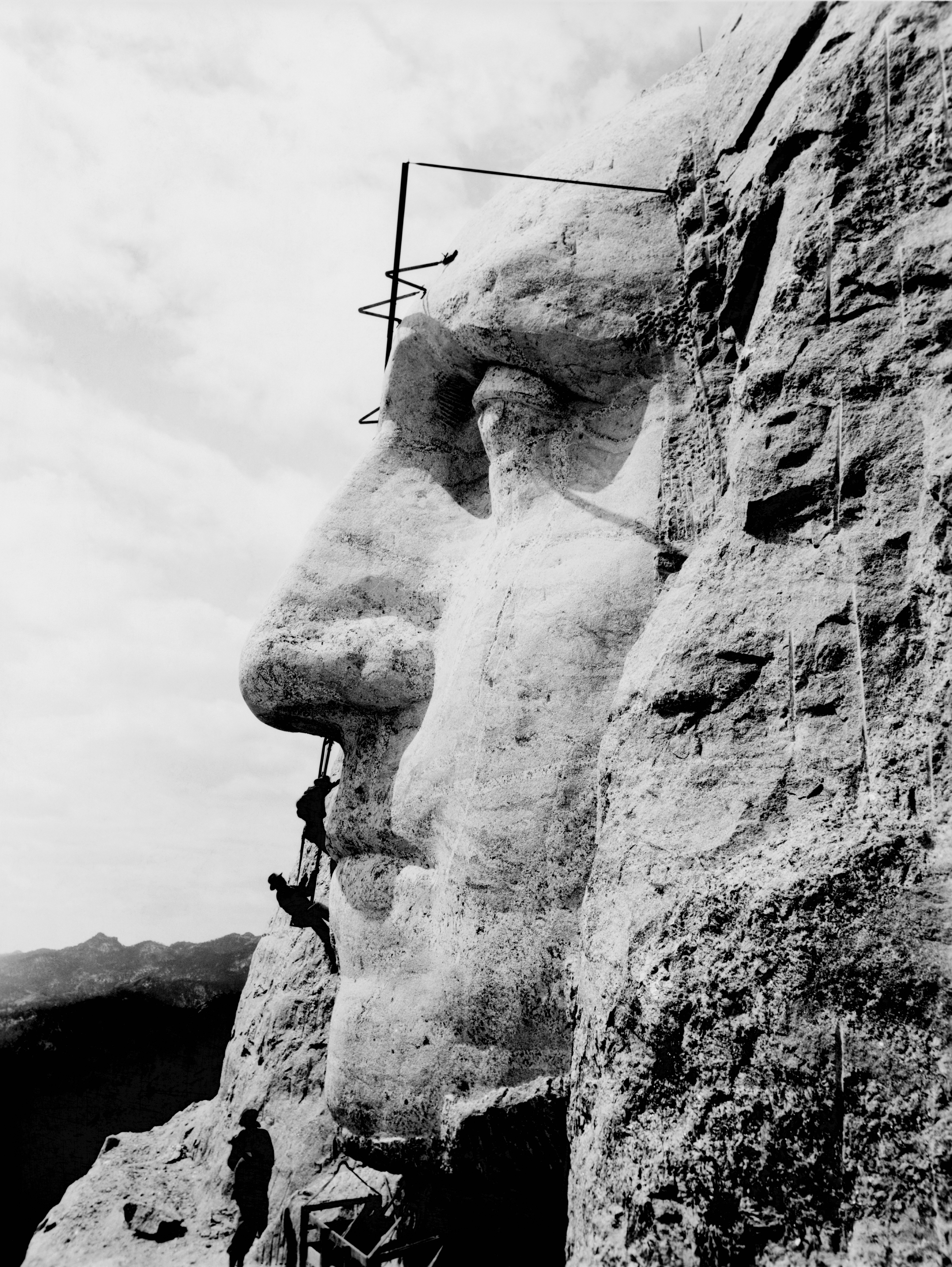
Tallado de una de las imágenes del Monte Rushmore, 1927-1941.
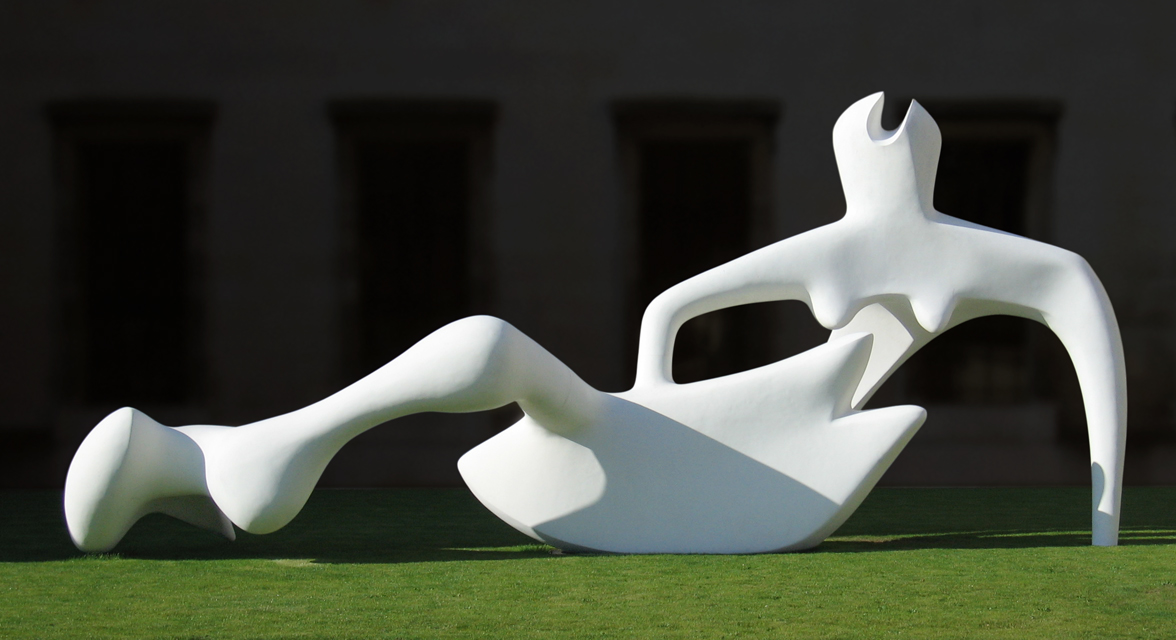
Large reclining figure, Henry Moore, 1951 (10 m).
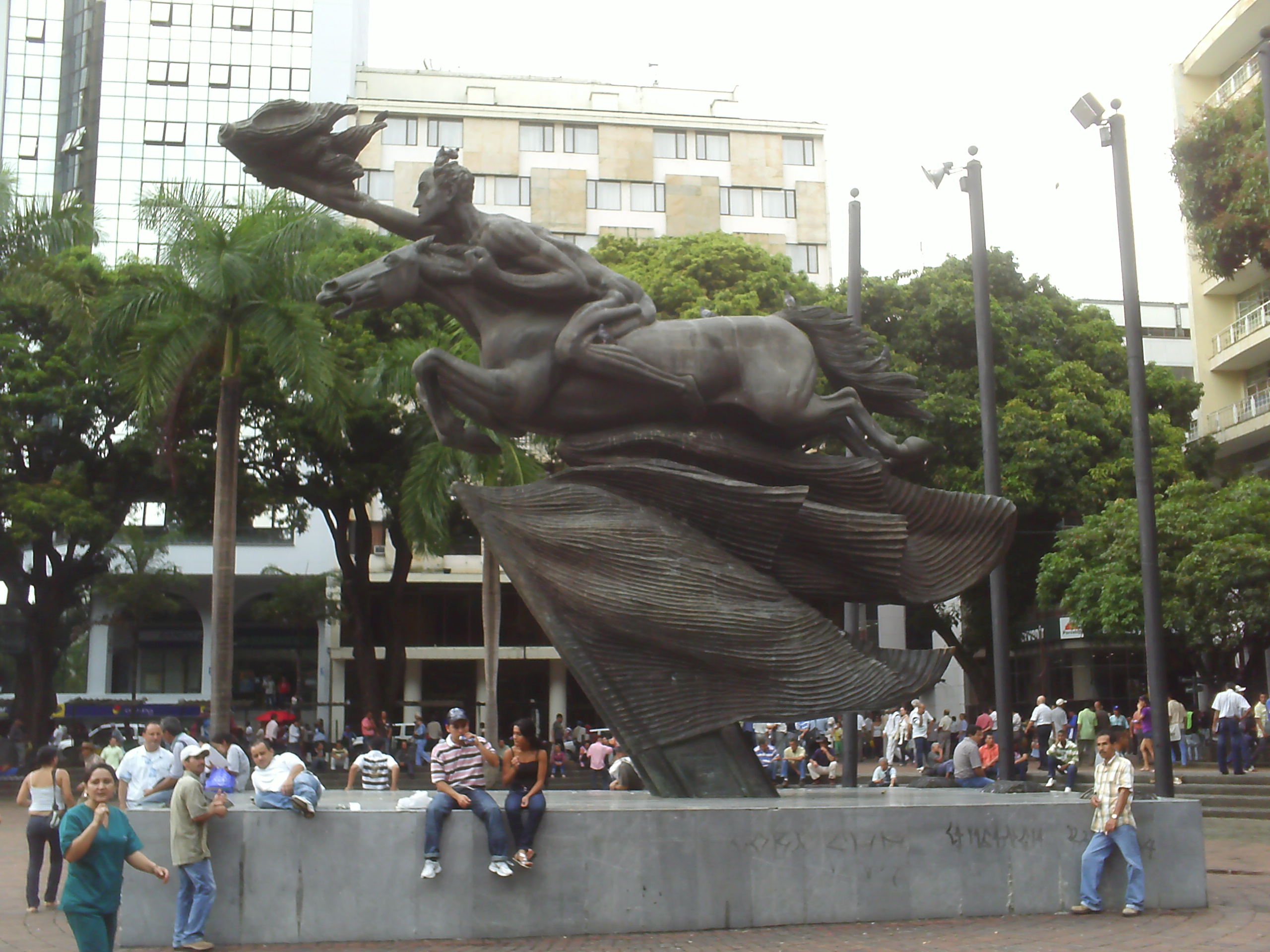
Estatua ecuestre de Bolívar en Pereira (llamado "Bolívar desnudo"), de Rodrigo Arenas Betancourt, 1963.
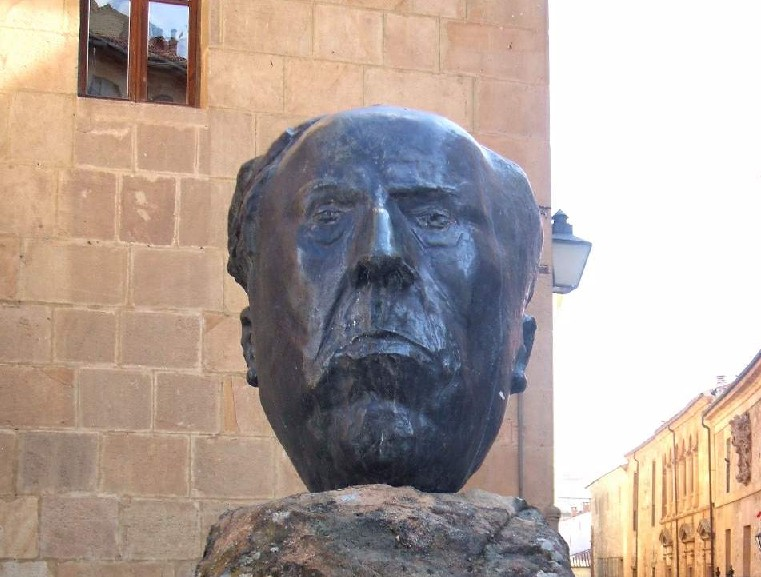
Cabeza colosal de Antonio Machado (80 cm.), de Pablo Serrano, 1966, censurada durante el franquismo.
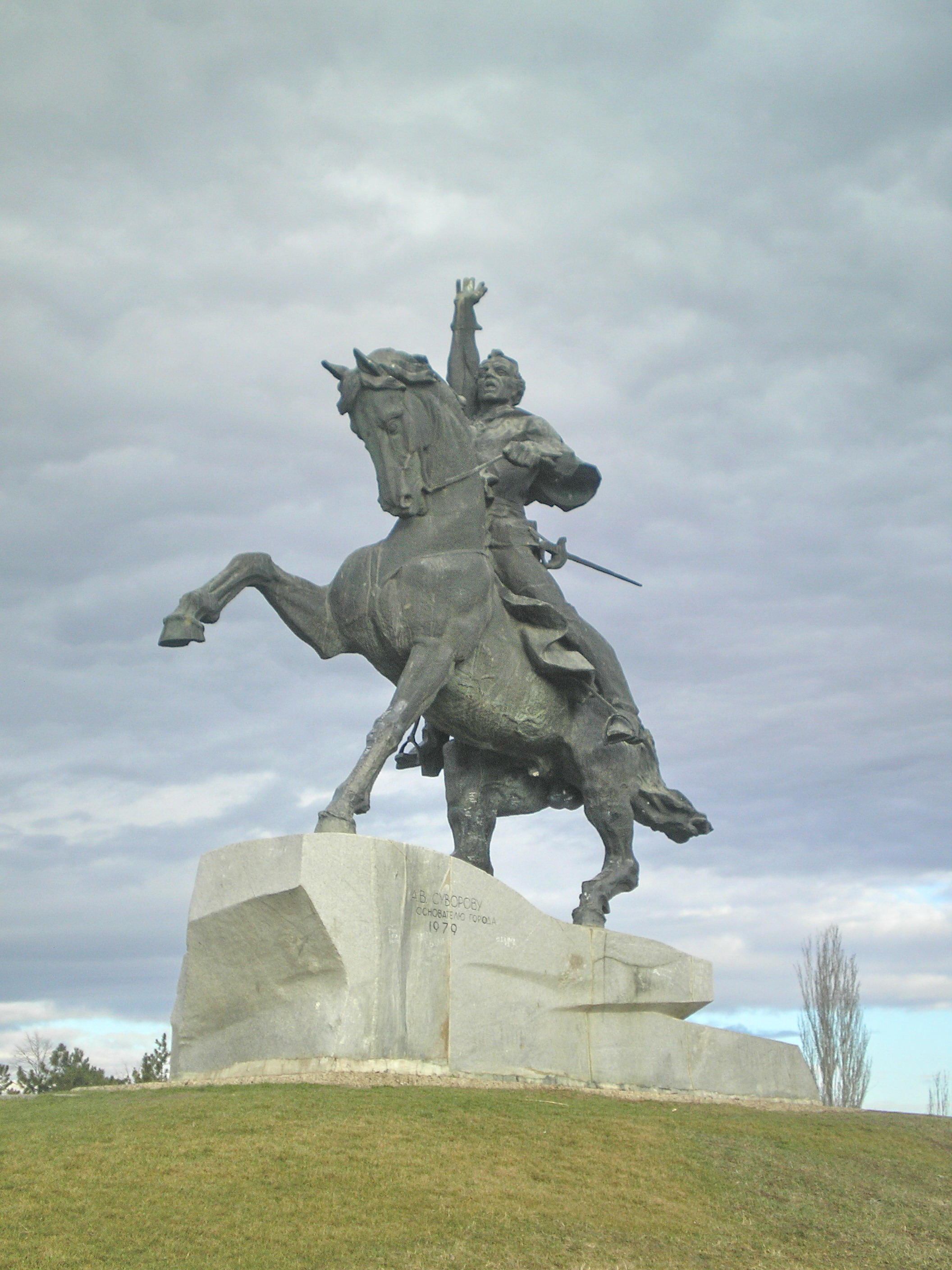
Estatua ecuestre del general Suvorov, 1979.
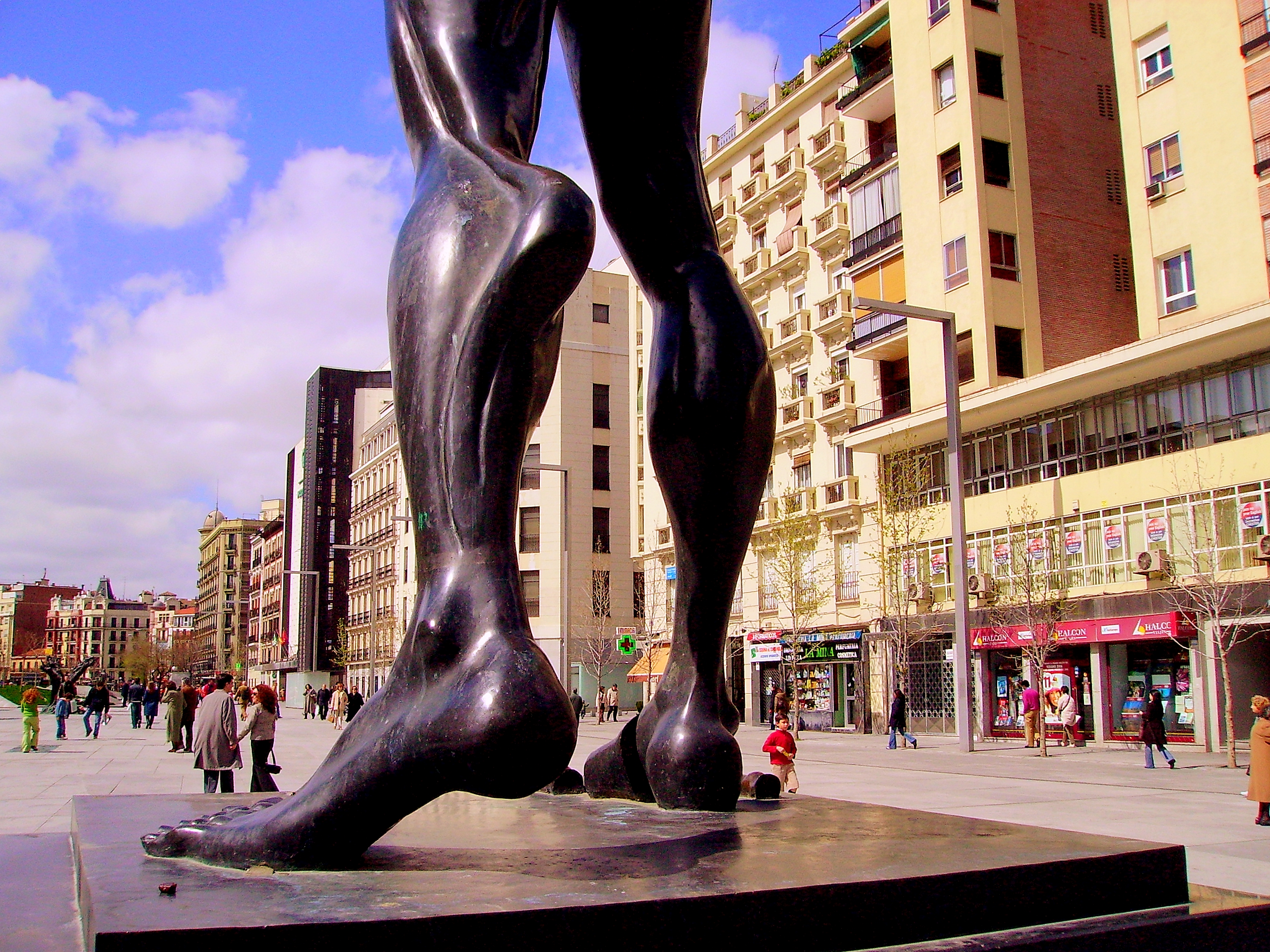
Detalle del Dolmen de Dalí, 1986.

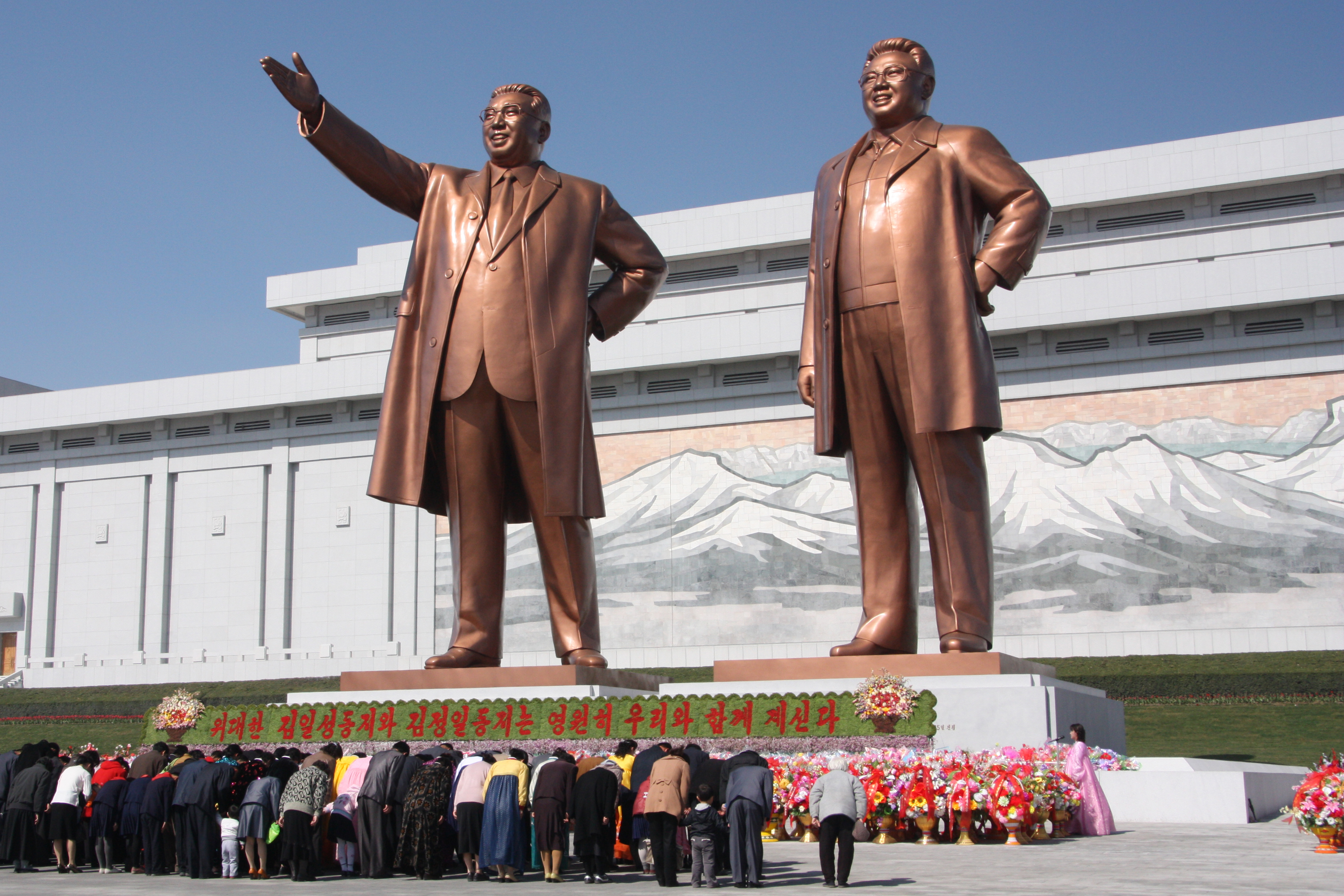
Estatuas colosales de Kim Il-sung y Kim Jong-il. Estudio Artístico Mansudae.

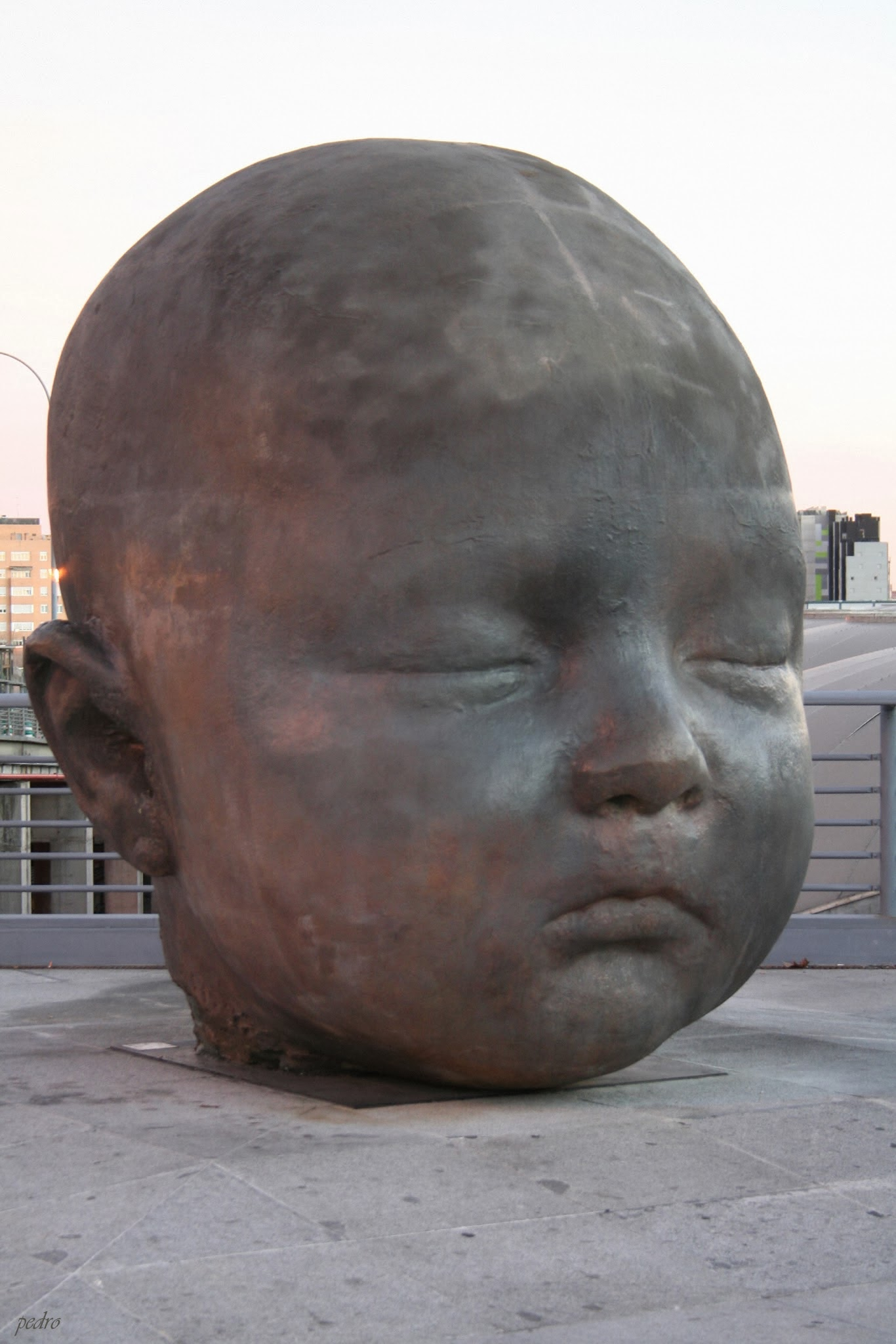
Una de las dos esculturas colosales denominadas Día y Noche (3 metros), de Antonio López García, en la Estación de Atocha (Madrid), 2008.

#### Finales delsigloXXysigloXXI
Entre los escultores de los últimos años caracterizados por su opción por el colosalismo están Fernando Botero, Antonio López García, Jorge Jiménez Deredia, Zurab Tsereteli (estatua de Pedro el Grande, San Petersburgo, 1997, 98 m, Nacimiento del Nuevo Mundo, Puerto Rico), Igor Mitoraj (Coloso de Mitoraj o Coloso de La Défense, París, 2001 -forma parte de un grupo de cuatro esculturas colosales: Icare, Ikaria, Tindaro y Le Grand Toscano-), Marco Cianfanelli (Monumento a Nelson Mandela, Natal Midlands, Sudáfrica, 2012, de láminas de acero cortado a láser y pintado, que reproducen el rostro desde un determinado punto de vista; 5,19 m de anchura, 9,48 m de altura, 20,8 m de longitud) o Tamar Kvesitadze (Sekhvarulis Kandakaeba o "estatua del amor", escultura móvil de 7 m -Batumi, Georgia-, que representa la historia de amor imposible de un musulmán y una cristiana reflejada en un clásico de la literatura georgiana -Ali y Nino, de Kurban Said-).
- Estatua de la Democracia (Pekín, 1989, 10 m), construida y destruida durante la revuelta de Tiananmen.
- Estatua de Decébalo (río Danubio, 40 m, 1994-2004).
- Estatua ecuestre de Genghis Khan (Ulan Bator, 2008), de D. Erdenebileg, 40 m.
- Australian Farmer (Wudinna, Australia Meridional, 2009), de Marijan Bekic[56] (granito, 8 m).
- Monumento al Renacimiento Africano (Dakar, 2009), 49 m. Polémica idea del presidente Abdoulaye Wade, fue realizada por la compañía Mansudae, la misma que realiza la iconografía oficial del régimen norcoreano (estatuas colosales de la familia Kim, goberntante por tres generaciones).
- Estatua de la Unidad (proyecto de una estatua de 182 m de Sardar Patel que será construida en Sardar Sarovar -Guyarat, India-).
- Estatua del príncipe Vladímir, de 17 m, del escultor Salavat Scherbakov, inaugurada por Vladímir Putin en 2016.[57]

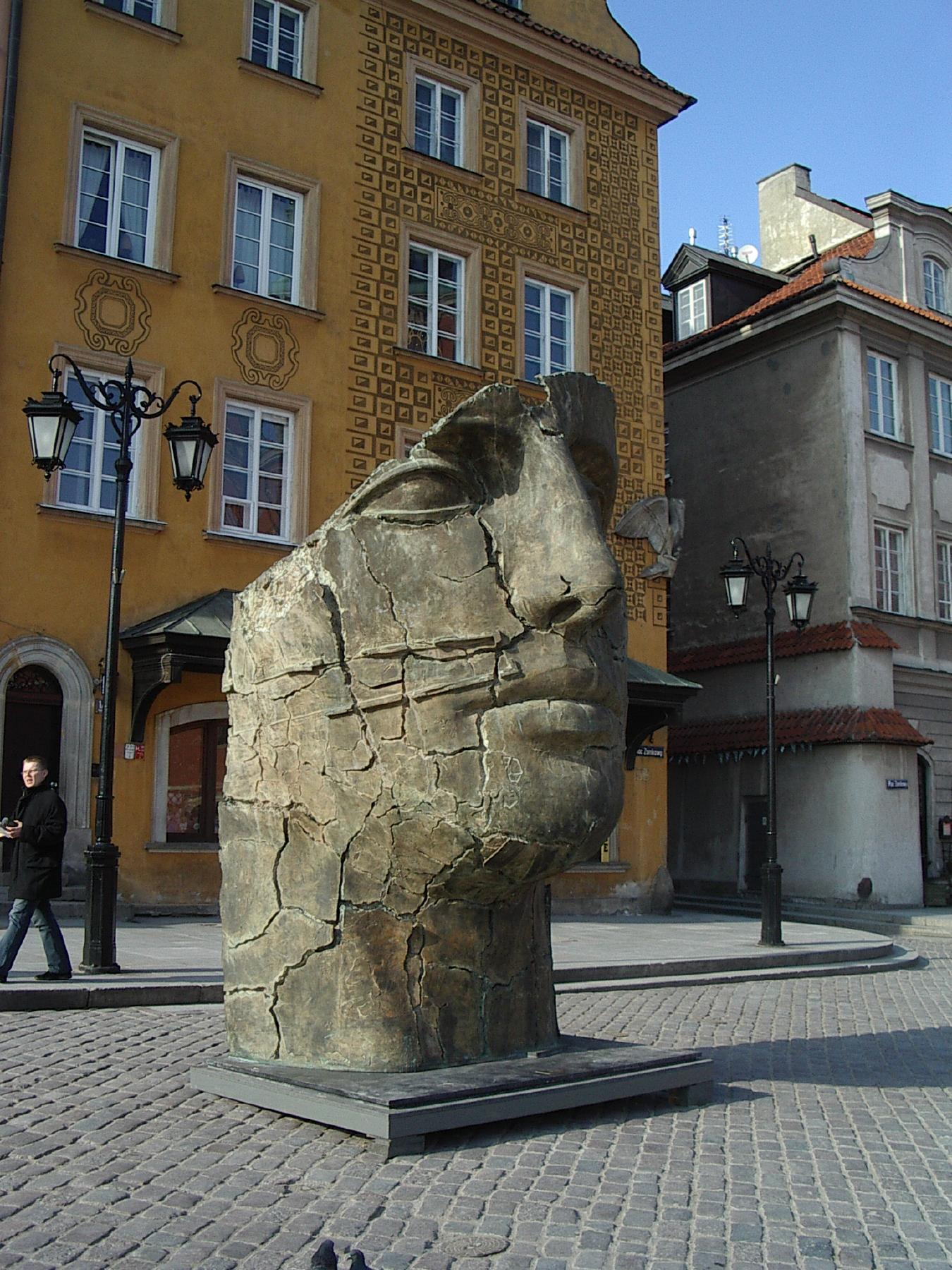
Una obra de Mitoraj en Varsovia.

Por otro lado, con diversos criterios estéticos, se ha continuado la tradición de levantar estatuas colosales con propósitos ideológicos o religiosos (tanto del cristianismo como de las religiones orientales), cuyas dimensiones son objeto de emulación competitiva.